# Lyon sous la Révolution

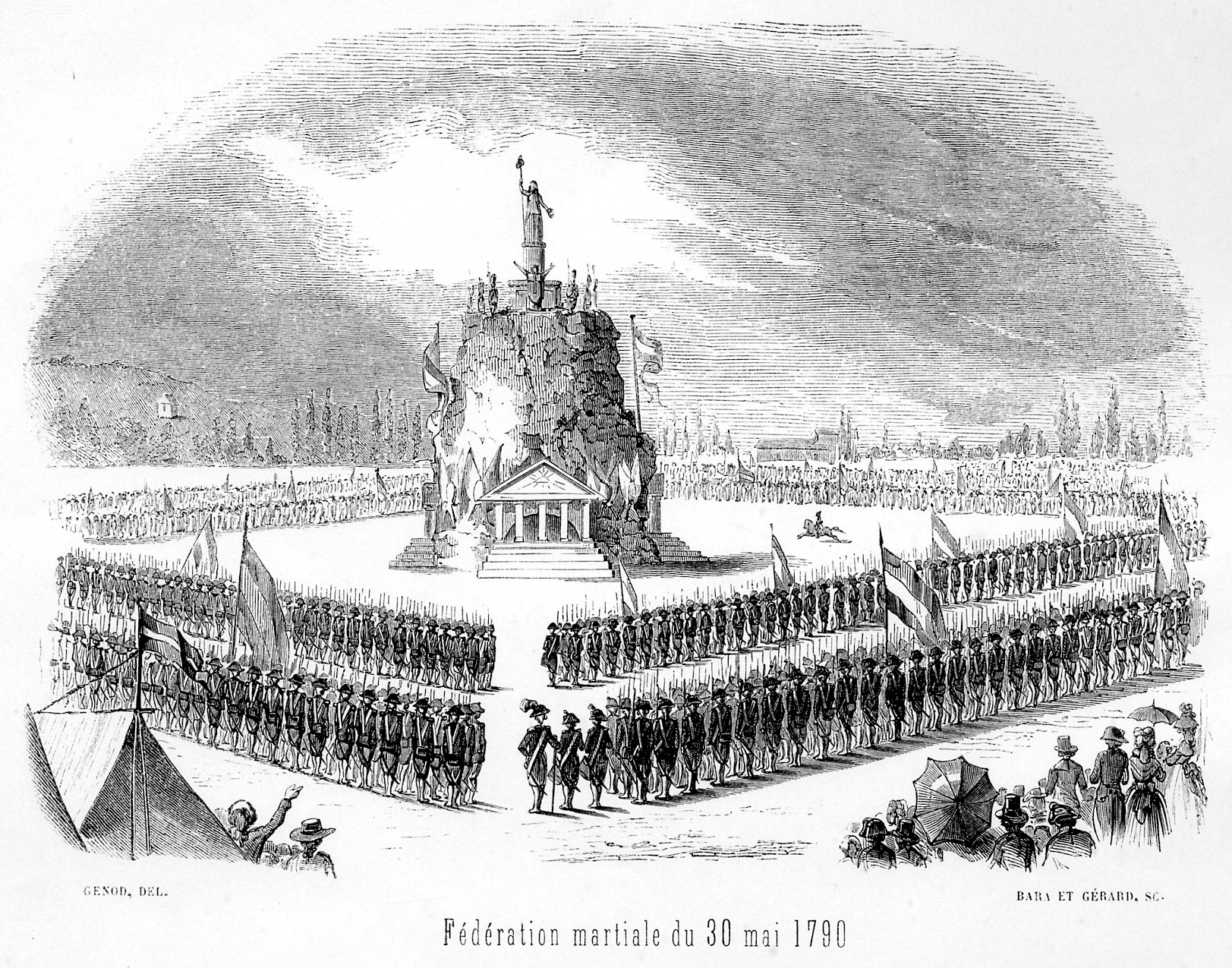
Fête de la Fédération de Lyon, aux Brotteaux. Musée Gadagne.

Lyon, sous la Révolution, connait l'ensemble des évolutions qui parcourent la destinée du pays, exaltation des débuts, transformations politiques, déchirement sous la Terreur avec un siège décidé par les Montagnards et une fin de période ponctuée de vengeances et de tentatives de relèvements.
Lyon entre dans la Révolution comme une cité aux structures urbaines et politiques très datées. La ville est à l'étroit dans ses antiques murailles et le consulat dirige autoritairement aux destinées de la cité. Lyon est également riche d'une industrie soyeuse renommée, qui a créée une typologie sociale particulière, la Fabrique.
Lyon entre dans la Révolution avec de lourds problèmes financiers, à l'égal de l'État, l'administration municipale étant bloquée par un système d'entrée d'argent, les octrois, qui renchérissent le coût de la vie pour les masses populaires. Ces octrois sont le points de tensions du peuple lyonnais, la cause des débordements révolutionnaires et de la radicalisation progressive d'une partie de la population. Celle-ci accueille avec espoir durant les premières années les nombreuses transformations politiques et institutionnelles, découvrant la vie politique libre et le pouvoir de l'élection.
La nouvelle municipalité, aux idées progressistes, est confrontée entre 1790 et 1792 à de nombreuses difficultés. Ses problèmes financiers constants lui imposent de défendre les impopulaires octrois, la discréditant progressivement aux yeux des masses populaires. Par ailleurs, son actions est entravée par une lutte d'influence menée avec l'assemblée du département, tenus par des conservateurs. Enfin, Lyon voit à cette période s'installer le conflit religieux, très présent dans la cité et un premier complot monarchiste visant à détruire les avancées révolutionnaires.
L'année 1793 voit Lyon s'engager dans le conflit entre Montagnards et Girondins, avec en point d'orgue l'insurrection girondine du 29 mai qui défait la municipalité montagnarde menée par Joseph Chalier. Arrivant juste avant la victoire des Robespierristes à la Convention, la ville est accusée d'être contre-révolutionnaire et l'armée est dépêchée pour la réduire. Le siège de Lyon, et surtout la répression terrible qui s'ensuit traumatise la population.
La chute de Robespierre en octobre 1794 provoque localement le renversement de la municipalité et le déclenchement d'un cycle de violence contre les persécuteurs. Lyon connait alors quatre années troublées, entre tentative de redressement économique et urbain et conflits larvés entre Jacobins, républicains modérés et monarchistes. La cité accueille sans réagir le coup d'État du 18 brumaire.

## Les prémices de la Révolution à Lyon
1. Un urbanisme étriqué
2. Une cité prospère
3. Des revendications populaires - la révolte des deux sous et ses suites
4. Situation religieuse

À l'orée de la Révolution, la cité lyonnaise est une ville ambivalente. Ses forces économiques, surtout basées sur le travail de la soie, sont prospères, fières d'elles-mêmes. Mais les grands négociants font face à des revendications ouvrières qui ont récemment secoué la tranquillité publique, qui est mise à mal par des disettes et une pauvreté accrue en 1788 et 1789.
Les élites intellectuelles sont divisées quant au devenir de la nation au travers des États généraux, une partie optant pour des idées nouvelles, voire radicales, et d'autres empreintes de conservatisme.

### Un urbanisme étriqué

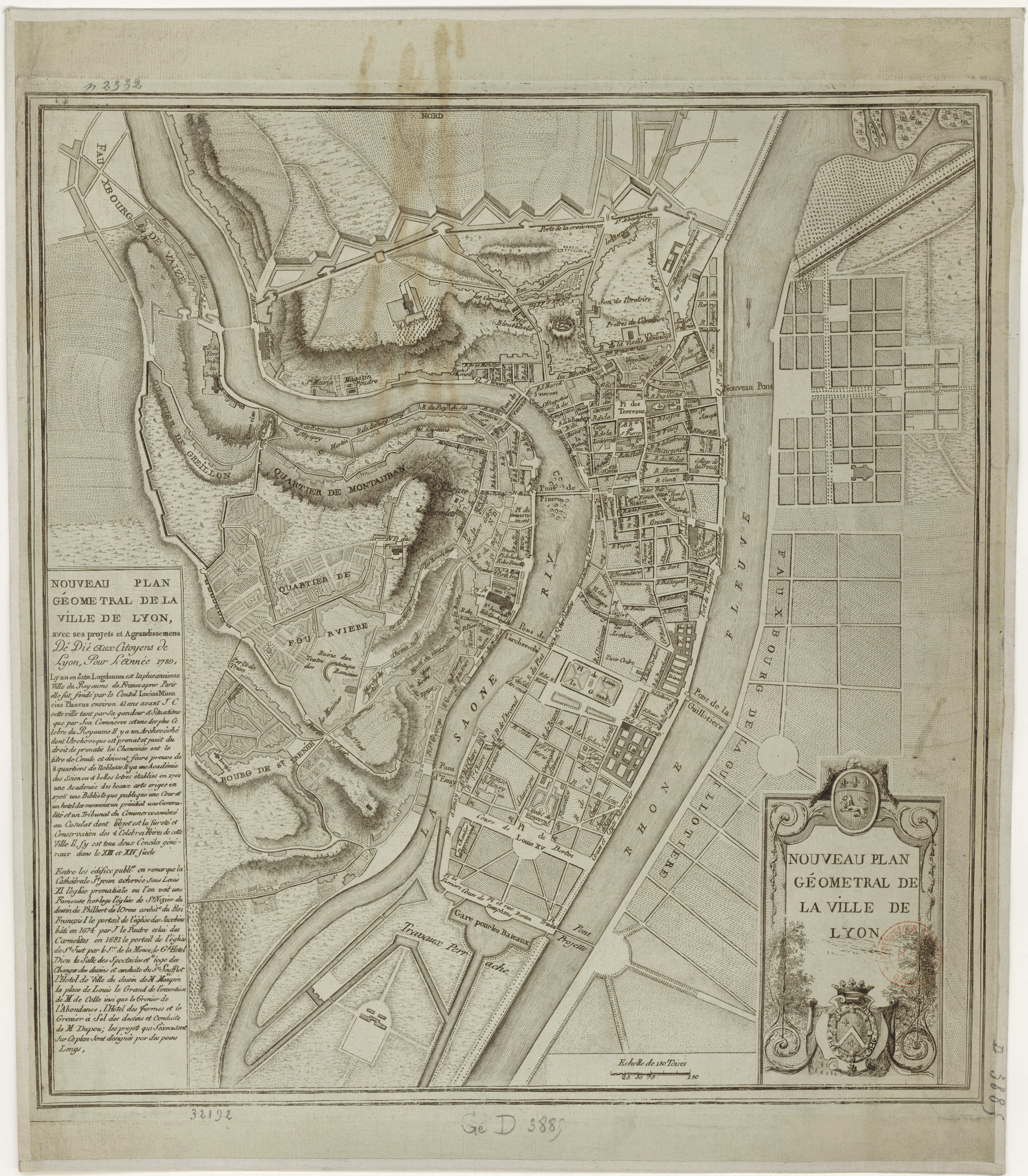
Plan de Lyon en 1789. Bibliothèque nationale de France.

Lyon, à la veille de la Révolution, est une cité coincée par ses fleuves, ses collines et ses remparts. Elle continue à faire vivre ses habitants dans l'espace compris entre le bas de la colline de Fourvière à l'ouest, le Rhône à l'est, les Terreaux au nord et la place Bellecour au sud. Depuis plusieurs décennies, les ingénieurs et le consulat cherchent des moyens de désengorger la cité et deux tentatives sont en cours en 1789. Vers l'est, un pont construit par Jean-Antoine Morand en 1774 depuis le quartier Saint-Clair vers celui des Brotteaux tente de pousser les Lyonnais à investir ce nouvel espace. Mais en 1789, ce sont essentiellement des auberges qui s'y tiennent, montrant que ce lieu est avant tout un lieu de promenade et de détente. Vers le sud, Antoine Michel Perrache a entamé les travaux destinés à exploiter la confluence en rattachant au quartier d'Ainay l'île Moigniat.
La ville est toujours médiévale dans son urbanisme avec des rues étroites, des immeubles hauts et un fort encombrement, rendus importants aux entrées de la cité par le faible nombre de ponts. Il n'en existe alors que cinq sur la Saône, le pont de Serin, le pont Saint-Vincent, le pont de pierre, le pont de l'Archevêché et le pont d'Ainay ; et deux sur le Rhône, le pont Morand et le pont de la Guillotière.
En comptant les faubourgs de Vaise, de Serin, de Saint-Irénée, de la Croix-Rousse et de la Guillotière, la population est estimée à 150 000 habitants.

### Une cité prospère
À la veille de la Révolution, Lyon est une ville très peuplée et prospère. Avec environ 150 000 habitants, elle est la seconde ville du royaume devant Marseille et Bordeaux. La ville est toujours une cité bancaire et commerciale de premier plan entre l'Europe du Nord et l'espace méditerranéen ; de nombreux voyageurs en font d'ailleurs la remarque tel Grimod de la Reynière pour qui « le dieu du commerce y a établi son principal temple ». Lyon est toujours une ville industrieuse, dominée par le travail de la soie qui n'a pas été affecté par le traité de libre-échange de 1786 avec le Royaume-Uni. En effet, ses fabricants sont soutenus par la Cour qui leur commande toujours de fastueux tissus. Cette industrie subit toutefois des difficultés en 1787 en raison d'une hausse forte du prix de la matière première à cause de mauvaise récolte en Piémont, lieu d'origine de la soie brute.
En 1788, le consulat entame la construction du nouveau pont de l'archevêché sur la Saône.
Cette prospérité est mise en scène lors du passage des ambassadeurs de Tipû Sâhib, le sultan de Mysore pour Versailles, en juillet 1788 ; le consulat déploie de grands richesses pour magnifier le prestige de la cité.

### Des revendications populaires - la révolte des deux sous et ses suites
À Lyon, la révolte des de 1786 dénommée la Révolte des deux sous a préparé de manière particulière les soubresauts révolutionnaires. Brutalement réprimée, elle a permis aux ouvriers en soie de se structurer, et surtout imposé de le faire en secret. En effet, la répression arrête de nombreux meneurs et en pend trois pour l'exemple. Mais la population ouvrière prend alors conscience de sa situation et de la légitimité de sa lutte contre l’assujettissement économique.
Des éléments populaires se regroupent, éditent des tracts pour mobiliser la population, font circuler des pétitions. À ce climat agité au sein des masses travailleuses se surimpose une très mauvaise année agricole en 1788, faisant grimper les prix et exacerbant les tensions. Lyon entre dans la période révolutionnaire en crise. Les années 1787-1788 sont difficiles pour l'industrie soyeuse, la production étant globalement divisée par deux.
Enfin, la population la plus fragile est également atteinte par le relèvement de plusieurs droits seigneuriaux autour de Lyon, faisant encore monter les prix des denrées alimentaires. Une assemblée provinciale est constituée en septembre 1787 pour soulever le problème mais les populations pauvres ne parviennent pas à y faire entendre leur voix, et elle n'apporte pas de solution.
La cité lyonnaise est dirigée par une élite solide composée des marchands-fabricants et de la noblesse de robe qui parviennent à ferler leur oligarchie et à conserver leur pouvoir sur les institutions. En parallèle, les élites lyonnaises sont éveillées à la politique, dans un climat intellectuel propice aux réformes. De nombreuses personnalités ou sociétés évoquent et débattent des projets de Turgot, Maupeou ou Loménie de Brienne. Dans le même temps, des fissures s'opèrent juste avant la révolution dans le bloc des élites. Durant l'assemblée provinciale de 1787, si aucune décision contre les privilèges des élites n'est établie, de nouvelles personnalités en profitent pour s'imposer et commencer à prendre part à la politique locale.
Par ailleurs, une division plus historique se réactive durant l'année 1786 et la révolte des deux sous. Les chanoines-comtes se placent du côté du peuple, tentant de reconquérir une influence sociale perdue.

### Situation religieuse
En 1788, à la mort de Malvin de Montazet, le roi nomme Yves Alexandre de Marbeuf. Ce dernier mène immédiatement une purge contre les jansénistes et place à la tête du clergé lyonnais des vicaires généraux particulièrement intransigeant. Retenu à Versailles en raison de postes ministériels, il donne à ses agents des consignes autoritaires. Cette action fait suite à la dispersion d'un groupe convulsionnaire du village de Fareins menés par François Bonjour, prêtre formé à Lyon dans un séminaire janséniste, par son prédécesseur Montazet,.

## Les premiers temps révolutionnaires: 1788 - avril 1790
1. Difficultés économiques et misère populaire
2. Les États généraux - juillet 1788 - mai 1789
- Annonce des préparations
- Rédaction des cahiers de doléance et élections des députés
3. Lyon et le début de la Révolution - juin 1789 - avril 1790
- Lyon face aux débuts de la Révolution - juin / juillet 1789
- La Grande Peur juillet / août 1789
- La fin de l'Ancien régime municipal - septembre 1789 - avril 1790

Lyon entre dans la Révolution avec de lourds problèmes financiers, à l'égal de l'État, l'administration municipale étant bloquée par un système d'entrée d'argent, les octrois, qui renchérissent le coût de la vie pour les masses populaires. Ces octrois sont le points de tensions du peuple lyonnais, la cause des débordements révolutionnaires et de la radicalisation progressive d'une partie de la population. Celle-ci accueille avec espoir durant les premières années les nombreuses transformations politiques et institutionnelles, découvrant la vie politique libre et le pouvoir de l'élection.

### Difficultés économiques et misère populaire
Les années 1788 et 1789 voient une partie du peuple au chômage et dans de grandes difficultés pour se nourrir. Une grande partie vit du travail de la soie, et depuis la crise de 1787, le travail manque, provoquant la misère de la partie la plus fragile des travailleurs. Une moitié des canuts sont sans emploi une bonne partie de l'année, multipliant la mendicité et l'exode vers les campagnes ou la Savoie.
Les pauvres accusent essentiellement les octrois, taxes sur les produits entrant en ville d'alourdir leur misère, et cette institution subit régulièrement attaques symboliques ou plus violentes. Ils sont d'autant plus mal vus que les privilégiés sont exemptés de l'octroi. Les autorités municipales sont quant à elles déterminées à conserver cette taxe, qui constitue une grande part de leurs revenus.
Le 29 mars 1788, le roi Louis XVI demande au consulat d'avancer 300 000 livres pour soutenir les ouvriers sans travail, et lui accorde en compensation la suspension pour 20 ans des droits qu'il perçoit sur les aspirants à la maîtrise.
L'hiver 1788-1789 est très rigoureux, le consulat multiplie les distributions de nourriture. Les débâcles de glace ont lieu sur le Rhône et la Saône, emportant le pont de Serin.

### Les États généraux - juillet 1788 - mai 1789
À Lyon, l'annonce des États généraux provoquent un immense espoir. L'élection des députés chargés de les rédiger comme le résultat final montrent la marque d'un changement d'époque. Les ordres anciens, les anciennes hiérarchies sont balayées et les idées nouvelles s'imposent.

#### Annonce des préparations

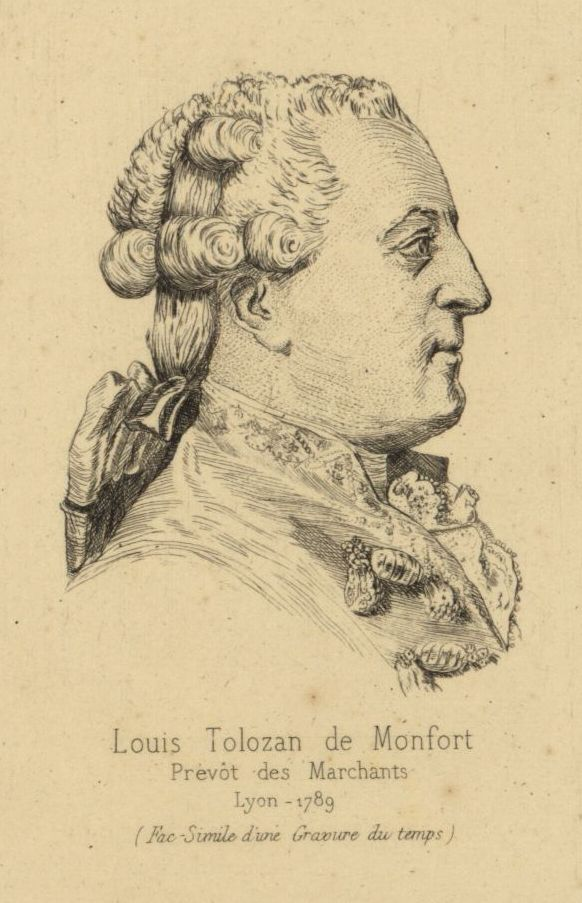
Tolozan de Montfort, prévôt des marchands attaché aux hiérarchies traditionnelles. Archives municipales de Lyon.

À la suite des arrêts du conseil des 5 juillet et du 8 août 1788, une consultation s'ouvre sur la forme et les pouvoirs à conférer aux États généraux. Elle provoque une lutte plus institutionnelle entre le consulat, qui prétend être le seul légitime à représenter la cité et faire des propositions de réforme, et de nombreux notables qui souhaitent éviter les intermédiaires. Ainsi, le prévot des marchands Tolozan de Montfort envoie un mémoire au directeur général des finances exposant que puisque lors des deux derniers états généraux, le consulat seul a établi la liste des représentants, cette tradition est devenue « constitutionnelle pour la ville » et qu'il faut que l'État respecte cette tradition en demandant au consulat seul d'organiser l'élection des représentants, de rédiger les cahiers et que la moitié de la députation à Versailles soit issue de ses rangs.
Durant les mois de décembre et janvier, des libelles et feuilles sont imprimées tant par les membres du consulat pour exposer les raisons de leurs prétentions que par d'autres groupes pour empêcher ce dernier de tenir la rédaction des cahiers et l'élection des députés.
Lors des assemblées préparatoires (les 12, 15 et 19 janvier) à la convocation des états généraux, nombreux sont ceux dans l'élite lyonnaise qui souhaitent des réformes, tels Mathon de la Cour, Delandine, Berenger ; contre un groupe de modérés ou de conservateurs déterminés, comme l'archevêque Mgr Marbeuf. Dès cette époque, des coteries se forment, qui préfigurent les groupes politiques de la Révolution. Lors de la première réunion, qui se tient dans le réfectoire des Carmes des Terreaux, un groupe opposé au consulat nomme un comité pour défendre leurs positions ; il s'y trouve Boscary, Dumont, Guillin, trois procureurs, Millanois, avocat, Vitet et Rast, médecins, Davallon, Périsse de Luc, Benoit, Couderc, Sain-Costard et Van Risambourg, négociants.
Les premiers débats s'ouvrent tant sur la forme que doivent prendre les députations et les états généraux eux-mêmes, des voix se faisant entendre sur le fait que le Tiers état doit former l'essentiel du corps réformateur, que sur les réformes à prendre pour redresser la Nation. Un grand nombre de groupes font entendre leur voix par des discours imprimés et des fascicules. Les académiciens, les chanoines-comtes, différentes élites en place mais également de simples publicistes diffusent leurs opinions et font circuler des idées au sein de la population. Mathon de la Cour édite une étude sur les moyens de perfectionner les états généraux, Delandine fait de même avec un essai historique sur les assemblées nationales en France, Bérenger fait de même sur les états généraux. Le 22 janvier, le consulat convoque l'assemblée des notables  de la ville et tente de la convaincre de l'importance de le laisser contrôler les cahiers de doléances et l'élection des députés des états généraux.
Du côté des conservateurs, l'archevêque Marbeuf diffuse le 28 janvier dans sa lettre de carême des arguments sur les menaces pour les institutions du royaume, qui provoquent en retour des pastiches anonymes. Les réactions à son discours sont si vives qu'il renonce à venir à Lyon.
Les lettres royales fixant les modalités d'organisation des états généraux arrivent à Lyon le 13 février et donnent finalement raison aux notables contre le consulat. Les esprits s'apaisent et les 68 assemblées de rédaction et d'élection se tiennent, dont 42 par corporation. A plusieurs reprises, des élites tentent de contrôler ces préparations, notamment les grands négociants de la grande fabrique mais les tisseurs lyonnais se mobilisent et votent en masse pour que les délégués mandatés pour rédiger les cahiers soient des leurs.

Antoine-François Delandine, député du Forez, Bibliothèque municipale de Lyon.
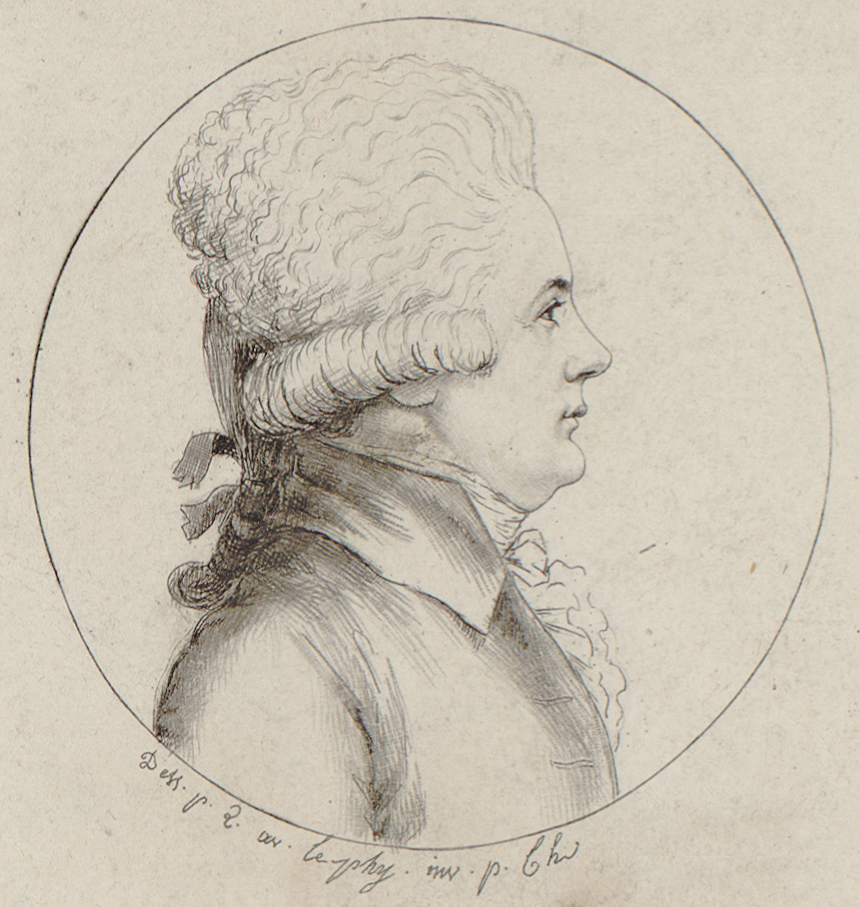
Laurent Pierre Bérenger, Bibliothèque municipale de Lyon.

#### Rédaction des cahiers de doléance et élections des députés

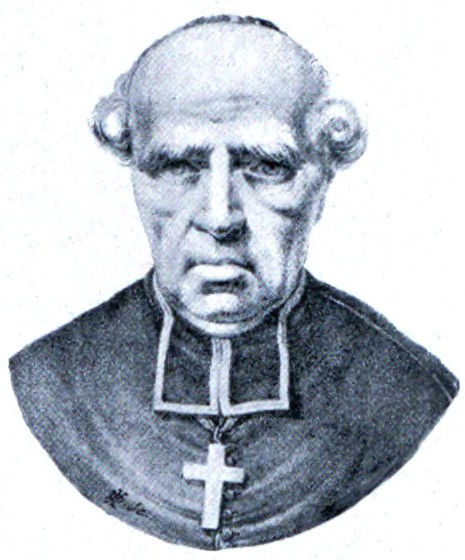
Louis Charrier de La Roche, député du clergé favorable aux idées nouvelles.

Le vote des représentants de la ville de Lyon à l'assemblée générales des trois ordres de la généralité révèle la coupure irrémédiable entre les tisserands et les marchands. Aucun représentant de ces derniers n'est élu en février 1789, seuls ceux des maîtres-ouvriers se rendent aux États généraux. Parmi les 34 élus, la plupart sont des meneurs des protestations de 1786, dont Denis Monnet,. Dans les cahiers de doléances, ils expriment leur volonté d'une organisation plus juste, désignant les maîtres-marchands comme étant les responsables de leur misère.
L'assemblée du Tiers état réunit 150 personnes pour la ville de Lyon le 12 mars pour la rédaction des cahiers de doléances. Elle montre qu'au sein de cet ordre, les hiérarchies traditionnelles ont été remises en cause également. Aux privilèges d'ordre anciens basés sur les offices et les professions libérales succède celui fondé sur le négoce et de la grande bourgeoisie. Le 4 mars, Tolozan de Montfort envoie une lettre à Necker pour lui indiquer les résultats des élections, et demander une nouvelle fois qu'une place particulière soit réservée aux membres du consulat, en vain.
Le 14 mars 1789, la première réunion des trois ordres a lieu à l'église des Cordeliers. Elle est présidée par le lieutenant général Laurent Basset, assisté par l'avocat de la sénéchaussée Pierre-Thomas Rambaud. Le clergé est représenté par 300 personnes, la noblesse par 317 et le tiers état par 150 pour la ville de Lyon et 200 pour le plat pays.
Dès cette première réunion, des éléments nobles, ecclésiastiques et bourgeois proposent l'abandon de leurs privilèges pour résoudre les problèmes financiers du pays. La noblesse propose l'annulation de ses privilèges fiscaux, le clergé s'y associe par la voix du chanoine Castellas. Les bourgeois suivent avec la suppression de leur exemptions de taille et de corvée sur les héritages. Sur le moment, ces élites avancées dominent les personnes désireuses de ne pas trop bousculer l'ordre établi ; les cahiers de doléances sont donc largement imprégnés des idées nouvelles. Ainsi, face aux élites cléricales qui ne veulent pas toucher à leurs privilèges, les membres du bas clergé menés par Charrier de la Roche s'associent aux représentants du Tiers et parviennent à faire inscrire ces renonciations dans les cahiers. L'idée d'abandonner totalement les privilèges honorifiques est formellement demandée, les cahiers lyonnais sont une contestation profonde de la structure de la société d'ordre.
Les cahiers sont rédigés de manière séparée, chaque ordre travaillant de son côté. Ils sont préparés durant la seconde quinzaine du mois de mars. Ils sont remis lors d'une séance de clôture toujours dans l'église des Cordeliers le 4 avril au lieutenant général Basset.
Une fois les cahiers rédigés, les mandatés procèdent à l'élection des députes aux États généraux.
Le clergé choisit le chanoine Jean-Antoine de Castellas, qui est doyen du chapitre des chanoines-contes de Lyon ; Louis Charrier de La Roche, prévôt du chapitre et curé d'Ainay ; Antoine Flachat, ancien prédicateur du roi de Pologne, curé de Notre-Dame de Saint-Chamond et de Saint-André d'Izieux et Jean Marie Mayet, curé de Rochetaillée.
La noblesse élit Charles-Louis de Mont d'Or, le comte de Boisse de la Thénaudière,, le marquis Louis-Catherine de Lorras, Pierre Suzanne Duchamps, écuyer et membre de l'Académie de Lyon.
Les députés du Tiers sont Jean-Jacques-François Millanois, ancien avocat du roi au présidial et franc-maçon, Jean-André Périsse-Duluc, imprimeur-libraire et également franc-maçon, Goudard, négociant et Guillaume Benoît Couderc, banquier de la religion réformée,. Les membres du bas-clergé ne suivent pas les injonctions de leur élite, demandent une direction davantage collégiale et de meilleures rétributions. Les prêtres contestataires parviennent à empêcher l'archevêque Marbeuf d'être élu.

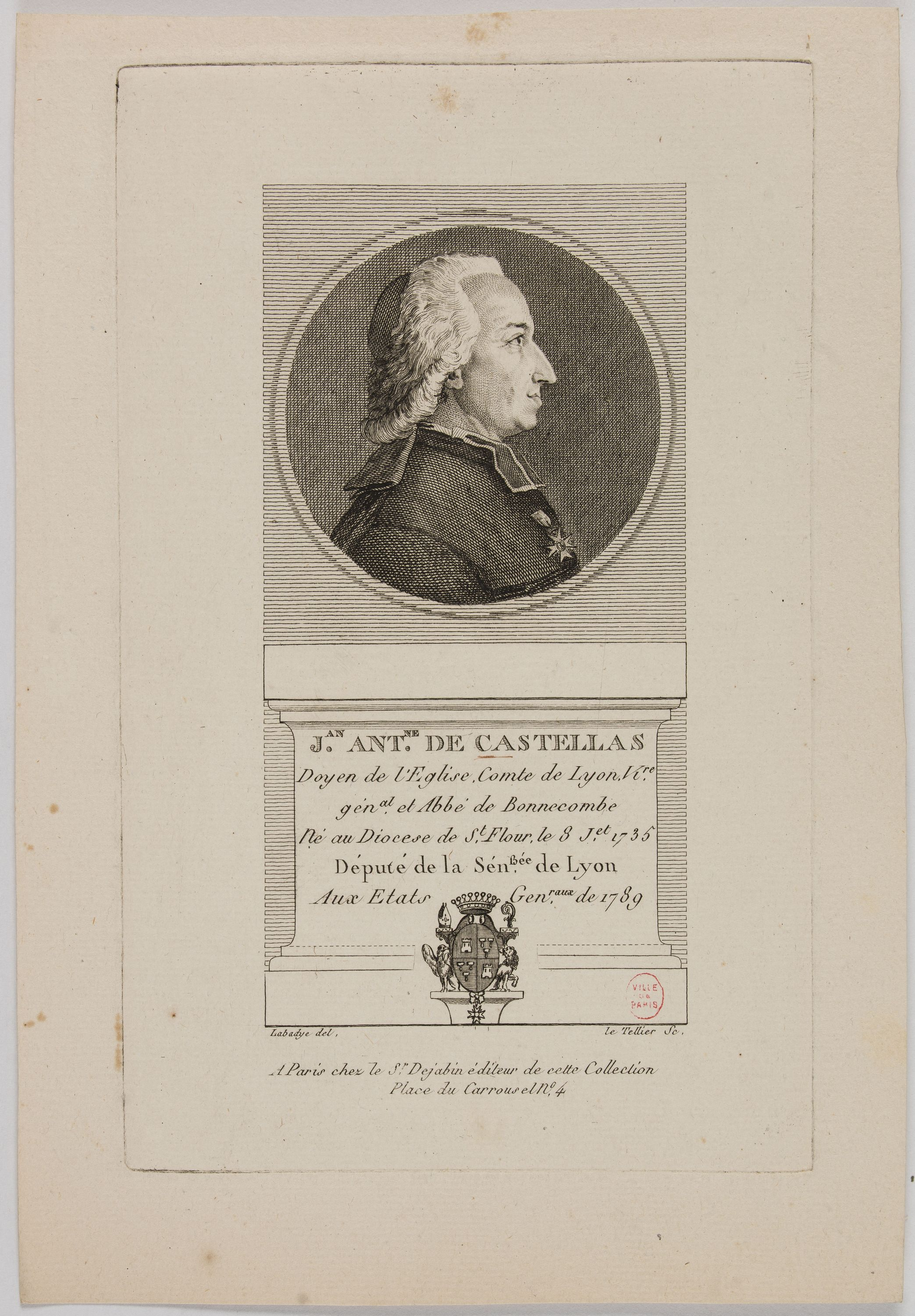
Jean-Antoine de Castellas, député du clergé, hostile à la Révolution. Musée Carnavalet.
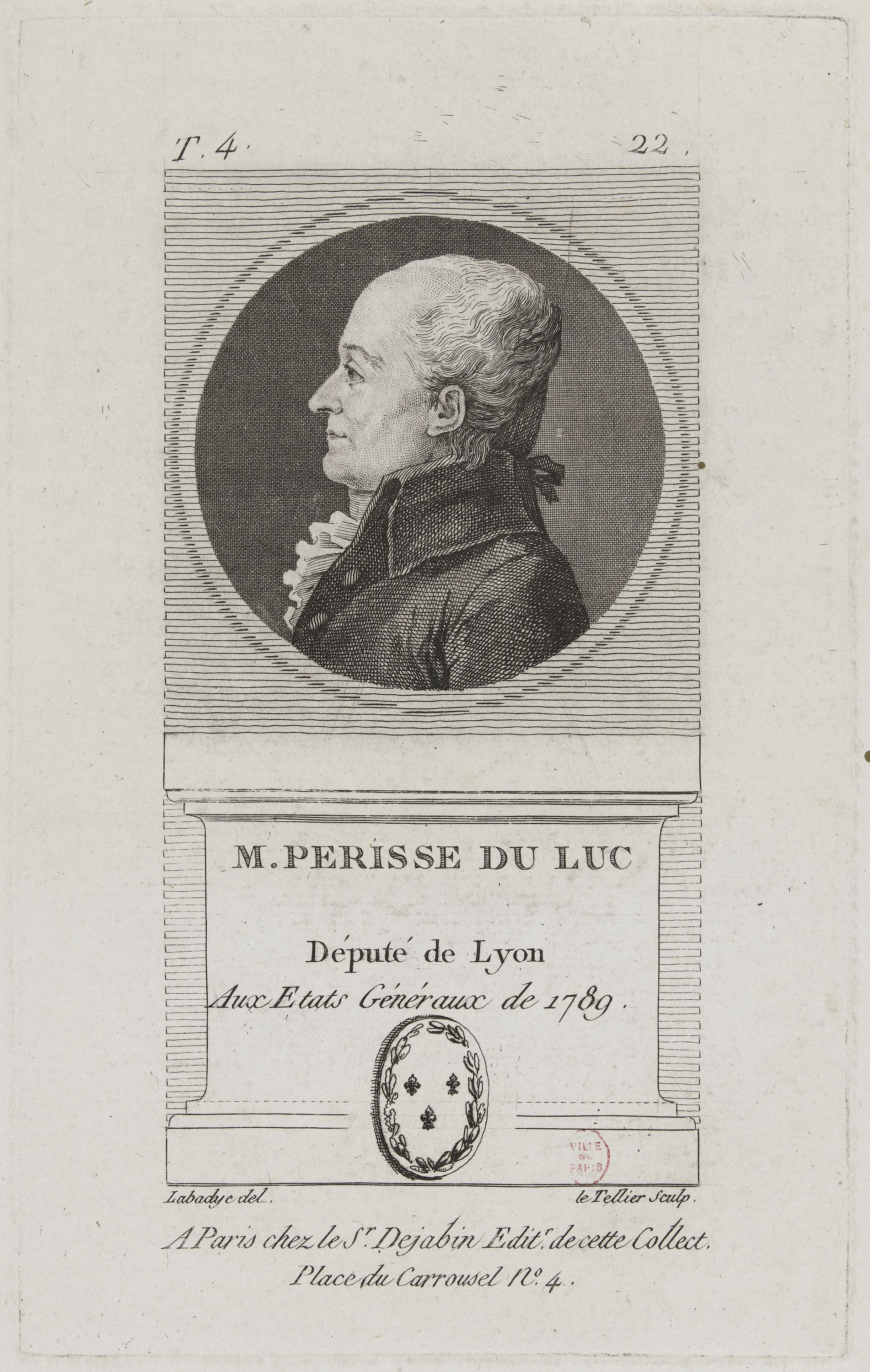
Jean-André Périsse-Duluc, député du tiers état. Musée Carnavalet.
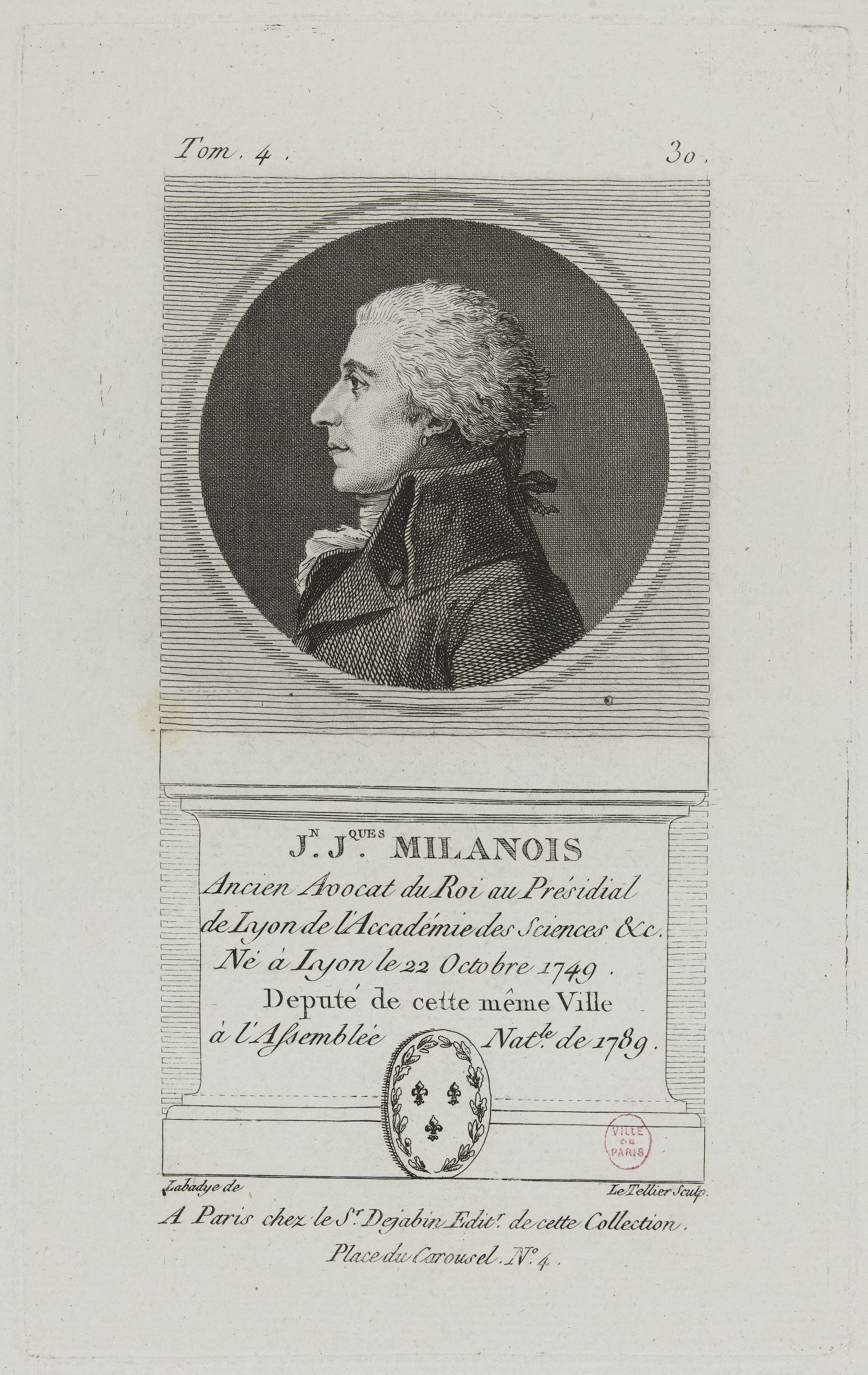
Jean-Jacques-François Millanois, député du tiers état. Musée Carnavalet.
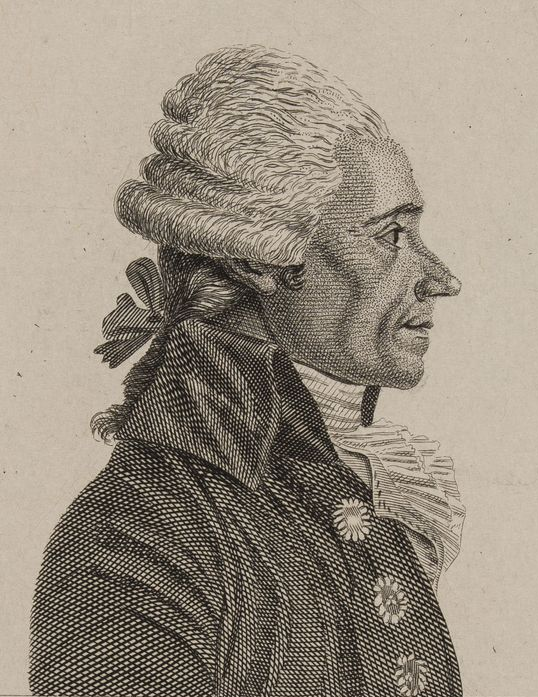
Guillaume Benoît Couderc, député du tiers état. Musée Carnavalet.
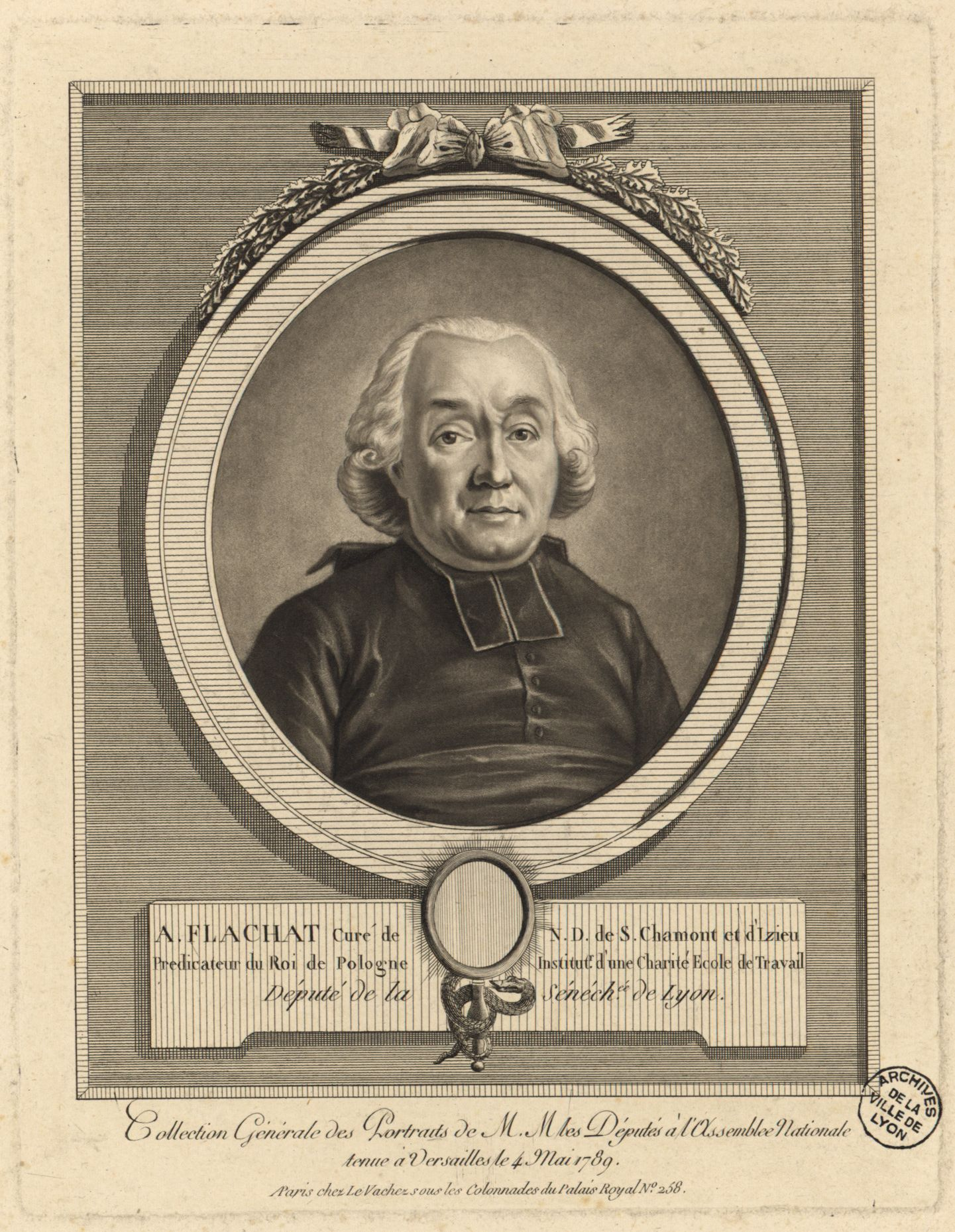
Antoine Flachat, député du clergé. Archives municipales de Lyon.

### Lyon et le début de la Révolution - juin 1789 - avril 1790
Dès les débuts de la Révolution, la tension est vive entre une masse populaire qui est confrontée à de lourds problèmes de pauvreté et de difficultés économiques, et une élite divisée entre tenants d'une monarchie absolue et bourgeois éclairés voulant une réforme de l'État. En juillet 1789, des émeutes contre la vie chère détruisent les octrois, taxes à l'entrée de la ville fournissant au consulat l'essentiel de ses ressources. Réprimée par le premier échevin Jacques Imbert-Colomès, celui-ci constitue une milice bourgeoise proche de ses idées conservatrices. Il participe à la répression de la Grande peur du Dauphiné. Alors que se développe une vie politique avec sociétés et journaux, l'annonce de la suppression des autorités traditionnelles, donc du consulat, provoque une regain de tension. Imbert-Colomès, que l'on accuse de vouloir faire un coup de force, tente de se saisir des armes de l'arsenal en février 1790, ce qui provoque un soulèvement et sa fuite. Les élections se déroulent alors calmement, portant au pouvoir local le premier maire de Lyon, Palerme de Savy.

#### Lyon face aux débuts de la Révolution - juin / juillet 1789
Lyon entre dans l'évènement révolutionnaire avec un certain enthousiasme et une certaine unanimité devant l'importance de la situation. La nouvelle de la réunion des trois ordres en Assemblée unique arrive dans la cité le 29 juin, et provoque immédiatement des scènes de joie populaire. Les cris de « Vive le tiers état, vive Necker » sont lancés dans les rues. Le 30 juin, à l'annonce de la constitution des états généraux en Assemblée nationale, et l'acceptation de cet état de fait par le roi le 27 juin, le consulat demande une illumination de la ville tandis qu'un Te Deum est organisé par les chanoines-comtes dans la cathédrale saint-Jean.
Mais cette remise en cause de l'autorité royale entraîne celle du consulat et le peuple, qui proteste depuis des années contre les octrois, déclenche des émeutes les trois premiers jours de juillet. Des pillages et des destructions de bureau d'octroi ont lieu. Pour tenir la ville sous son autorité, Imbert-Colomès crée une milice bourgeoise, vite appelée les muscadins par la population lyonnaise qui fait référence aux serviteurs des puissants négociants déjà appelés ainsi auparavant. Cette milice est une première pour la ville, et elle appuie la maréchaussée existante et dépassée. Imbert-Colomès fait également appel aux régiments stationnés autour de Lyon : les dragons de Monsieur à Vienne et les Suisses de Sonnenberg à Grenoble. La troupe n'hésite pas à faire usage de la force et devant la porte de Vaise, où des paysans qui tentent de faire entrer de force leurs produits sans payer sont tués. De même, des meneurs des émeutes sont arrêtés et l'un est condamné à mort par le présidial et pendu,.
Imbert-Colomès comprend toutefois que son action lui aliène une partie de la population et tente de retrouver une certaine légitimité pour tenir la ville. Il invite donc des membres des comités d'électeurs des trois ordres à partager le pouvoir avec lui, espérant ainsi ramener le calme et la confiance de la population envers l'autorité du consulat.

#### La Grande Peur juillet / août 1789
Comme à Paris, la nouvelle du renvoi du populaire Necker par Louis XVI suscite la crainte d'un coup de force royal pour empêcher les réformes.

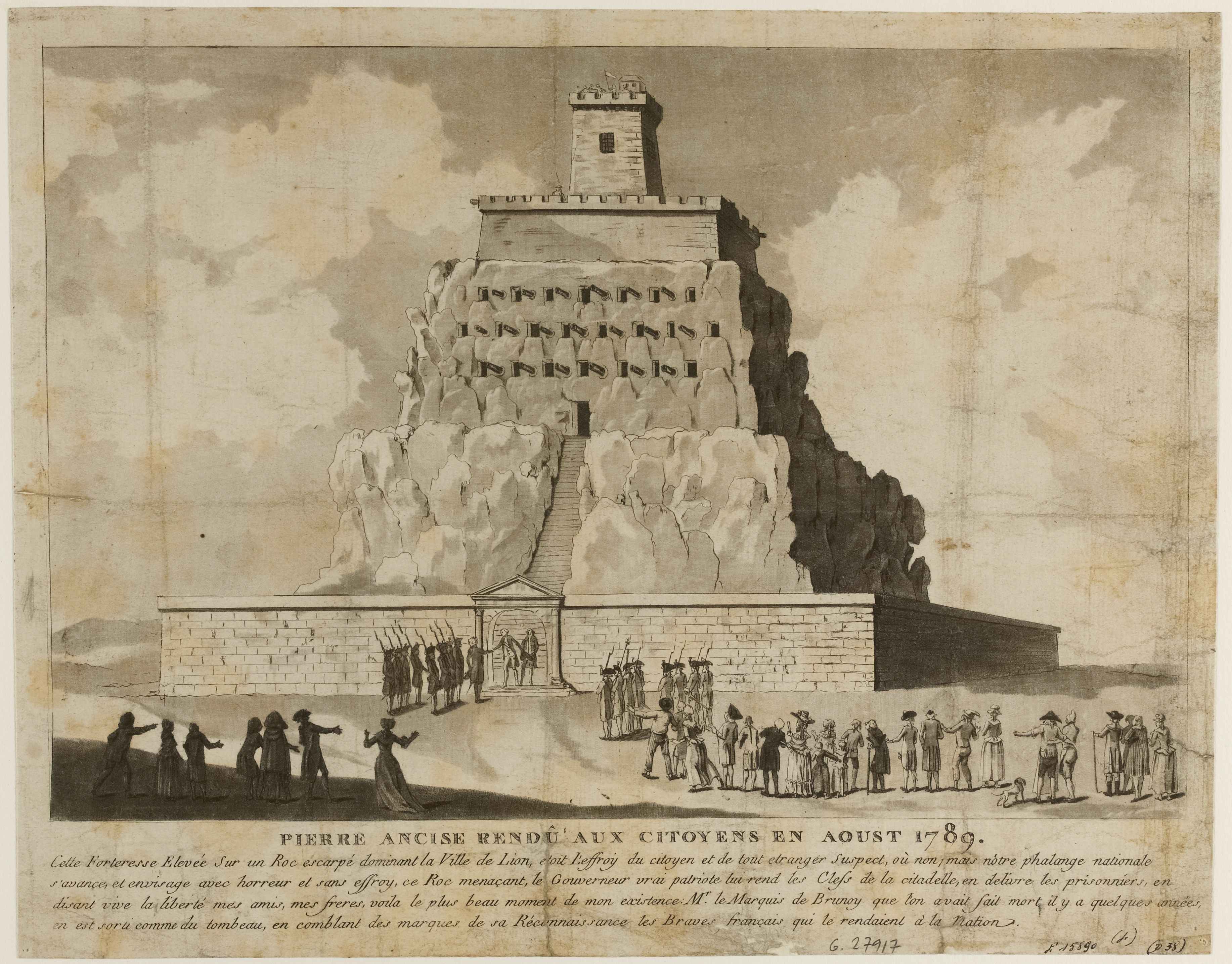
Gravure commandée par le consulat pour donner de l'importance à la « prise » de Pierre-Scize. Musée Carnavalet.

Ayant vent du 14 juillet parisien, qui ne provoque pas de mouvement au sein du peuple lyonnais, le consulat tente de montrer sa participation à la Révolution en orchestrant la prise du Château de Pierre Scize, sur le modèle de la prise de la Bastille. Il tente d'en promouvoir l'importance notamment par l'impression de gravure commémoratives. Toutefois, il n'obtient aucun soutien populaire, le peuple n'étant pas dupe de la volonté réelles de leurs dirigeants nobles et bourgeois,.
La Grande Peur ne touche pas la cité lyonnaise mais de nombreuses campagnes environnantes, notamment dans le Dauphiné. Des paysans armés se rassemblent et causent des violences. Imbert-Colomès envoie des membres de sa milice et les dragons de Monsieur, pour rétablir l'ordre et réprimés les émeutes, à plusieurs endroits du Dauphiné et à Crémieu. Plusieurs paysans sont exécutés. Le retour à Lyon de cette troupe est organisée comme un triomphe qui inquiète les ouvriers et les bourgeois favorables aux idées nouvelles. Tous craignent qu'Imbert-Colomès ne profite de sa force pour éliminer ses opposants. Dans quelques quartiers, des membres de la milice bourgeoises rejoignent les mécontents et les troupes sont accueillies à coup de pierre et de tuiles. Le chef du consulat sent à nouveau que la maîtrise de la population lui échappe et il organise des démonstrations publiques d'unité, sans convaincre grand monde.
Durant le mois de juillet, une première société politique est créée discrètement, la Société des amis de la Révolution, regroupant des bourgeois favorables aux idées nouvelles. Craignant de se trouver mêlant aux troubles, elle commence son fonctionnement de manière confidentielle.
Les tisserands obtiennent un tarif officiel en novembre 1789, et décident de se séparer des marchands en créant une communauté distincte à la Cathédrale Saint-Jean le 3 mai 1790.

#### La fin de l'Ancien régime municipal - septembre 1789 - avril 1790
À partir du mois d'octobre, l'Assemblée nationale entreprend de réorganiser le pays et projette de supprimer tous les anciens corps et toutes les anciennes frontières pour créer les départements. Cela cause chez les élites politiques une grande angoisse, les membres du consulat voient la fin de leur pouvoir approcher et savent que les élections ne leur seront pas facilement favorables. La loi ne prévoyant pas de candidatures, les électeurs se reportent naturellement sur les personnes connues du plus large public et à la bonne réputation. Par ailleurs, le droit de vote n'est accordé qu'aux citoyens de plus de 25 ans et réputés « actif », c'est-à-dire ayant un emploi qui leur assure un revenu suffisant.
Imbert-Colomès, fortement opposé à la Révolution, prend contact en octobre 1789 avec Rivarol et Mathon de la Cour pour proposer au roi de venir à Lyon pour s'éloigner de l'assemblée constituante et recouvrer son autorité. Les patriotes le soupçonnent d'être de mèche avec le comte d'Artois, qui de Turin a établi un quartier général des émigrés. Cela n'aboutit pas. Par ailleurs, refusant toute entrave à son pouvoir, il repousse le plus possible l'établissement des gardes nationales, comptant conserver la force militaire avec sa milice. De même, il fait ce qu'il peut pour retarder l'élection de la première municipalité.
A l'automne 1789, la nouvelle de la future élection de la municipalité et du conseil du département entraîne les populations dans une nouvelle phase politique. Les groupes et les idées se structurent davantage. Apparaissent alors des revues proprement lyonnaises qui défendent des opinions politiques plurielles. Le Courrier de Lyon de Luc-Antoine Champagneux, milite pour les avancées révolutionnaires tandis que le Journal de Lyon et des provinces de Mathon de la Cour promeut une position monarchiste et conservatrice.
Par ailleurs, la ville voit apparaître de véritables sociétés politiques. Aux côtés de la Société des amis de la Révolution, structure portée par de notables établis, apparait en décembre 1789 la Société de amis de la Constitution, davantage organisée autour de la nouvelle bourgeoisie, et centrée sur l'idéologie des Lumières et son application.

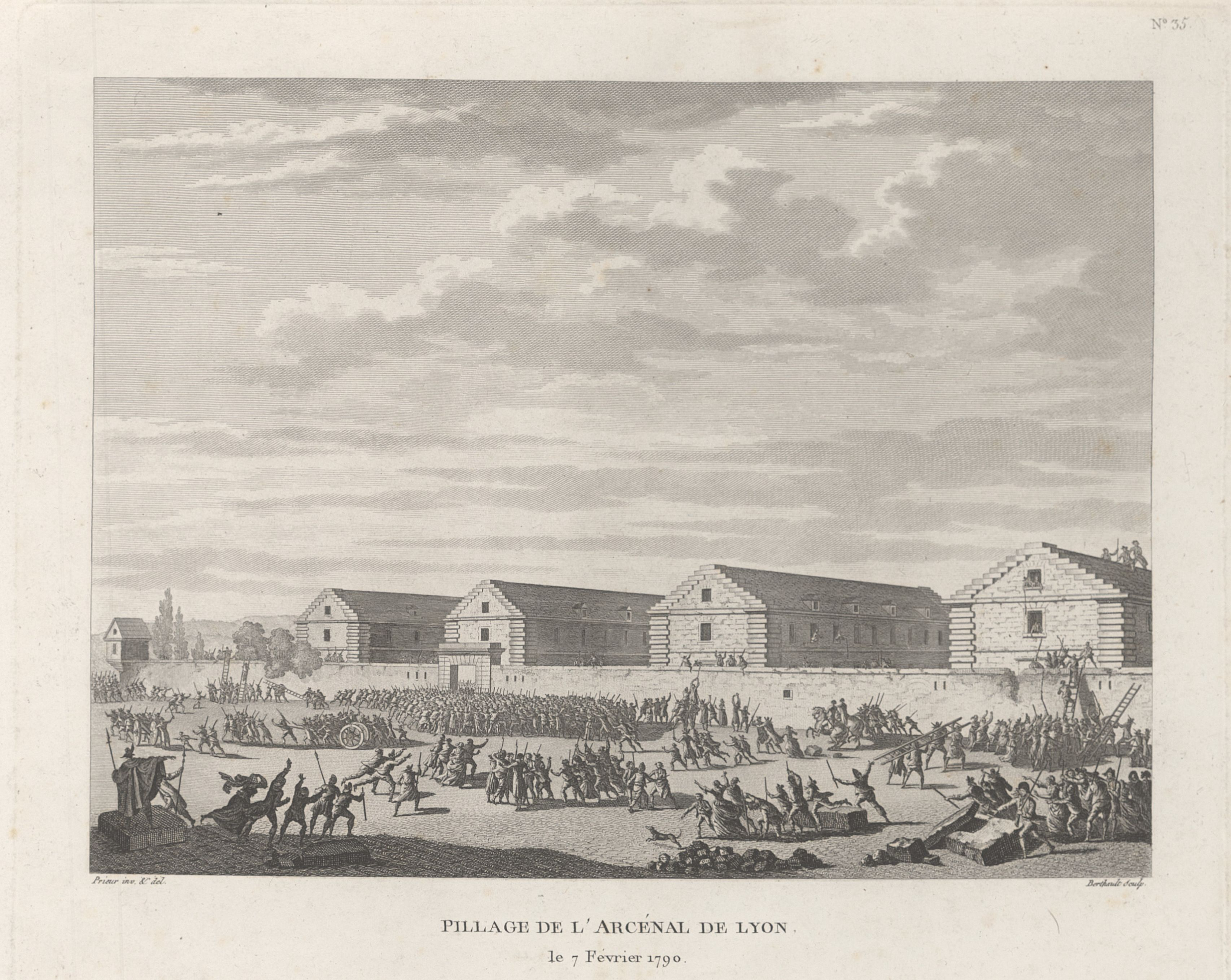
Gravure du pillage de l'arsenal du 7 février 1790, ADRML.

En janvier 1790, un nouvel enjeu crispe les esprits, la constitution de la garde nationale. Lyon a été divisée en sections et au sein de chacune, des élections des officiers de la garde nationale s'organise. Ayant lieu du 26 au 29 janvier, elle ne voit pas par la suite la disparition des forces armées concurrentes, qu'Imbert-Colomès veut conserver : la milice bourgeoise, le régiment des Suisses du Sonneberg et des cavaliers du Royal-Guyenne. Dans chaque camp, cette multiplication des forces armées et l'absence de discussion entre les parties renforcent la suspicion. Cette situation dégénère rapidement. Le 7 février, Imbert-Colomès, craignant que les ouvriers les plus révolutionnaires ne pillent l'arsenal, il le fait occuper par la milice bourgeoisie. Immédiatement, cette décision qui n'est pas expliquée est interprétée comme la volonté d'entamer un coup de force contre-révolutionnaire. Une foule marche sur l'arsenal, en chasse les volontaires et commence à piller les dépôts. Les Suisses arrivent rapidement mais devant la détermination de la population et l'arrivée de la garde nationale qui soutient les émeutiers, ils décident de ne pas entamer de combat. Une partie de la foule se dirige ensuite au domicile d'Imbert-Colomès, qui fuit. Il se rend à Bourg-en-Bresse d'où il annonce sa démission de sa charge de premier échevin. Celle-ci calme immédiatement les esprits et les élections municipales se déroulent dans un calme relatif.
Le 12 février, les sections élisent le premier commandant en chef de la garde nationale, Dervieu de Villars,.

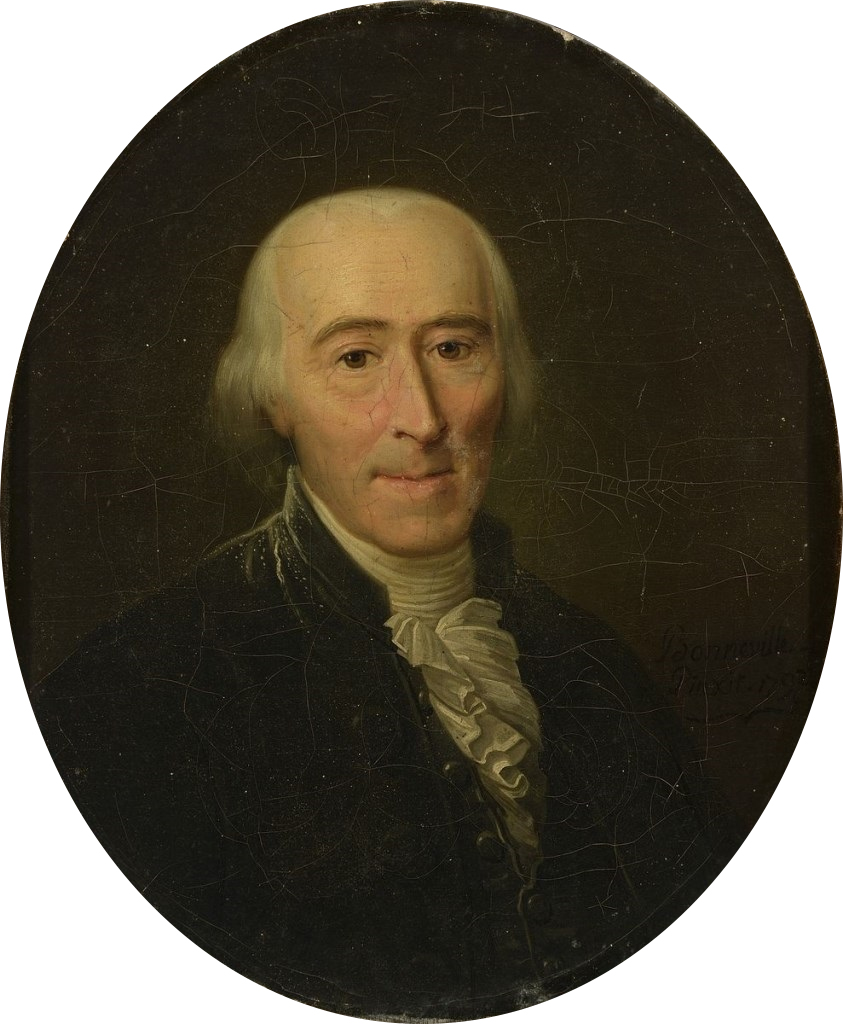
Jean Marie Roland de la Platière, peint par François Bonneville, Musée des beaux-arts de Lyon.
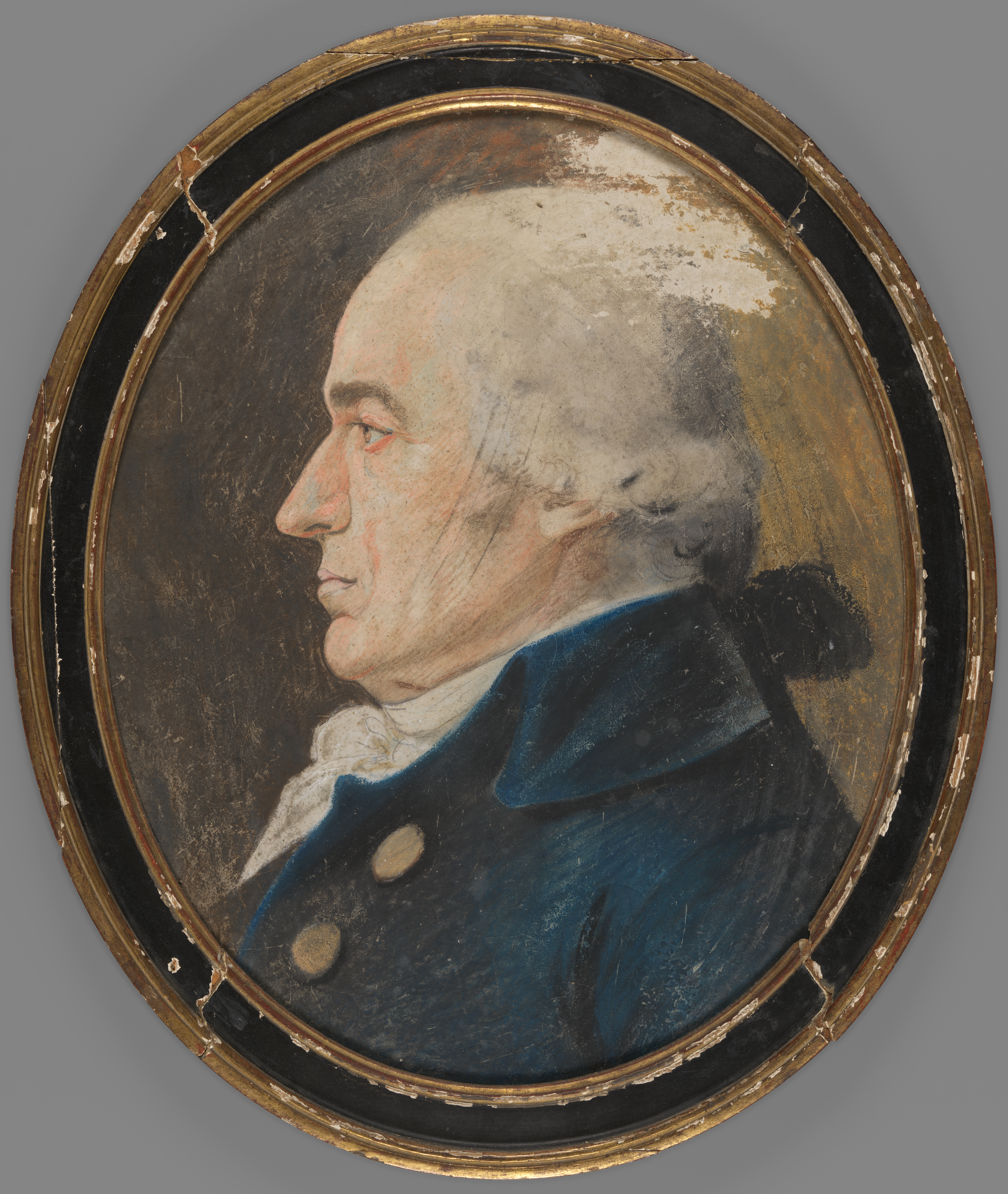
Louis Vitet, Archives municipales de Lyon.
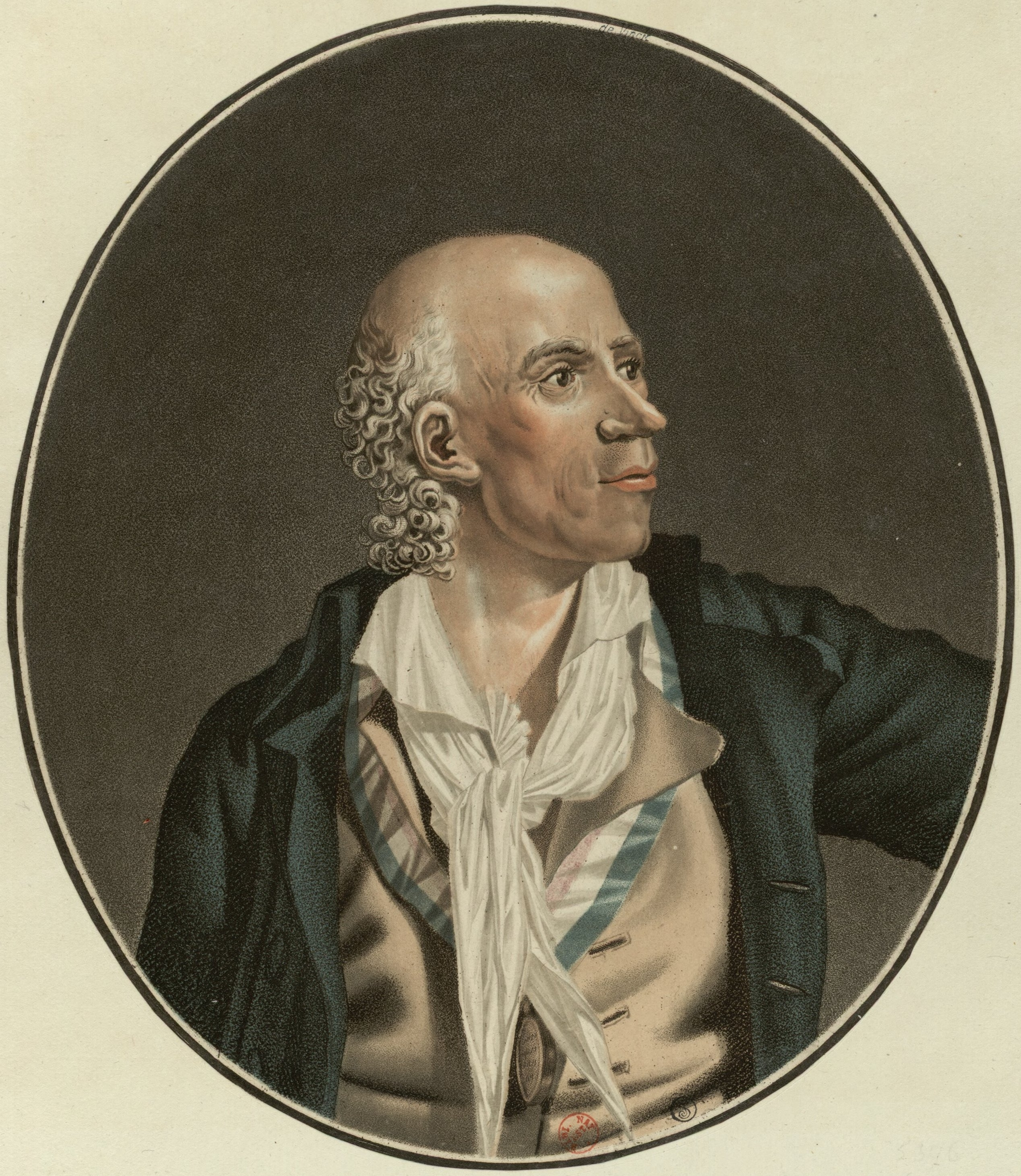
Joseph Chalier, Bibliothèque nationale de France.
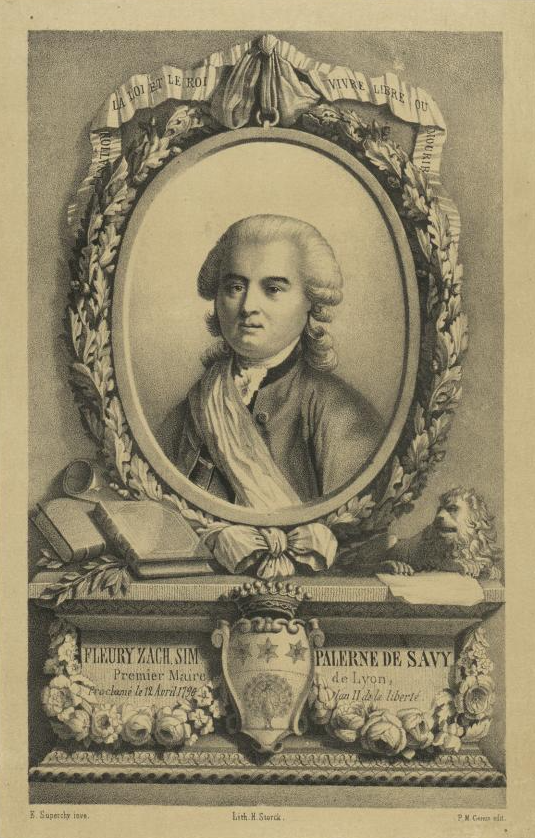
Palerne de Savy, Bibliothèque de Saint-Étienne.

Du 22 au 25 février, les citoyens actifs élisent le conseil municipal et une assemblée de notables. Le conseil municipal, élu dans le cadre des sections, est composé alors de 42 membres. Il s'y trouve de nombreux négociants et quelques anciens échevins. Parmi eux se trouvent Roland de la Platière, Vitet, Chalier, Pressavin. Le premier maire de la ville, élu par 5500 voix sur 5900 est Palerne de Savy. La nouvelle municipalité, dirigée par un homme de consensus, veut donner de Lyon une image de ville tranquille, respectueuse des lois constitutionnelles et intégrée à la Nation française.
Le 4 mars 1790, Lyon devient le chef-lieu d'un vaste ensemble, le département de Rhône-et-Loire.

Carte du département de Rhône-et-Loire, Archives nationales de France.
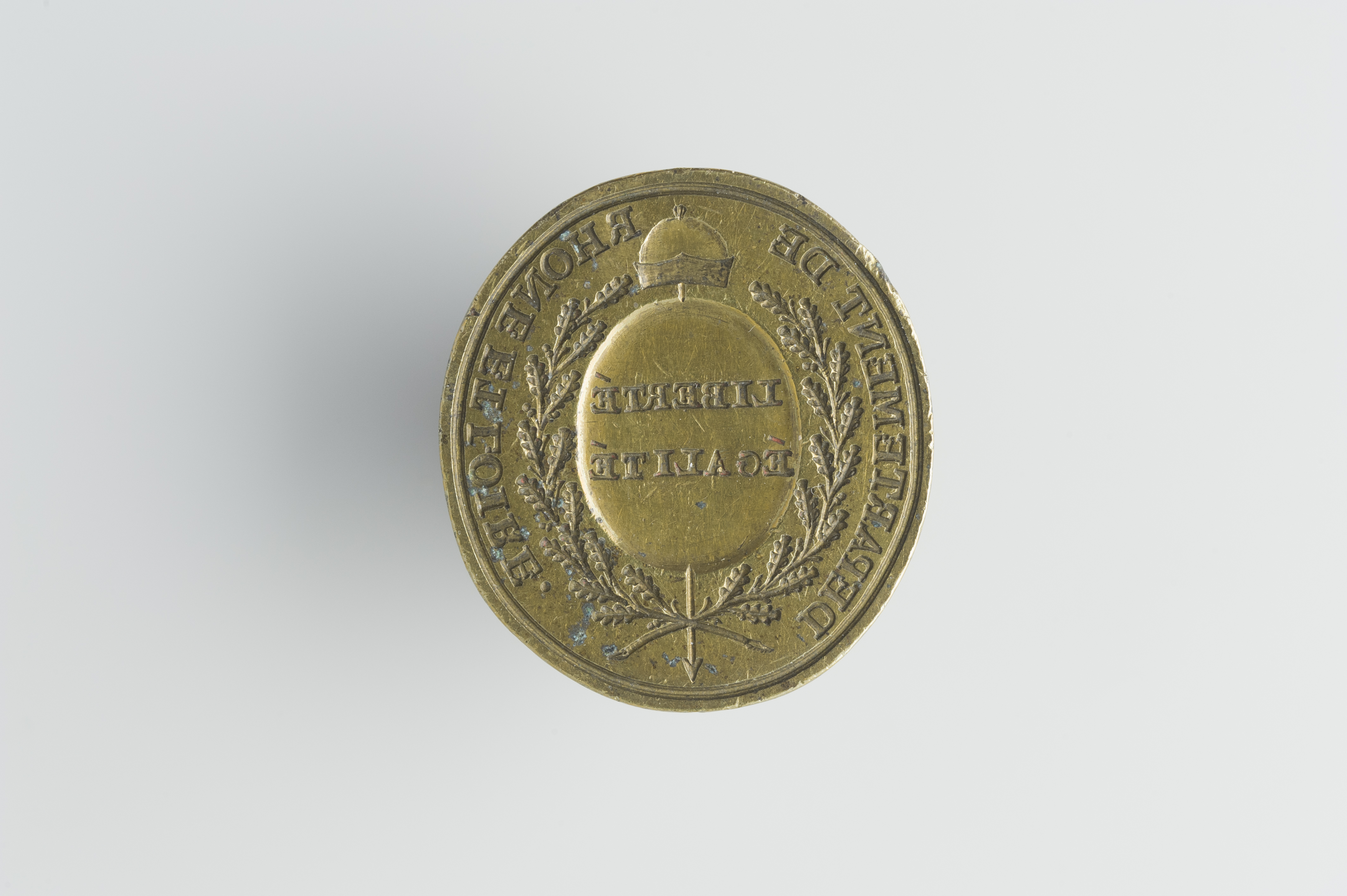
Sceau officiel du département de Rhône-et-Loire, Musée Carnavalet.

## Lyon de la Révolution à la rébellion - avril 1790 - juillet 1793
1. Juin à décembre 1790 - Mandat de Palerme de Savy
- La fête de la fédération - 30 mai 1790
- Les émeutes de juillet 1790
- L'amorce de la division religieuse
- La conspiration royaliste
2. Décembre 1790 - décembre 1792 - mandat de Vitet
- Situation économique
- Radicalisation politique
- Conflit religieux
3. Décembre 1792 - été 1793 - Bascule vers l'opposition à Paris
- La lutte pour la prise du pouvoir : décembre 1792 - mars 1793
- La municipalité Chalier : mars - mai 1793

Dès 1790, se met en place une série de problématiques qui traversent l'ensemble de la période et qui rendent l'atmosphère de la ville complexe et virulente. La nouvelle municipalité n'a pas les moyens de soutenir la vie quotidienne des plus pauvres. Dans un premier temps, n'ayant que les octrois pour vivre, elle se retrouve contrainte de les défendre. Puis, lorsque l'État lui porte secours via la vente de biens nationaux ou la création de nouveaux revenus, ceux-ci sont en permanence très en dessous des besoins. A plusieurs reprises, elle utilise des expédients qui se révèlent insuffisants pour nourrir correctement la population. Par ailleurs, une lutte s'organise rapidement entre la municipalité et l'assemblée du département, ce dernier étant de tendance bien plus conservatrice. Cette lutte a lieu en partie car les compétences de chacun ne sont pas clairement définies et que chacun en profite pour tenter d'imposer ses opinions à l'autre. La constitution civile du clergé et la vente de ses biens est vivement combattu par des personnalités influentes, dont l'archevêque de Marbeuf et l'abbé Linsolas. Contrairement à d'autres villes, l'influence du clergé réfractaire est important et cause des conflits virulents. Enfin, des monarchistes entreprennent un complot pour libérer le roi de l'Assemblée nationale et rétablir la plénitude de son pouvoir. Ce complot, malgré sa faible ampleur et son échec, crée un climat de suspicion permanent.

### Juin à décembre 1790 - Mandat de Palerme de Savy
La nouvelle municipalité, conservatrice et dirigée par Palerme de Savy est immédiatement confrontée aux clubs avancés ou radicaux, qui l'accusent d'être liée aux contre-révolutionnaires de tous horizons. Les groupes les plus radicaux ont pour meneur Joseph Chalier qui entretient et développe une atmosphère revendicative, et toujours plus révolutionnaire. Elle souhaite cependant être rassembleuse et faire de la ville une cité respectueuse de la loi constitutionnelle, tranquille et intégrée à la Nation. La majorité conservatrice, impliquée dans la conspiration royaliste, tombe à la déconfiture de celle-ci.

#### La fête de la fédération - 30 mai 1790

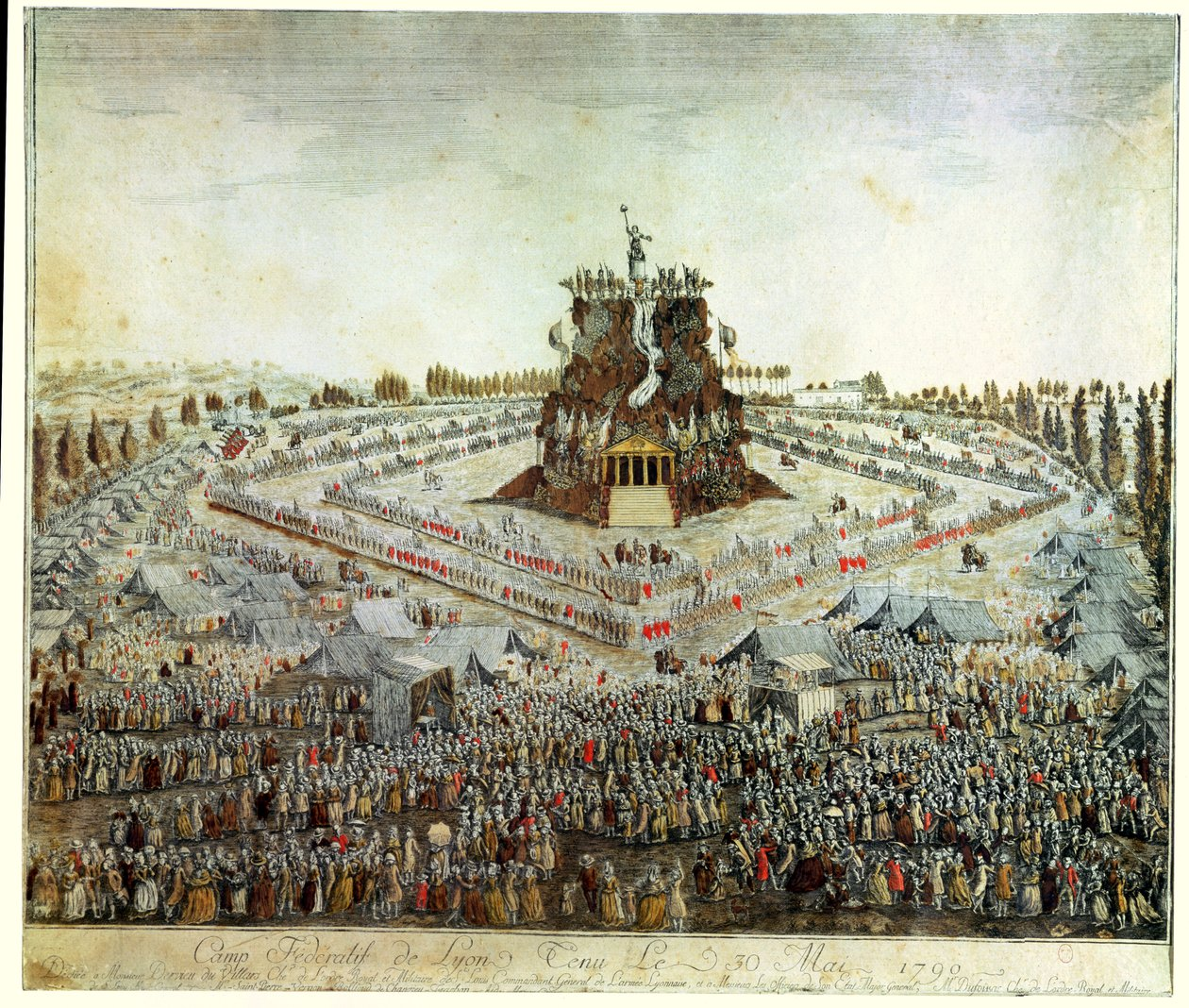
Affiche peinte en couleur de la fête de la fédération organisée à Lyon, aux Brotteaux, le 30 mai 1790. Musées Gadagne.

Ainsi, le conseil municipal s'engage dans le mouvement des fédérations et organise une vaste réunion de gardes nationaux d'une bonne moitié est de la France, certains venant de Sarrelouis ou de Marseille. Il organise un grand rassemblement dans la plaine des Brotteaux, pour une séance de prestation de serment collective, où 40 000 gardes nationaux venus en députation se rassemblent pour une cérémonie autour d'une montagne factice symbolisant la force de l'union nationale. Après une cérémonie religieuse liant Dieu aux Français, un serment solennel est prononcé. La réussite et l'émotion ressentie de l'évènement poussent l'Assemblée nationale à organiser une cérémonie similaire le 14 juillet à Paris. Cela donne également de la ville une image de cité modèle, où règnent l'unité et la concorde.

#### Les émeutes de juillet 1790
La municipalité n'a cependant pas les moyens de mener une politique stable, ni de répondre aux attentes financières d'une partie de la population. En premier lieu car l'année 1790 est remplie de scrutins destinés à pourvoir à différentes instances administratives ou judiciaires. Or, ces élections sont l'occasion pour un certain nombre de conseillers municipaux de trouver des postes politiquement moins exposés, et très régulièrement, le maire doit recomposer son équipe et confier des postes et dossiers à de nouveaux venus. Par ailleurs, de nombreux conflits naissent entre la municipalité, le district et le département concernant leurs compétences respectives, qui ne sont pas clairement définies par la loi.
La première difficulté à laquelle la municipalité est confrontée est la situation critique de son budget. Toujours lourdement endettée, le principal revenu de la ville, les octrois sont très impopulaires car ils renchérissent le coût de la vie des plus pauvres. Or, à l'été 1790, le prix du grain augmente et les réserves de la ville baissent fortement. Sollicitée, l'Assemblée nationale refuse de prendre en charge une partie de la dette lyonnaise. La mairie ne parvient plus à emprunter à des taux raisonnables, elle tente de lever une souscription patriotique, qui est un échec. Progressivement, la tension monte et des pétitions sont envoyées à l'hôtel de ville pour la suppression des octrois. Des rassemblements sont organisés, et deviennent menaçants. Pour éviter des violences, la mairie cède et lève les octrois, mais l'Assemblée nationale refuse de voir la situation financière de la ville s'effondrer et impose leur rétablissement. Finalement, la situation explose le 19 juillet. Une rixe dégénère entre des Lyonnais et un membre des Suisses de Sonnenberg, il est tué, décapité et son cadavre est trainé à travers les rues et suspendu au balcon de la résidence du directoire des octrois place Bellecour. La semaine suivante, le 26, une grande émeute se déclenche. De nombreux hommes armés, soutenus par des gardes nationaux, s'emparent des octrois par la force et ouvrent les portes de la ville pour laisser les marchandises y entrer librement. Le lendemain, les autorités déclarent la loi martiale. Les quartiers sont quadrillés, les déplacements limités et les soldats désarment le quartier de Bourgneuf, où les combats ont été les plus violents. L'Assemblée nationale ordonne l'envoi de troupes, la justice est particulièrement sévère et quatre personnes sont condamnées à mort et exécutées. Mais pour les plus pauvre, le maire Palerme de Savy et son équipe sont largement discrédités.
Les plus radicaux, partisans d'une rupture radicale d'avec l'Ancien régime, organisent alors en août un nouveau club politique : la Société populaire des amis de la Constitution. Il se structure sur l'ensemble de la ville, ouvrant un cercle dans chacun des 31 sections de Lyon, chacun envoyant des délégués au club central chargé de coordonné leurs actions. Il fonde un journal bihebdomadaire ; devenant un embryon de véritable parti politique, et créant la figure du militant.

#### L'amorce de la division religieuse

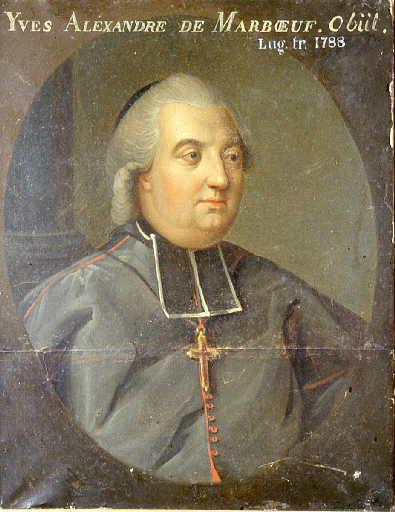
Yves Alexandre de Marbeuf, archevêque de Lyon.

Si la décision de l'Assemblée nationale de la vente des biens du clergé pour éponger les dettes de l'État, le 2 novembre 1789, ne suscite pas de remous à Lyon, c'est que l'église possède de très nombreux biens dans la ville, qui manque cruellement de place, et que depuis longtemps ces espaces étaient convoités pour développer l'habitat.
En revanche, une première fissure se crée lorsque l'Assemblée décide d'interdire les vœux monastiques et d'interdire les ordres religieux contemplatifs le 13 février 1790 ; et surtout lorsqu'elle décide de créer une église de fonctionnaires en adoptant la Constitution civile du clergé le 12 juillet 1790. De nombreuses voix s'élèvent et dénoncent un abus de pouvoir, accusant l'Assemblée d'outrepasser ses mandats. Comme la quasi totalité des archevêques, Mgr Marbeuf refuse de prêter le serment exigé et condamne la réforme. Les chanoines-comtes, dont le corps est supprimé placardent également une protestation officielle dans toute la ville. Ces protestations n'émeuvent pas la population et n'inquiètent pas la municipalité.

#### La conspiration royaliste
Pour faire face aux mouvements révolutionnaires, un parti royaliste s'organise, mais dans la plus grande discrétion, dirigé par Imbert-Colomès et Antoine Guillin de Pougelon. Le groupe lyonnais est toujours soutenu par des émissaires du prince de Condé et du comte d'Artois, émigrés à Turin. Leur projet pour faire recouvrer l'ensemble de ses pouvoirs au roi est de le faire venir à Lyon pour le soustraire de la foule parisienne et de rassembler des troupes pour le soutenir. L'un des initiateur extérieur est Antoine Mignot, comte de Bussy, qui organise des réunions dans son château de Villié-en-Beaujolais avec Imbert-Colomès, Charles-Gilbert de La Chapelle, le chanoine de Rully et Palerme de Savy. Le comte d'Artois désigne Imbert-Colomès comme son représentant pour la région lyonnaise.
Deux groupes aux ambitions différentes se préparent alors simultanément, celui de monarchistes constitutionnels qui souhaitent juste libérer Louis XVI de la tutelle de l'Assemblée nationale, et celui des princes qui souhaitent une restauration complète de l'Ancien régime. Dès l'été, le camp de Jarès en Vivarais se reconstitue, dans le Velay, le Gévaudan, un soulèvement est préparé. le comte de Bussy fait confectionner des uniformes aux couleurs du comte d'Artois à Valence. Le plan prévoit que l'armée du comte d'Autichamp marche sur Paris, que Condé prenne Pont-Saint-Esprit et que le comte d'Artois entre en France avec une armée par Pont-de-Beauvoisin. Le soulèvement est initialement prévu pour le 15 octobre. Les troupes devaient être celles du comte de La Chapelle, maréchal de camp, ancien capitaine aux Gardes-Françaises, nommé à ce poste par le Roi, qui devait réunir environ six mille hommes (dont le régiment du Maine) et une trentaine de pièces d'artillerie. Guillin comptait sur les régiments de chasseurs à cheval de Bretagne et d'Alsace, respectivement cantonnés à Bourg-en-Bresse, Mâcon, Senecey et Châlons-sur-Saône, le régiment de la Marine à Trévoux, celui de Bourgogne à Villefranche, les dragons de Penthièvre à Vienne (Dauphiné) et enfin le régiment suisse de Steiner, cantonné à Grenoble. Ils espèrent s'emparer de la ville avec le soutien des garnisons en place, et bénéficier d'appuis au sein de la population ouvrière, déçue d'un régime qui ne tient pas ses promesses économiques.
Mais prévenu, Louis XVI juge l'ambition des conjurés légère et brouillonne, la reine estime que c'est une folie. Le roi décide finalement de fuir vers l'est.
Si les monarchiens, qui avaient prévu de faire venir le roi à Lyon pour la mi-décembre, décident de tout arrêter, les membres du complot liés aux princes qui ambitionnent un retour à l'Ancien régime poursuivent leurs plans. Mais ils multiplient les maladresses. Les manœuvres militaires sont découvertes, la municipalité de Valence découvre la confection des uniformes et en informe la municipalité de Lyon. Le château de Villié-en-Beaujolais est perquisitionné et le comte de Bussy arrêté. Ils poursuivent malgré tout et gagnent à leur cause Denis Monnet, un maître-ouvrier influent. Celui-ci les aide à faire circuler dans les cabarets dans agents qui tentent de retourner la population en insistant sur les déception du nouveau régime et en promettant la reprise des affaires avec le retour de l'ordre, et des commandes de l'église et de princes. Cette propagande est organisée par Guillin de Pougelon. Progressivement, les patriotes lyonnais s'en aperçoivent et s'inquiètent, lançant des pétitions et de pamphlets.
Les agents de Turin viennent à Lyon, certains portent une rosette bleue et noire en signe de ralliement. Des hommes soudoyés, venant d'Auvergne pour la plupart, arrivent à Lyon et s'installent dans différentes auberges et chambres garnies ; ils sont dirigés par plusieurs personnes dont Jacques-Marie Terrasse de Tessonnet, le marquis d'Escars, le comte de Jouenne d'Escrigny et le vicomte Robert de Maccarthy-Levignac. Ils s'associent à des chanoines de Cordon, de Rully et de Pingon, et soudoient de nombreuses personnes à Lyon. Le roi désavoue l'opération, Imbert-Colomès met en garde contre les risques, mais les conjurés les plus déterminés poursuivent leurs actions.
Le 4 décembre, la démission du maire Palerme de Savy, élu juge de district, les décide à passer à l'action. Mais manquant de discrétion, ils sont dénoncés et la garde nationale arrête les principaux meneurs le 10 décembre. Tessonnet, d'Escars, Guillin de Pougelon sont arrêtés et enfermés à Pierre-Scize. Louis XVI désavoue publiquement l'initiative et les soutiens se démobilisent,.
Le 16 décembre, le médecin Louis Vitet est élu maire de Lyon, et le parti patriote se renforce alors à la tête de la ville.

### Décembre 1790 - décembre 1792 - mandat de Vitet

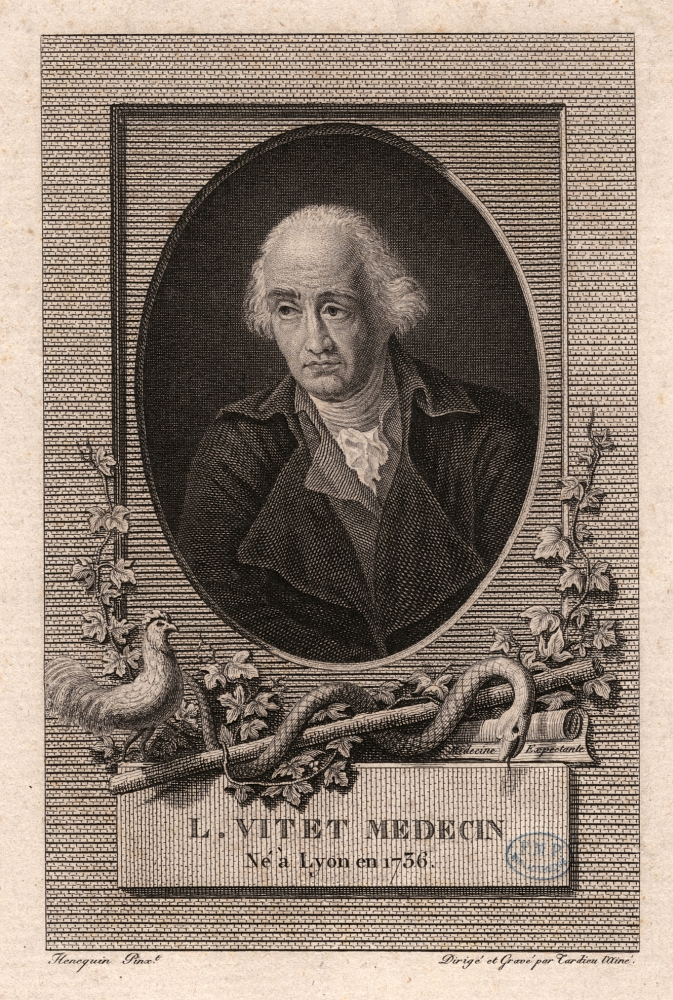
Gravure de Louis Vitet, maire de Lyon. Bibliothèque interuniversitaire de santé.

À la suite de la démission de Palerme de Savy le 4 décembre 1790, de nouvelles élections portent au pouvoir une majorité rolandine, avec Louis Vitet comme maire, face à un directoire beaucoup plus conservateur. Confronté à un manque aigu de moyen, la mairie ne peut pas aider massivement le peuple lors des épisodes de disettes. La cité lyonnaise connait deux années de radicalisation politique entre un groupe de légalistes refusant la violence populaire et un second qui légitime cette dernière au nom d'un idéal politique à atteindre. L'opposition entre les deux atteint son paroxysme lors du massacre de septembre 1792, qui entame le cycle de violence politique lyonnaise de la Révolution.

#### Situation économique
Avec l'exode d'une partie de la noblesse, la Fabrique perd logiquement une grande partie de sa clientèle. La crise s'installe avec l'inflation et la guerre, qui entrave le commerce. Les riches tissus façonnés sont remplacés par des tissus plus simples, unis, décorés de broderies. Les canuts fondent également de grands espoirs dans la loi du 16 juin 1791 qui supprime les corporations et leurs privilèges. En parallèle, les autorités tentent de protéger les soies françaises en établissant des droits de douane.
Les années 1789, 1790 et 1791 sont mauvaises pour les récoltes et l'économie. Pour l'année 1791, le conseil municipal publie ses revenus et ses charges, établissant que les revenus de la ville s'élèvent à 136000 livres, que ces charges s'élèvent à 700000 livres et que sa dette est de 39 millions de livres. Pour faire face aux dépenses, la ville décide d'augmenter ces recettes en prélevant des centimes additionnels sur les nouvelles impositions.

#### Radicalisation politique

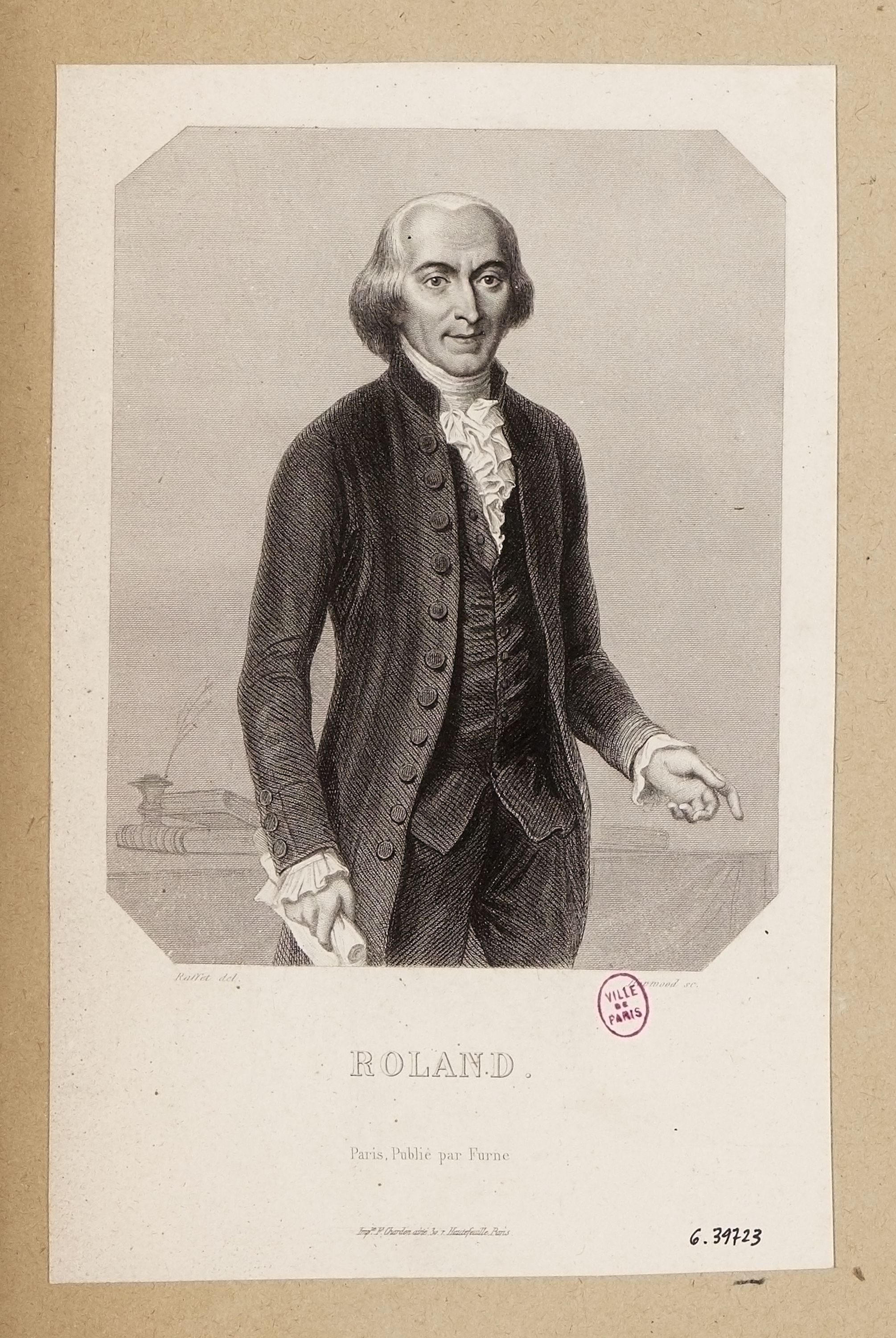
Jean Marie Roland, chef de file du groupe de légalistes lyonnais.

Ces deux années voient les forces révolutionnaires se diviser progressivement entre républicains modérés et partisans d'une révolution plus radicale. La population devient de plus en plus sensible aux thèmes véhiculés par les différents clubs démocrates au travers d'une presse combative avec, surtout, "Le Journal de Lyon" et "Le courrier de Lyon". 

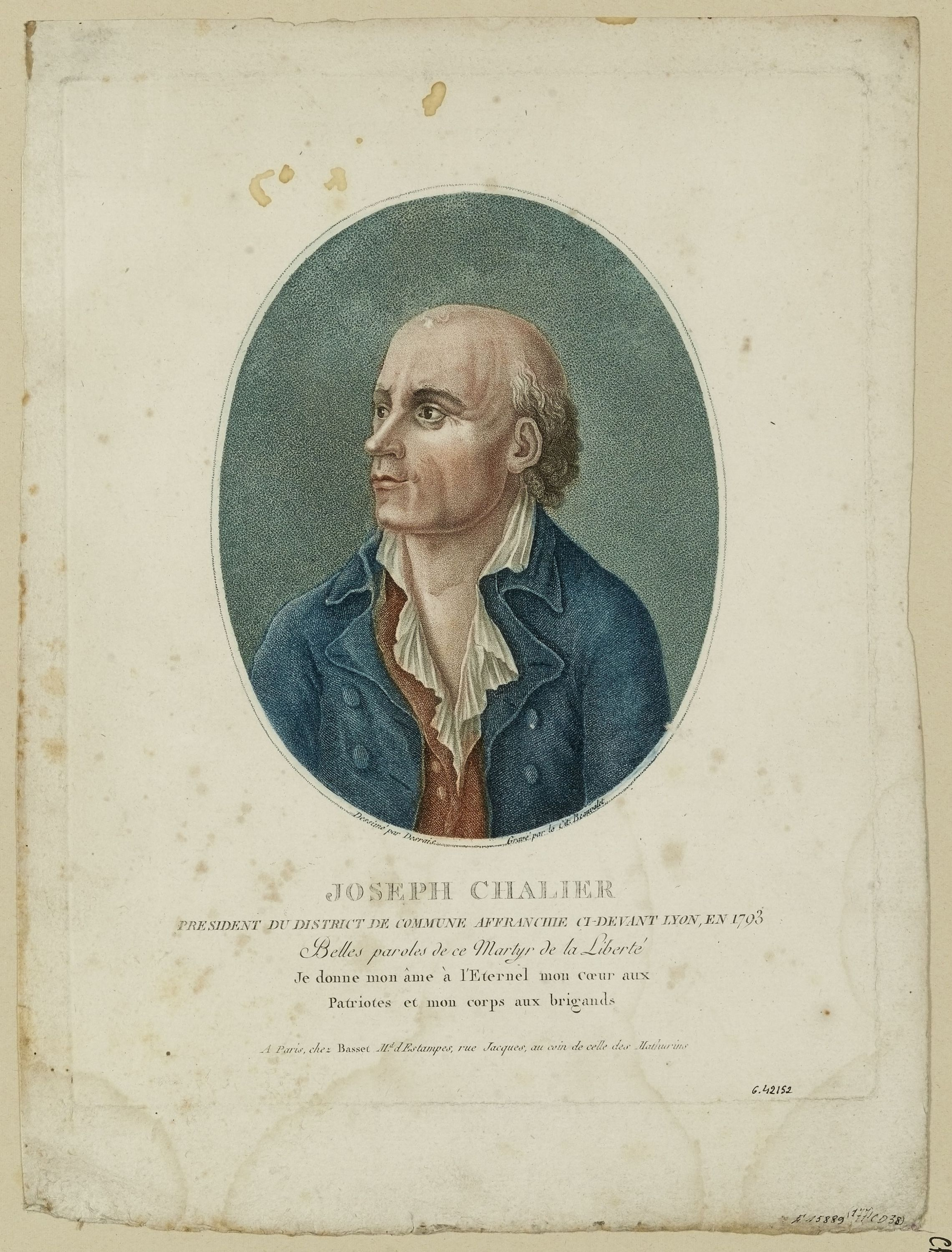
Joseph Chalier. Musée Carnavalet.

Le premier groupe réunit autour de la figure de Jean-Marie Roland, ministre de l'intérieur, surnommés les « Rolandins », fondent toute légitimité sur l'élection et refusent les coups de force. Ainsi, ils n'acceptent pas par principe le coup d'état du 10 août 1792, même s'ils en acceptent les conséquences car ils n'ont plus confiance dans le roi depuis sa tentative de fuite de l'année précédente. Légalistes, ils sont proches des Girondins parisiens.
En face, ceux qui sont appelés les « Chalier » à Lyon sont bien plus révolutionnaires. Ils acceptent le droit à l'insurrection, fondent certes la vie politique sur l'élection, mais proclament le droit du peuple à censurer leurs représentants à tout moment dès lors que la confiance est rompue. Ils défendent le droit à la prise d'arme et la notion de violence populaire légitime. Politiquement, ils considèrent que la Révolution de 1789 n'est qu'un début et qu'il faut poursuivre les réformes vers l'égalité et la liberté réelle. Ce mouvement domine le Club central et structure son discours et son action contre les autorités municipales depuis 1790. Leur porte-parole est Joseph Chalier.
L'opposition entre les deux camps, qui reste longtemps pas tranchée de manière radicale, se structure autour de journaux et de libelles. Dans ce contexte, Le 2 avril 1791 a lieu le lancement du troisième grand journal d'opinion lyonnais : le « Journal de Lyon », ou « Moniteur du département de Rhône-et-Loire ». Il est publié par Prudhomme, frère de Louis-Marie Prudhomme, et est animé par Carrier et l'abbé Laussel. Il s'impose rapidement comme journal des patriotes face à celui de Mathon de la Cour, « Journal de Lyon et du département de Rhône-et-Loire », monarchiste.
Les évènements du 10 août 1792 électrisent les patriotes lyonnais. Ils accueillent avec joie la suspension du roi, l'exil des prêtres réfractaires et les mesures contre les "ennemis de la Nation". L'administration départementale, conservatrice, est démise de ses fonctions, ce qui laisse la municipalité plus libre que jamais. Elle proclame la destruction de tous les signes de la royauté et de la féodalité de l'espace public, fondant ainsi la statue équestre de Louis XIV de la place Bellecour.
Leur division éclate au grand jour au moment des massacres lyonnais de septembre 1792, puis de leur mémoire. Nait alors l'affrontement entre les "Rolandins" et les "Chalier", mettant ainsi aux prises quelques-uns des protagonistes majeurs des événements du printemps 1793 à Lyon.

##### Septembrisade lyonnaise
Devant les revers militaires, des patriotes parisiens craignent que les prisonniers ne soient des traitres près à aider les armées ennemies à leur approche. Ils se rendent dans les prisons et massacrent sans distinction un grand nombre de prisonniers, dont de nombreux prêtres réfractaires. Cette peur et cette violence se propagent dans plusieurs villes et à Lyon, une troupe d'émeutiers attaquent le 9 septembre le Château de Pierre Scize. Ils massacrent huit officiers royalistes du régiment Royal-Pologne (presque tous nobles) détenus depuis les derniers jours d'août, et trois prêtres réfractaires (l'un arraché de la prison de Saint-Joseph par la foule, un second de celle de Roanne, un troisième rencontré dans la rue par les émeutiers). Leurs corps sont décapités et leurs têtes fichées sur des piques, derrière lesquels la foule parcourt la ville. La municipalité est impuissante à empêcher le massacre. Cet épisode a été appelé "septembrisade lyonnaise".

##### Organisation des oppositions
À partir du massacre de septembre, les militants des deux camps s'affrontent au travers du contrôle politique des sections et de la garde nationale. Ils tentent de mobiliser les électeurs lors des scrutins locaux, et cherchent à s'emparer du commandement des différents bataillons de la garde nationale, anticipant une possible confrontation violente. Chaque parti essaie de mobiliser la population contre l'autre camp, mettant en avant les ressorts de la peur, via de multiples discours publics, brochures, affiches et autres moyens publics. Les légalistes insistent sur la volonté de destruction, d'anarchie des Chalier. Ces derniers répondent en affirmant que les modérés sont des notables souhaitant utiliser la force pour leurs intérêts personnels et frayant avec la contre-révolution. Les deux camps accusent l'autre de faire le jeu des forces étrangères coalisées.

#### Conflit religieux
Dès 1791, la division religieuse s'intensifie à Lyon car l'archevêque Marbeuf s'oppose vigoureusement et très tôt aux prétentions religieuses de l'assemblée nationale et à la constitution civile du clergé. Le 5 décembre 1790, il fait un discours solennel rappelant fermement que l'autorité sur le clergé ne vient que de lui et du Saint-Siège. Il refuse à nouveau tout serment. Le 17 février, constatant que Mgr Marbeuf refuse de prêter serment, le directoire du département décide de convoquer les électeurs pour désigner un nouvel évêque. Immédiatement, une bataille de libelles s'engage.
Le 1er mars 1791, les électeurs du département se réunissent dans la cathédrale Saint-Jean et élisent au titre d'évêque - le titre d'archevêque a été supprimé - Adrien Lamourette, premier évêque constitutionnel de France, issu de la congrégation des Lazaristes. Cette élection a lieu alors que bon nombre de prêtres ont accepté de prêter serment à la Constitution et les autorités estiment que l'Église se réorganise convenablement. Dès le 16, Un prêtre, Jacques Linsolas, provoque une bagarre dans l'église Saint-Nizier en appelant à prier pour Marbeuf, ce qui entraîne son arrestation pour quelques jours.
Adrien Lamourette arrive le 11 avril 1791 et trouve une cité déjà divisée lourdement. Les prêtres constitutionnels sont soutenus par la municipalité et la Société de amis de la constitution, et utilisent les églises paroissiales, désormais propriété publique. Les membres de l'Église réfractaires célèbrent le culte dans des chapelles conventuelles ou dans des maisons privées, organisés par Linsolas qui est en contact étroit avec Marbeuf, exilé. Si l'Assemblée nationale tolère l'Église réfractaire au nom de la liberté de conscience, son existence est source de conflits larvés ou ouverts. Les patriotes soupçonnent et accusent les réfractaires d'être les tenants de la contre-révolution, tandis que ces derniers dénoncent une persécution religieuse maquillée en lutte pour la Liberté.
Rapidement, sur cette question aussi, un conflit s'établit entre la municipalité lyonnaise et le département. Ce denier est favorable à l'Église réfractaire et il ferme les yeux sur plusieurs communes des monts du Lyonnais où le curé constitutionnel est empêché de venir s'installer. Dans certains cas, la force armée impose l'installation du prélat dans sa cure, mais cette situation ne dure pas, la population étant irrémédiablement hostile, et le nouveau venu est chassé.
En 1792, l'Église réfractaire est la cible d'attaques de plus en plus virulentes. Les premiers morts ont lieu le 9 septembre 1792, quand la foule allée chercher des soldats nobles enfermés à Pierre Scize pour les massacrer décide de s'en prendre à trois prêtres réfractaires. Ils sont tués et leurs têtes fichées sur des piques et promenées à travers la ville.

### Décembre 1792 - été 1793 - Bascule vers l'opposition à Paris
L'opposition entre les républicains modérés nommés les « Rolandins » et les patriotes révolutionnaires nommés les « Chalier » s'intensifie, les compromis entre les deux n'étant plus possibles. Une lutte pour le contrôle de la municipalité, des sections populaires et de la garde nationale s'installe, sans que les envoyés de la Convention ne parviennent à calmer les esprits. Lorsque les Chalier s'emparent de la mairie en mars, ils tentent de prendre le contrôle de la garde nationale. Devant leur échec deux mois plus tard, ils tentent de créer une force parallèle avec leurs partisans. Les Rolandins agissent alors et engagent le combat pour prendre de force la mairie. Ils y parviennent mais au même moment, la situation inverse survient à Paris, et les députés montagnards font déclarer Lyon ville insurrectionnelle.

#### La lutte pour la prise du pouvoir: décembre 1792 - mars 1793
A la fin de l'année, le nouveau maire élu, Antoine Nivière-Chol est un homme de compromis dont le but affiché est d'apaiser les tensions, même si plusieurs amis de chalier sont élus au sein de la municipalité. Toutefois, Chalier et ses amis sont élus au tribunal de district, et entendent bien l'utiliser pour servir leur cause. Ils multiplient les actions symboliques, obtenant ainsi le 24 janvier, après l'annonce de la mort de Louis XVI, que la guillotine soit à nouveau installée en ville, sur la place des Terreaux, alors renommée place de la Liberté. Chalier y organise une cérémonie d'action de grâce laïque en remerciant le ciel d'avoir permis au peuple de punir le tyran. Il proclame que cette mise à mort marque le début de la régénération de la société, qui s'accomplira lorsque tous les contre-révolutionnaires seront tués. 

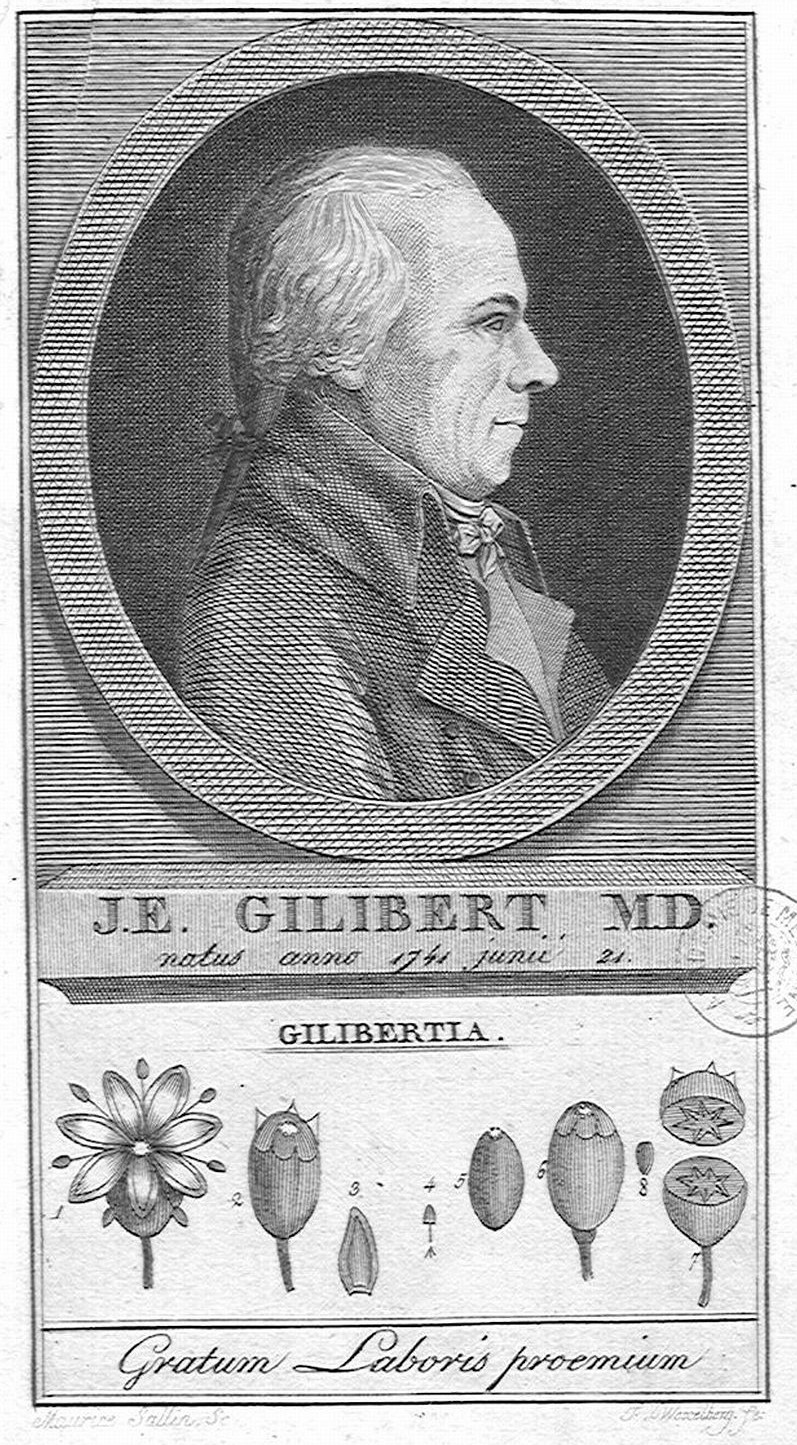
Jean-Emmanuel Gilibert, fugace maire de Lyon.

A la nouvelle du meurtre de Lepeletier de Saint-Fargeau, Chalier organise une cérémonie en sa mémoire où il affirme que la lutte à mort entre les vrais patriotes et les autres est entamée, et que la pitié n'est plus de mise. Il fait voter par le conseil municipal le principe de perquisition et d'arrestation des suspects, à partir du 5 février, plus de trois cents personnes sont arrêtées, dont de nombreux représentants de la bourgeoisie négociante. Chalier, utilisant la tribune du Club central, réclame l'instauration d'un tribunal révolutionnaire pour juger ces suspects. Débordé, le maire Nivière-Chol démissionne en protestant contre cet abus de pouvoir. Chaque camp mobilise alors ses partisans. La Convention envoie des commissaires pour calmer les esprits et jouer les arbitres, mais ils manquent de forces de police. Ils réussissent à faire libérer les prisonniers.
Le parti légaliste tente un coup de force contre l'hôtel de ville, échoue et investit le Club central. Leur porte-parole est Jean-Emmanuel Gilibert, qui parvient à mobiliser une partie de la population contre les actes arbitraires du parti révolutionnaire. Le 24 février, le scrutin pour désigner le nouveau maire ne tranche pas, Gilibert et le proche de Chalier, Antoine-Marie Bertrand obtiennent le même nombre de voix. Un nouveau vote est organisé dans la foulée mais le procureur de la commune décide l'arrestation de Gilibert. Le 27 février, ce dernier est tout de même élu, alors qu'il est en prison.
Pour appuyer leur cause, la société populaire des amis de la constitution est transformée en club des Jacobins, filiale du club parisien, et des échanges épistolaires nombreux les rapprochent des députés de la Montagne. Les envoyés de la Convention parviennent à décider Gilibert de démissionner contre sa libération et un troisième vote est réalisé. Le 9 mars, Bertrand est finalement élu et les Chalier prennent le pouvoir à la mairie. La lutte se poursuit, de plus en plus liée à celle qui se joue dans la capitale.

#### La municipalité Chalier: mars - mai 1793

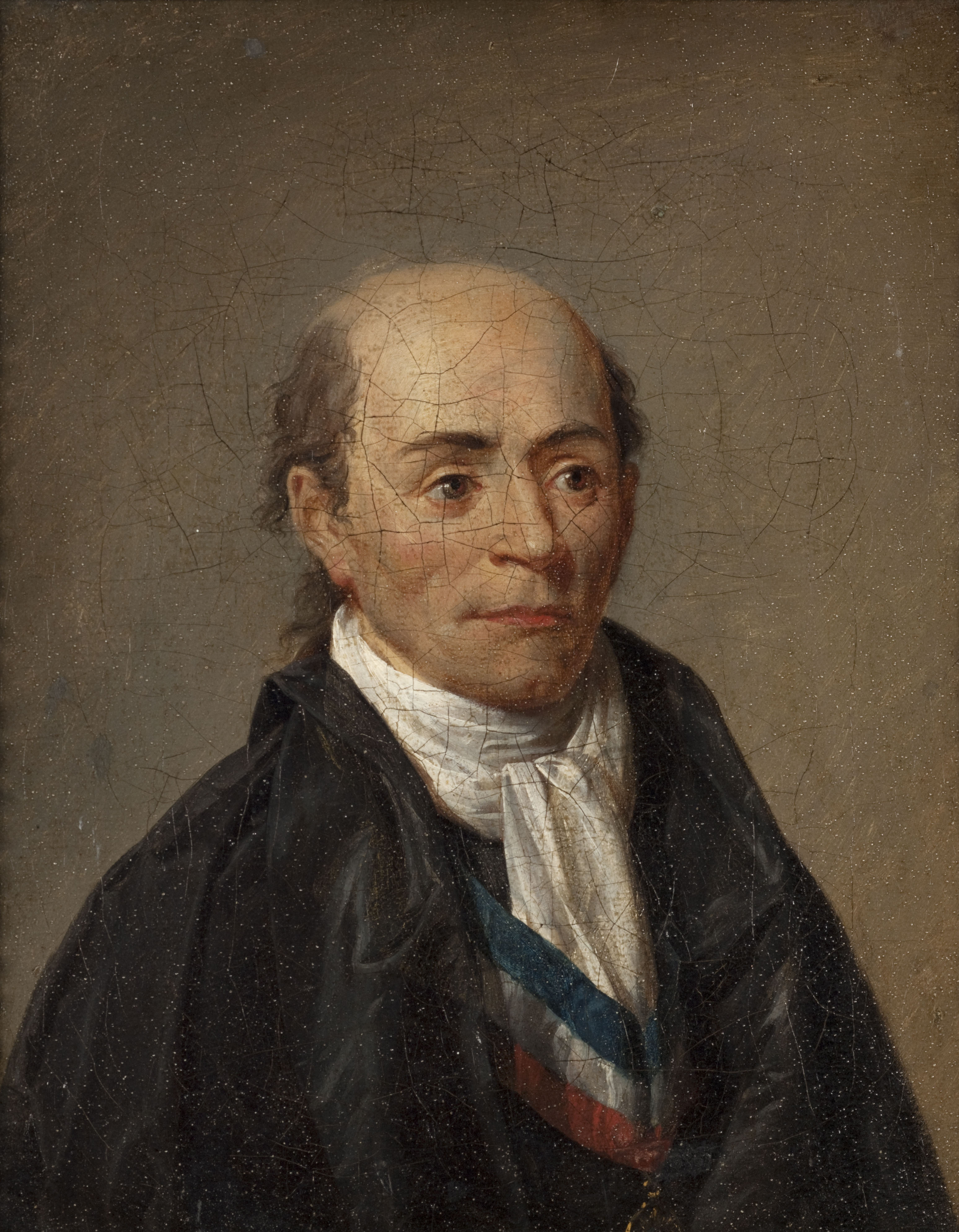
Portrait de Joseph Chalier, musée Carnavalet.

Les « Chalier » cherchent alors immédiatement à prendre les contrôle des sections et à éliminer leurs opposants. Ils tentent de mettre la main sur la garde nationale mais les légalistes y sont solidement implantés et empêchent la manœuvre. Ils tentent alors de créer une force parallèle le 26 mai, avec la constitution d'une « armée révolutionnaire » uniquement constituée de leurs partisans, et financée par une taxe sur les riches. L'affrontement est devenue inévitable.
Le 29 mai, les bataillons de la garde nationale légalistes s'emparent de l'arsenal. Un tiers des sections se rangent du côté des Chalier et se regroupent pour défendre l'hôtel de ville. Les commissaires de la Convention tentent de concilier les deux partis mais ils échouent et n'ont aucun moyen militaire pour s'imposer. Les bataillons légalistes remontent alors les quais et un combat s'engage contre les troupes de Chalier. Celles-ci résistent quelques heures pour se rendent. Le maire Bertrand, Chalier et les principales personnalités du parti révolutionnaire sont arrêtées. En tout, une centaine de membres du parti révolutionnaire sont mis en prison. Une bonne partie des autres membre du parti Chalier ont fuit à Bourg-en-Bresse ou Villefranche pour recréer un club en exil, bien décidé à revenir dès que possible pour se venger
Toutefois, Paris connait au même moment des événements similaires, mais dont le résultat est inverse, la Montagne parvenant à éliminer de nombreux députés Girondins de la Convention. Lorsque la nouvelle des événements lyonnais leurs parvient, ils l'interprètent immédiatement comme une insurrection contre-révolutionnaire. Marat réclame alors la libération de son ami Chalier. Le 12 juillet, Lyon est déclarée en état d'insurrection,.

## La répression montagnarde juillet 1793 - octobre 1794
1. Le siège de Lyon - août - octobre 1793
2. La répression - novembre 1793 - avril 1794
3. Sortie de la répression - avril - octobre 1794
4. Conséquences de la répression

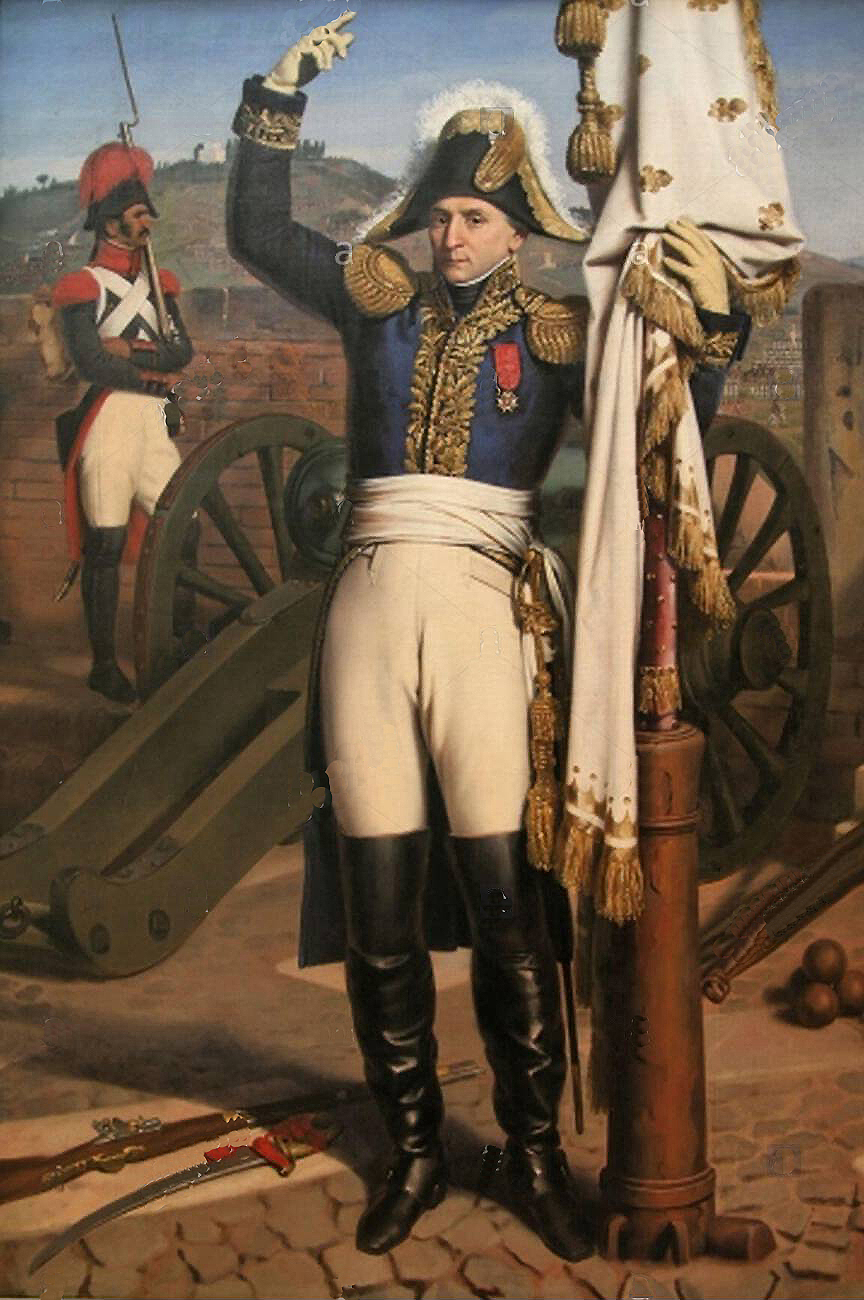
Le comte de Précy.

Les autorités lyonnaises, malgré les menaces d'un affrontement avec Paris, restent fidèles à leur ligne de conduite. Suivant la vision de députés girondins fuyant Paris, ils estiment que la Convention est le jouet de tyrans qui mèneront la Nation à sa perte, et décident de sauver la République. Ils montent une armée pour cela et communiquent avec d'autres départements ayant pris le parti des Girondins.
Des procès condamnent Chalier et plusieurs de ses amis, lui-même étant exécuté le 16 juillet 1793. Devant l'avance des armées révolutionnaires, conduites par Kellermann, les autorités préparent un siège tout en lançant des appels à l'aide, qui restent sans réponse. La défense est organisée par Louis François Perrin, comte de Précy, qui édifie des redoutes, met en place une organisation défensive et mobilise une armée d'environ 12 000 à 14 000 hommes.

### Le siège de Lyon - août - octobre 1793
Le siège de Lyon commence le 7 août, mais les armées révolutionnaires ne peuvent assurer un blocus complet que le 17 septembre. Le siège commence par des duels d'artillerie et tentatives de prise de points stratégiques durant lesquels les Lyonnais se montrent opiniâtres. Devant l'échec de ses premières tentatives, Kellermann décide de bombarder la ville pour saper le moral des habitants. Le pilonnage commence dans la nuit du 22 au 23 août pour ne cesser qu'avec la reddition de Lyon. Durant les premières semaines, cependant, les Lyonnais tiennent toujours bon.
Kellermann, suspecté de faire traîner les choses ou d'incompétence, est remplacé fin septembre par Doppet, qui bénéficie de l'arrivée d'un puissant renfort venant d'Auvergne sous les ordres des représentants en mission Couthon et Châteauneuf-Randon. Les assiégeant parviennent à prendre le sud de la presqu'île, puis, analysant que le point faible de la ville est la colline de Fourvière, ils portent leurs efforts d ce côté là. Une trahison leur permette de prendre sans combat une position stratégique à Sainte-Foy-lès-Lyon et de là, ils conquièrent le bourg de Saint-Irénée, puis celui de Saint-Just le 8 octobre. Dès lors les positions lyonnaises ne sont plus tenables et après deux semaines de combat, Lyon capitule le 9 octobre,.
A l'aube du 9 octobre, ayant compris que la situation était désespérée, Précy rassemble hâtivement des fidèles, près de 700 personnes, et réalise une percée par Vaise pour fuir par les monts d'or. La plupart sont rattrapés et massacrés, Percy parvient à se cacher et à fuir vers la Suisse pour se mettre au service du comte de Provence.

### La répression - novembre 1793 - avril 1794

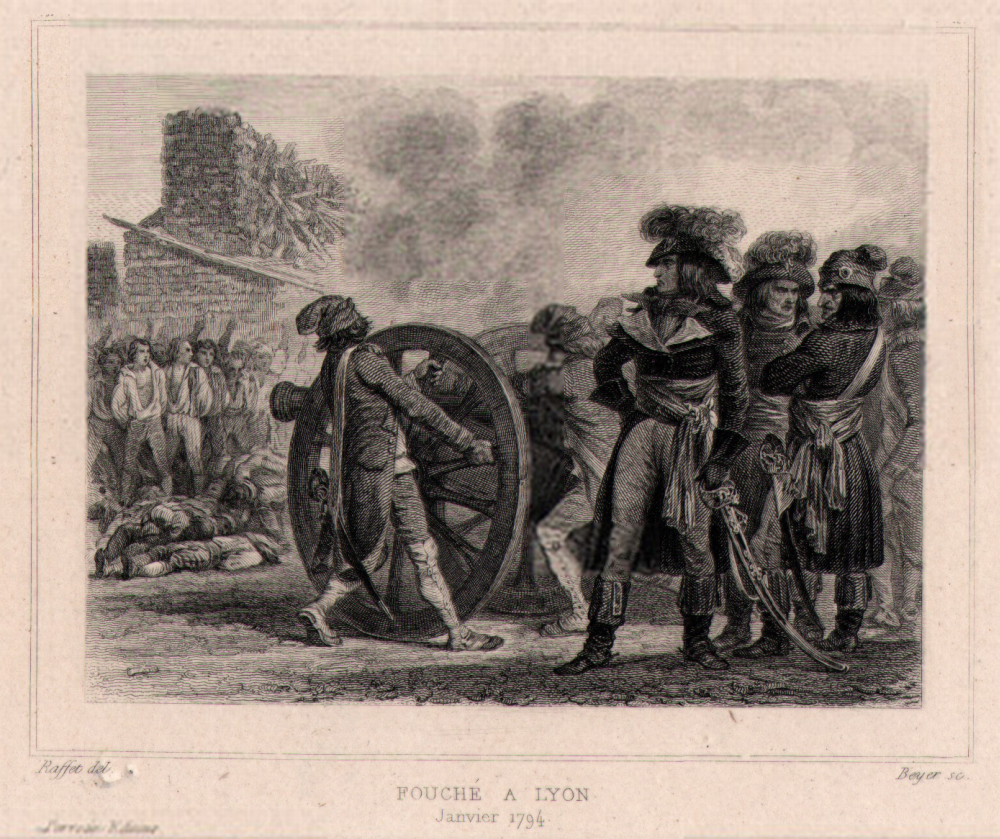
Estampe représentant les fusillades de Lyon en présence de Joseph Fouché.
Gravure d'après Auguste Raffet, 1834.

Le 12 octobre 1793, la Convention Nationale décrète que "le nom de Lyon sera effacé du tableau des villes de la République et portera désormais le nom de Ville-affranchie". Le conventionnel Barère se vante de son succès en ces termes : « Lyon fit la guerre à la liberté, Lyon n'est plus », phrase reprise dans le décret susvisé. Pour la Convention, il s'agit de faire de Lyon un exemple pour l'ensemble des opposants dans le pays. Le projet initial est de raser, comme Carthage, entièrement la ville et d'y élever à la place une colonne rappelant à tous les conséquences d'une opposition à la Convention. Devant le caractère irréaliste de l'ordre, les représentants en mission se contentent d'une mesure symbolique, la destruction de façades aristocratiques de la place Bellecour et le maintien des gravats sur place durant des mois.
Dans le même temps, sous la pression de la Convention et des amis de Chalier, une répression féroce s'engage, commençant par le jugement des combattants, puis par ceux qui furent impliqués dans les procès contre les Jacobins lyonnais, pour ensuite s'élargir contre tous ceux qui s'opposèrent de près ou de loin à eux. 

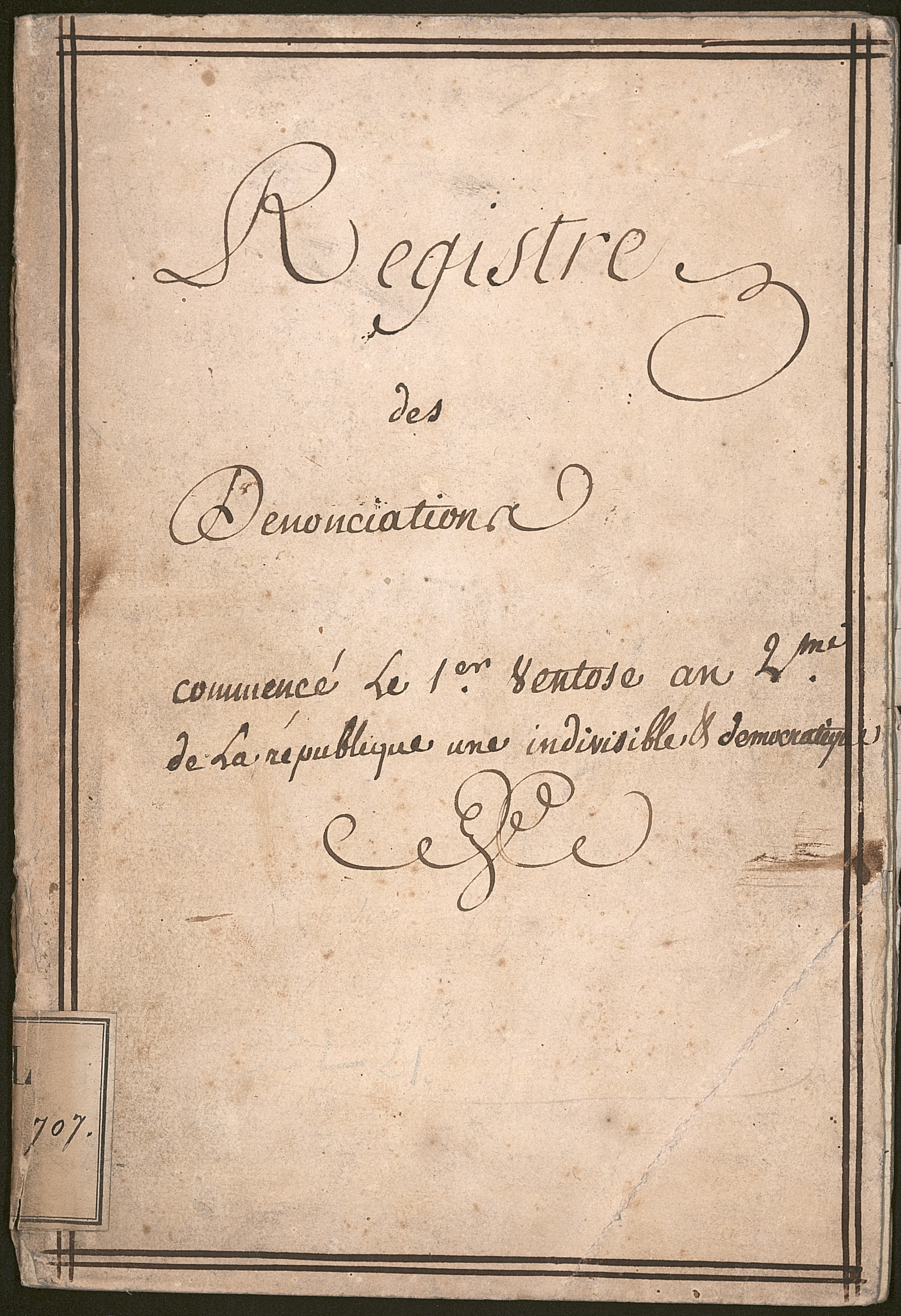
Registre de dénonciations de la commission révolutionnaire de Lyon. ADRML.

Un tribunal révolutionnaire est institué, composé de sept juges, par Fouché et Collot d'Herbois, dont les seuls actes sont la condamnation à mort ou l'acquittement. En quatre mois, il condamne à mort 1684 personnes et en acquitte 1682. Les condamnations à mort sont exécutées par la guillotine, ou par des fusillades aux Brotteaux, dont certaines sont volontairement spectaculaires, par des canonnades à la mitrailles. Cette répression féroce traumatise la population et rapidement, au sein même des Jacobins lyonnais une division se fait jour entre partisan et adversaire de la radicalité judiciaire. Cette division rejaillit à Paris dans les divisions entre factions jacobine. Fouché est ainsi sommé de venir à la Convention pour justifier de sa conduite. La répression aveugle est arrêtée en avril 1794.
La fin du régime d'exception pour la ville se pose au début de l'été 1794, avec une situation militaire rétablie aux frontières et des mouvements de résistance largement affaiblis à l'intérieur. La Convention cherchant à se dédouaner des horreurs réalisées en son nom, un mouvement s'organise qui amène à la chute de Robespierre, et il est alors accusé de l'ensemble des abominations commises. Le terme de Terreur est alors forgé et accolé à celui de Robespierre. La Convention réhabilite les Girondins pourchassés, dont Louis Vitet pour Lyon.

### Sortie de la répression - avril - octobre 1794
Durant l'été 1794, alors que la République n'est plus en danger, la Convention et les représentants en mission cherchent à se dégager de la responsabilités des massacres commis en son nom. Le terme de Terreur et de terroristes est forgé et appliqués pour désigner les plus violents des Jacobins comme responsables des horreurs commises. Les modérés sont réhabilités, dont Louis Vitet, réintégré à l'assemblée.
Sentant le vent tourner, les représentants en mission s'empressent de suivre l'interprétation officielle de la Convention, et désigne les plus acharnés des Jacobins lyonnais comme seuls responsables du traumatisme qu'à subi la ville. Si certains d'entre eux fuient la ville, nombreux sont ceux qui pensent que les représentants en mission vont les soutenir. Mais ces derniers sont harcelés par les familles des victimes de la répression et ne sont plus soutenus inconditionnellement par la Convention. Les troubles renaissent alors et pour calmer les esprits, ils épurent les administrations, remplaçant le maire extrémiste Bertrand par un modéré extérieur à la ville Alphonse Salamon. Durant cette période, les représentants en mission ne parviennent pas à constituer d'équipes municipales, les élites restantes refusant les responsabilités. devant les difficultés pour trouver des équipes compétentes et volontaires, les représentants en mission et notamment Jacques Reverchon gouvernent de fait la ville.

Nouveaux membres du comité révolutionnaire du canton de la Montagne
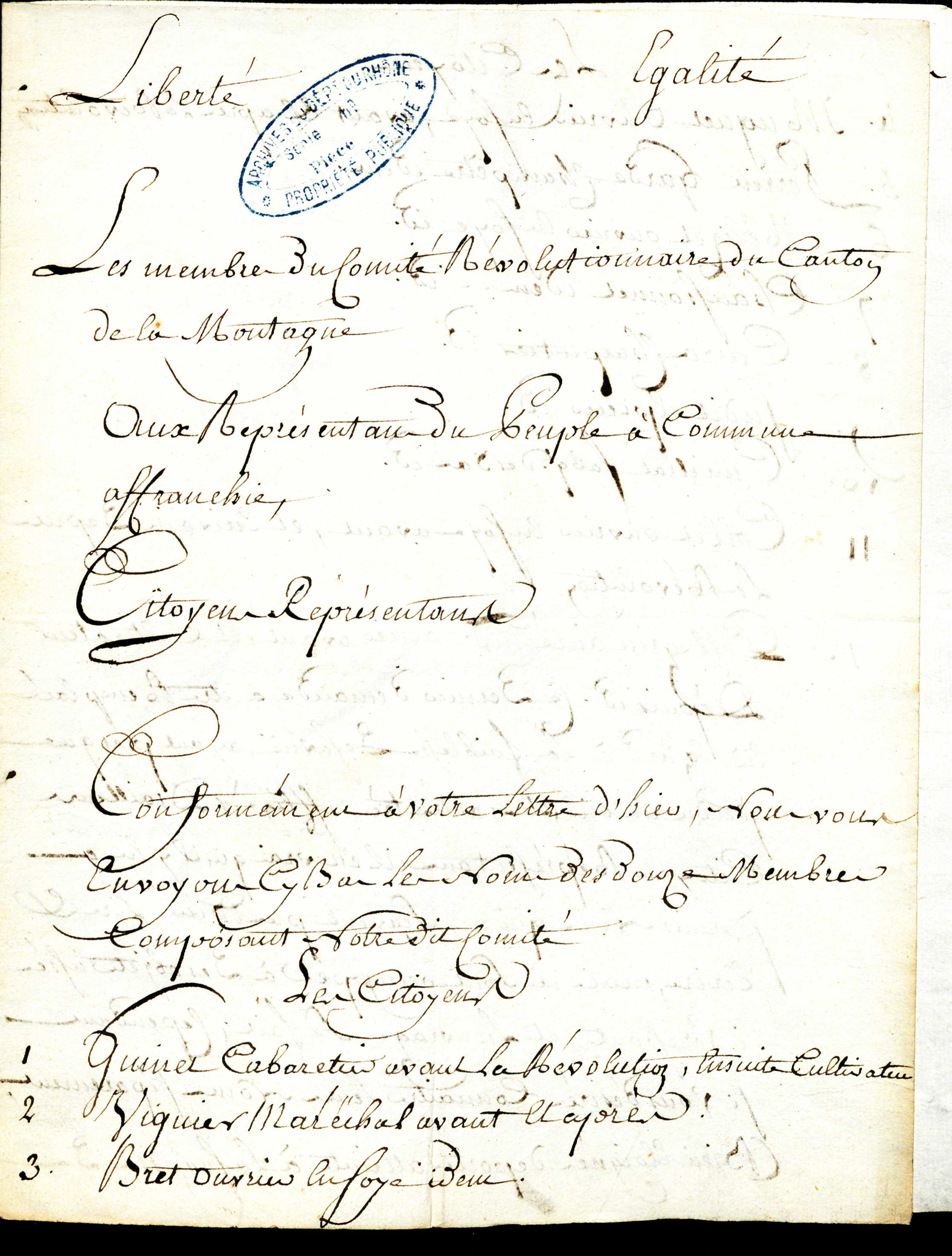
Lettre du 23 septembre 1794 aux représentants en mission. ADRML 1L203.
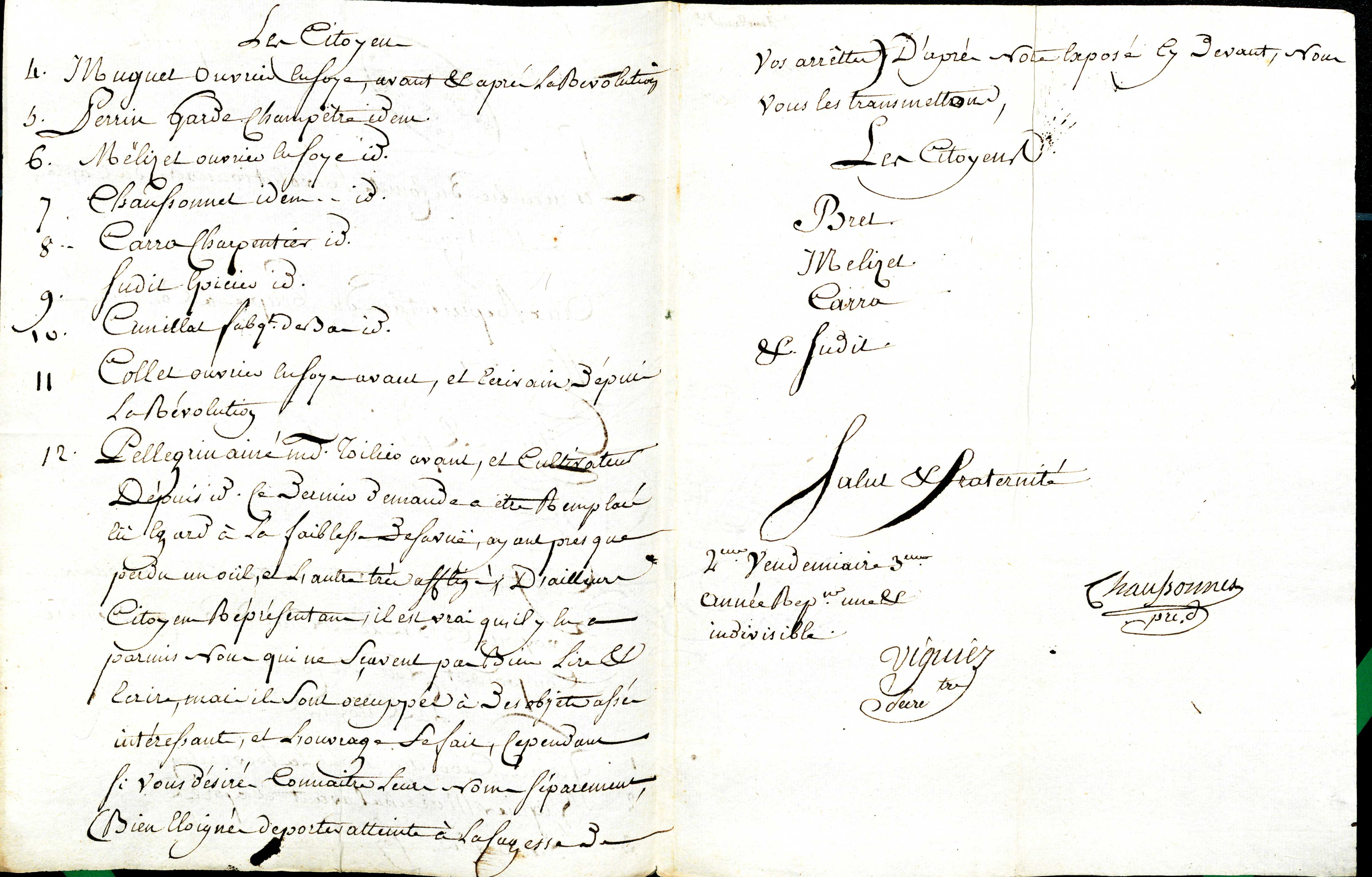
Le comité indique aux représentants que certains de ses membres ne savent pas bien lire et écrire. ADRML 1L203.
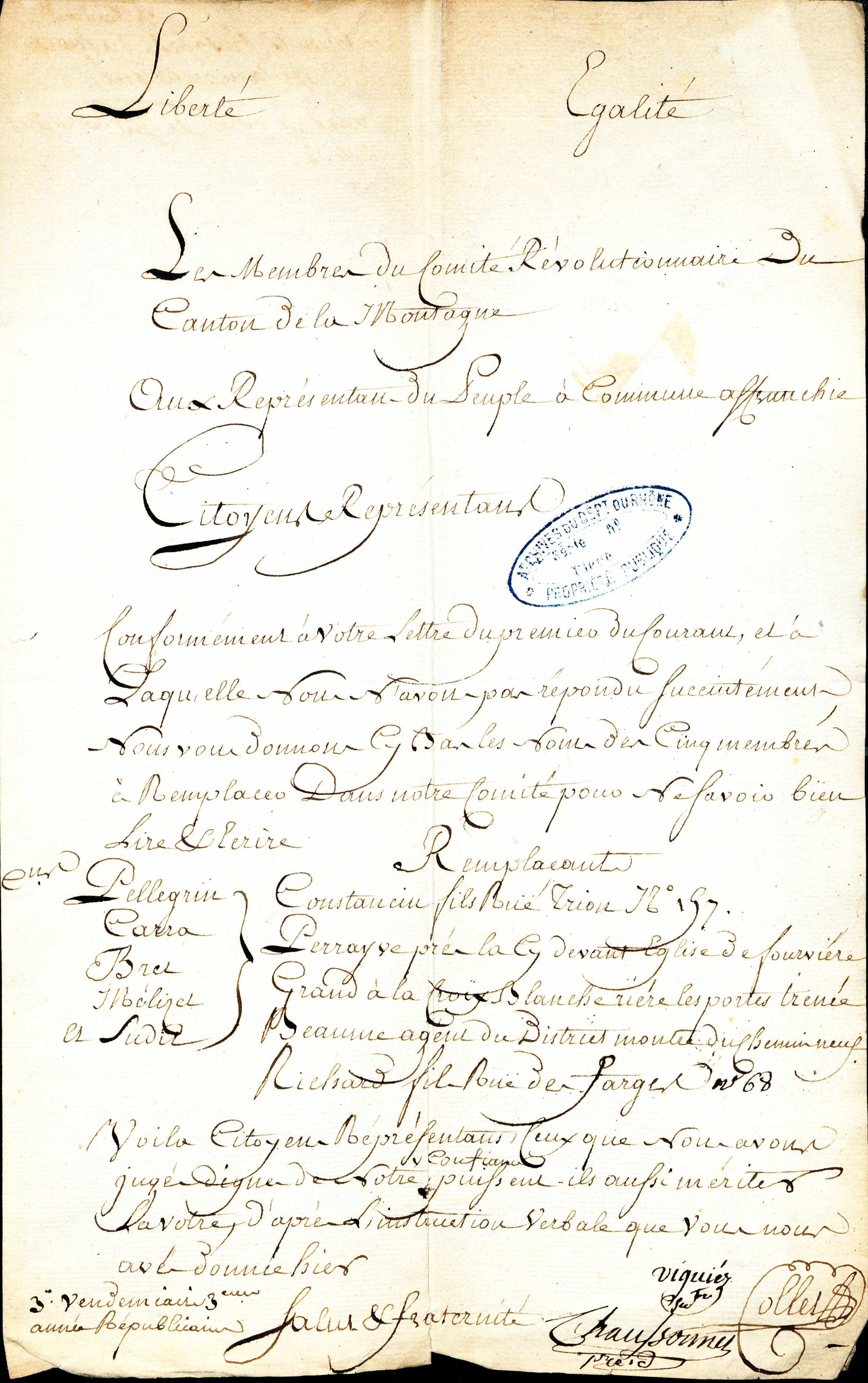
Lettre du lendemain, indiquant le remplacement des illettrés par d'autres qui savent lire et écrire. ADRML 1L203.

Un décret du 7 octobre, appliqué à Lyon le 12, permet à Lyon de retrouver son nom. Mais les parents des victimes ne parvenant pas à faire rendre justice à l'échelle du traumatisme, des troubles, des assassinats ont lieu à partir de l'automne 1794, une véritable chasse aux persécuteurs s'organisant tout à la fois de la part des républicains modérés, de la part de monarchistes qui reviennent dans la ville et de simples citoyens désirant se faire justice eux-mêmes.

### Conséquences de la répression
Le siège de Lyon et la répression causent un exode terrible, qui obère largement les possibilités de production de la soierie lyonnaise ; d'environ 150 000 habitants, Lyon passe à 102 000 en 1794, et 88 000 en 1800. La répression qui s'ensuivit causa la mort de 115 des 400 entrepreneurs en soierie que compte la ville, qui s'ajoutent à un grand nombre d'émigrations de la part des maîtres soyeux souvent mal vus des forces populaires, départ qui seront pour certains d'entre eux définitifs. Dans leur volonté de faire table rase, les vainqueurs suppriment l'école royale de dessin en 1793.

## Reconstruire la société lyonnaise: octobre 1794 - 1799
1. La Terreur blanche - octobre 1794 - 1795
- Chasse aux Mathevons - fin 1794 - avril 1795
- Tentative de rendre justice de la Convention - mai 1795
- Reprise en main militaire de la Convention - juin 1795
2. Lyon, ville surveillée - Septembre 1795 - 1799
- Les cycles de violence : 1795 - 1797
- Les élections de 1797
- Le Directoire essaie de réconcilier les Lyonnais - 1797 - 1799
- Sortie de la Révolution à Lyon - 1799
3. Le relèvement lent de l'économie

Après les excès de Chalier, le siège de la ville et les dérives meurtrières de la justice des Jacobins lyonnais, des cycles de vengeance s'engagent entre monarchistes, républicains modérés et Jacobins, contre lesquels les autorités sont impuissantes. Il faudra cinq ans pour que les esprits s'apaisent.

### La Terreur blanche - octobre 1794 - 1795
Si la Terreur blanche est connue sur l'ensemble du territoire français, avec le retour de  nombreux émigrés et l'affaiblissement des autorités impuissantes ou complices des terroristes, c'est dans le sud-est que ce mouvement prend le plus d'ampleur. Dans une ville affaiblie, les autorités révolutionnaires ou civiles tentent de modérer les passions, mais rapidement, les jacobins sont recherchés et persécutés. Comme la plupart des grandes villes françaises telles Le Havre, Toulouse ou Marseille, Lyon connait ainsi des actes de vengeance même après l'épuration des administrations imposés par les représentants en mission.

#### Chasse auxMathevons- fin 1794 - avril 1795
L'hiver difficile et l'état désastreux de la ville, constellé de rues et places dépavées, de cimetières pestilentiels ; le chômage terrible, l'assignat dévalué entraine un tableau de la ville terrible. Le ravitaillement en grain et charbon est difficile, personne ne voulant vendre à une municipalité ruinée. L'abandon de l'économie contrôlée entraîne des spéculations sur les grains. De nombreux fuyards, déserteurs et insoumis rodent dans la région, pillant pour survivre. Les autorités étant dépassées et largement défaillantes, des émigrés et des prêtres réfractaires reviennent secrètement.
- Lettre du 5 décembre 1794 du Comité de secours publics allouant une aide financière aux hospices de Lyon.

"Lettre
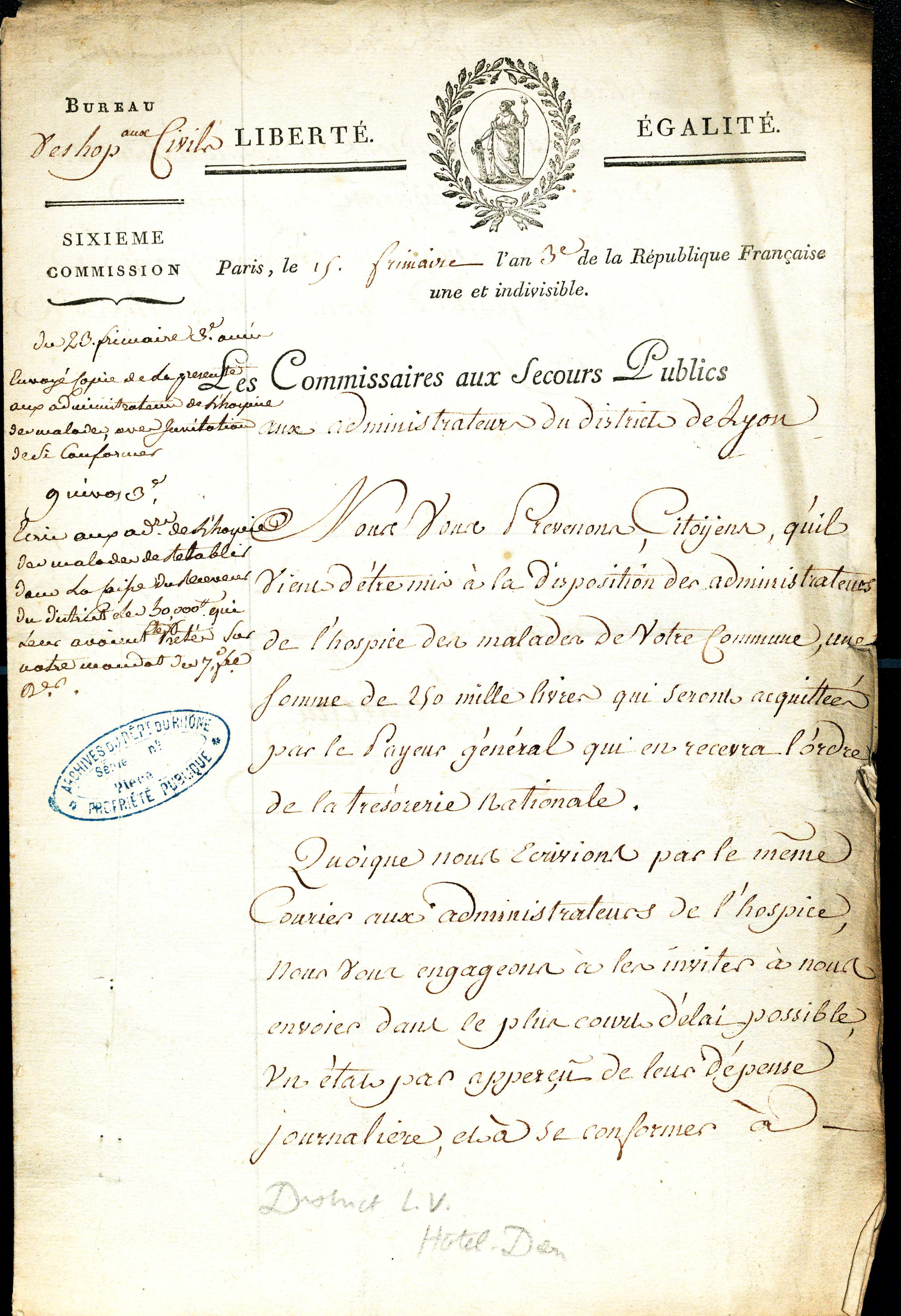
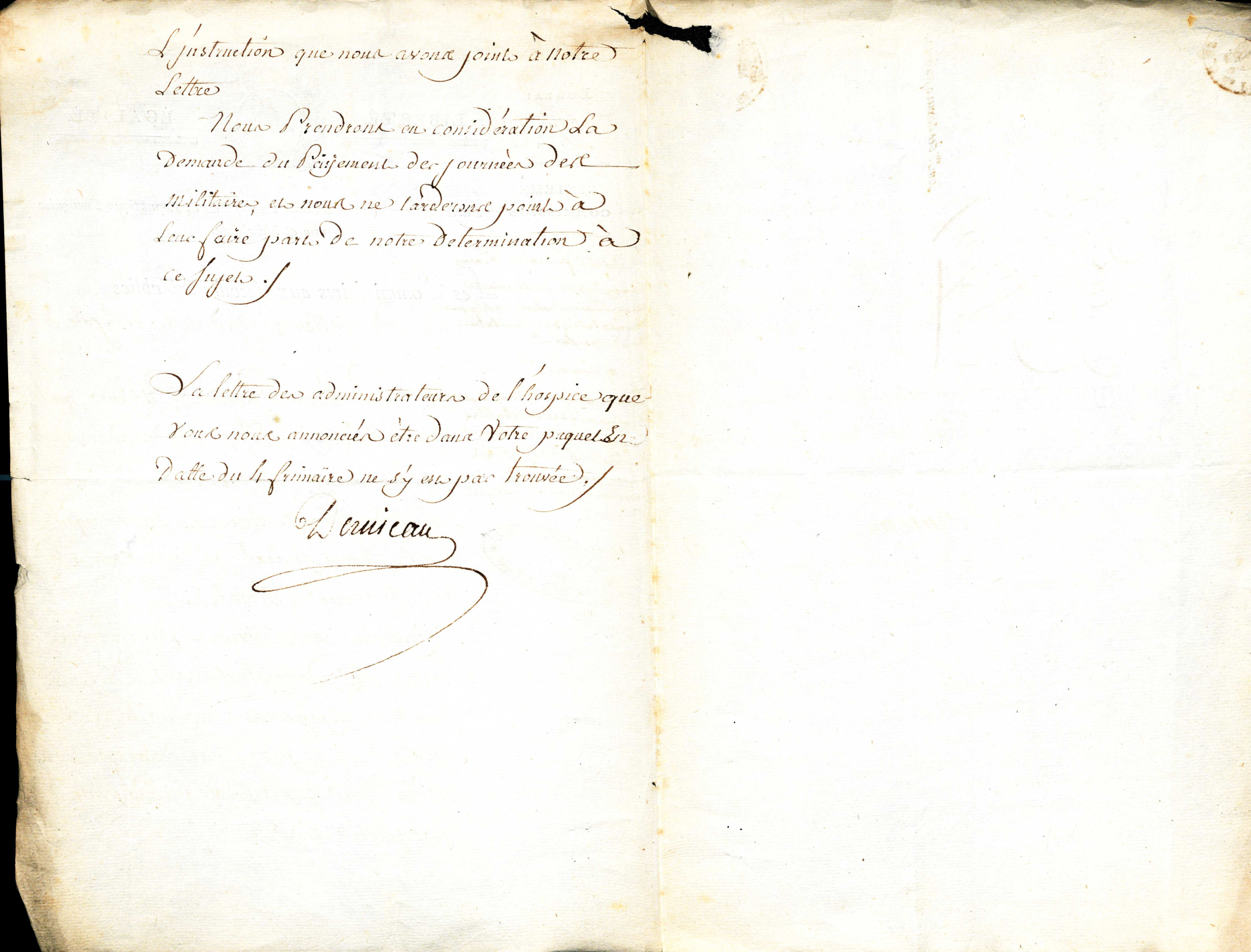

Lyon connait de nombreux désordres et les esprits restent tournés vers la violence durant toute l'année 1795. Les bustes de Chalier sont détruits. Aiguillé par une disette difficile durant l'hiver 1794-1795, les actions de représailles sont en partie attisés par les monarchistes qui estiment que le moment est venu de tenter le rétablissement de la monarchie. Les réseaux lyonnais bénéficient du soutien financier du pouvoir anglais et, ayant mis la main sur les archives des comités de surveillance, ils font imprimer les listes des dénonciateurs et des dénoncés, ainsi que leurs adresses. Ce document mis en circulation à Lyon en février 1795 produit immédiatement ces effets, la foule en colère se livrant à des lynchages spontanés, tel celui de Fernex, ancien membre de la commission de justice révolutionnaire, le 14 février. Les représentants en mission, se refusant à réprimer cette colère, encouragent de fait sa poursuite,.
Ces actions de vengeance s'inscrivent donc dans un mouvement plus large, largement manipulé et organisé par les monarchistes au travers de groupes tels la compagnie de Jéhu pour l'espace lyonnais ou les compagnies du Soleil en Provence, Lyon étant largement la tête de coordination.

#### Tentative de rendre justice de la Convention - mai 1795
Pour tenter de satisfaire le désir de justice des nombreuses familles de victimes, les représentants en mission procèdent entre janvier et avril 1795 à de nombreuses arrestations de Jacobins, notamment lors d'une grande perquisition générale opérée le 23 avril. Un tribunal est chargé d'examiner leur conduite et de la juger mais devant la lenteur des opérations, un vaste mouvement de foule se crée le 4 mai devant les prisons lyonnaises et les autorités sont impuissantes à juguler l'émeute, celle-ci bénéficiant de la complicité ou de la passivité d'une partie de la garde nationale. Les prisons sont envahies et une centaine de prisonniers sont tués, des anciens "mathevons", les jacobins lyonnais, dont Antoine Dorfeuille. La Convention décide de ne pas réagir, considérant qu'il s'agit d'un mal nécessaire à l'apaisement des passions,.

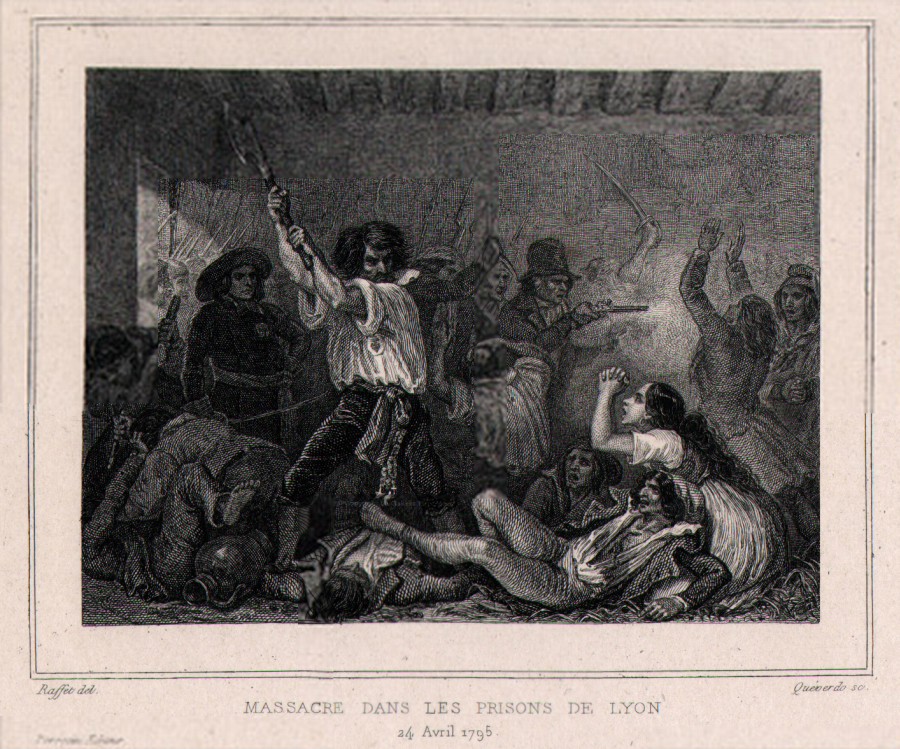
Massacre dans les prisons de Lyon, en avril 1795. Gravure de 1835 par Quéverdo.
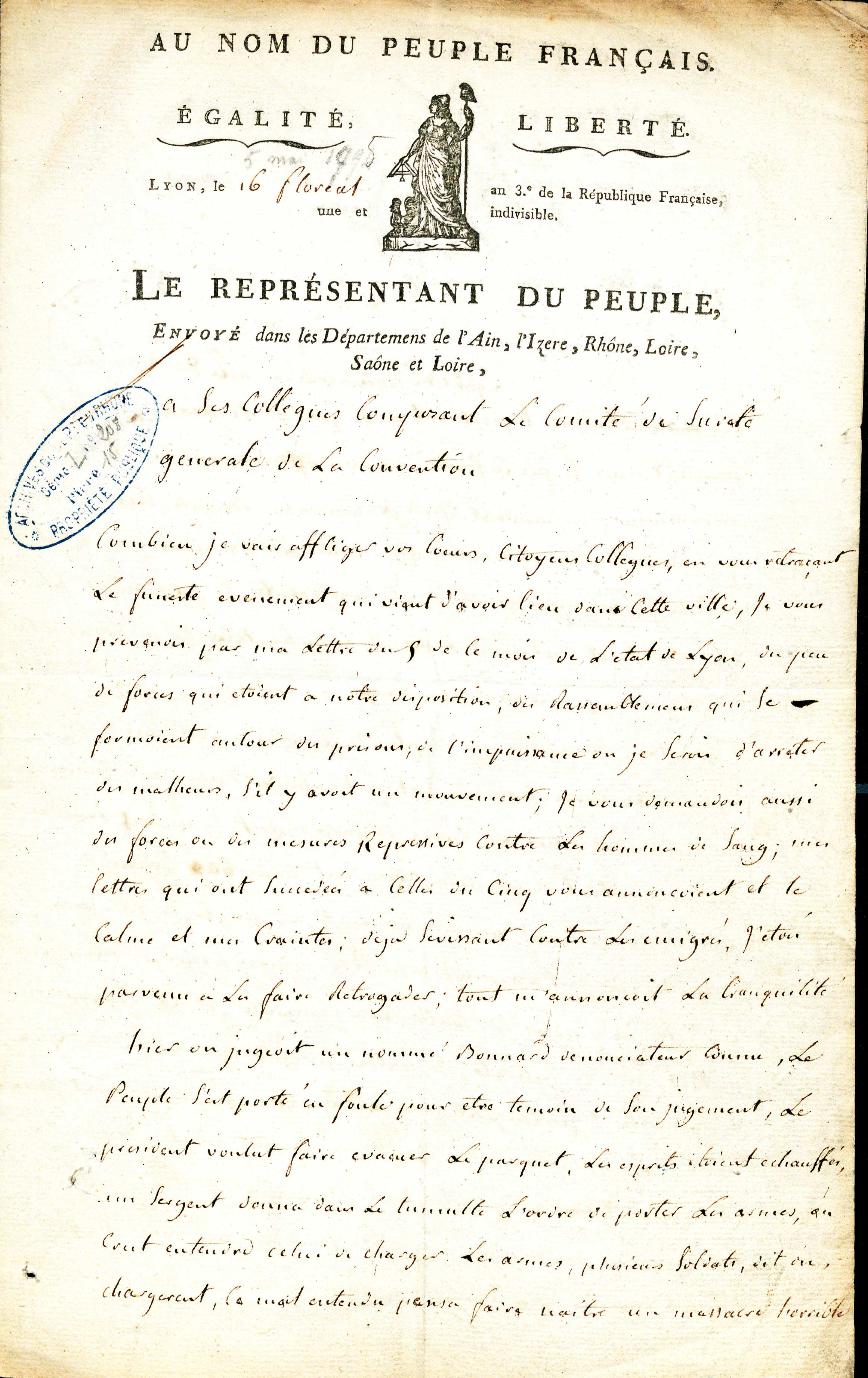
Le représentant Boisset livre ici son récit des évènements survenus la veille, dans la "prison de Roanne" (Palais de Justice de Lyon). ADRML.
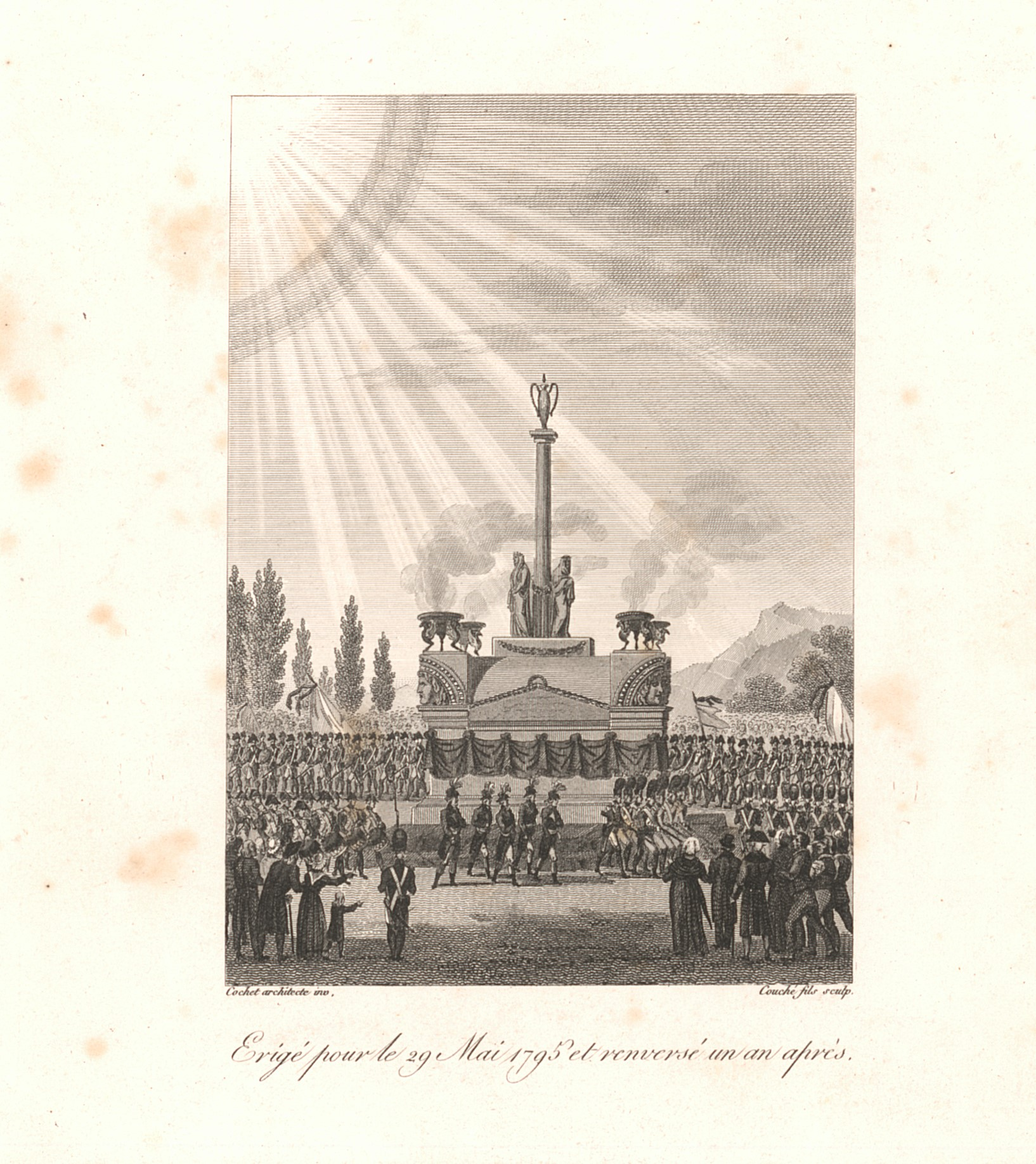
Monument aux victimes de la répression de Lyon de 1793, construit en 1795 et détruit l'année suivante. ADRML, Fonds Galle, FG/A114.

Les représentants en mission manifestent leur volonté de réconciliation civique après ces évènements en organisant aux Brotteaux le 29 mai une cérémonie en l'honneur des victimes tués sur place. Un cénotaphe est créé sur les lieux des massacres. Cette tentative n'obtient pas un grand succès, notamment à cause des monarchistes qui poursuivent leur travail de désordre. Certains n'hésitent pas à la mi-juin à manifester ostensiblement leur deuil de la mort de Louis XVII à la prison du Temple.

#### Reprise en main militaire de la Convention - juin 1795
Craignant une complicité contre-révolutionnaire, et alors qu'une armée d'émigrés vient de débarquer en Bretagne, la Convention déclare à nouveau Lyon hors la loi le 24 juin, quasiment en état de siège, envoyant des troupes qui stationnent aux Brotteaux. Toutes les autorités sont subordonnées au général Ouxbet, dit "César". Celui-ci fait quadriller la ville par la troupe, impose un couvre-feu, et prononce une expulsion de l'ensemble des étrangers à la ville. Le camp est levé en octobre, mais 2000 soldats sont désormais casernés dans la ville,.
En effet, Des membres de la conspiration de Pichegru se rendent à Lyon, œuvrant à la tentative de soulèvement du Sud-est de la France orchestré par l'Angleterre via Genève.

### Lyon, ville surveillée - Septembre 1795 - 1799

#### Les cycles de violence: 1795 - 1797
Le Directoire, établit en septembre 1795, composé de nombreux conventionnels, craint de nouveaux soulèvements lyonnais. Il divise l'administration de Lyon en trois municipalités nommées le Nord, le Midi et l'Ouest dépendantes d'un bureau central directement sous son contrôle. Chacun de ces organes est chargé de produire des rapports sur l'état de la ville pour que les autorités parisiennes puissent saisir son évolution.
Aux élections d'octobre 1795, ces craintes se voient renforcées par l'élection pour le premier Directoire de trois députés monarchistes constitutionnels, Pierre Rambaud, Mayeuvre-Champvieux et Paul Béraud. Aussi le Directoire nomme-t-il à la tête de Lyon un républicain éprouvé, Paul Cayré. Celui-ci, confronté aux difficultés permanentes de la cité ouvre une nouvelle œuvre de bienfaisance pour soulager les pauvres, dans la maison des Chazeaux sur la Montée Saint-Barthélemy. Devant l'impossibilité de nourrir et soigner tous les vieillards réfugiés dans les hôpitaux, la municipalité expulse tous ceux qui sont étrangers à la ville.
Durant deux ans, jusqu'en 1797, un conflit larvé entre républicains et contre-révolutionnaires se tient dans toute la ville. Profondément divisée, celle-ci ne s'unifie pas autour des fêtes et des projets officiels. Malgré les obligations de suivre le calendrier révolutionnaire et l'ambition de faire oublier le catholicisme par des cérémonies civiques martelée de Paris par Merlin de Drouai et François de Neufchateau, Lyon n'adhère pas à cette nouvelle morale laïque. La population fréquente clubs et théâtres, où les rivalités s'expriment ouvertement et s'aiguisent. La ville, comme de nombreuses autres est parcourues de multiples rumeurs invérifiables qui empêchent d'avoir une vue fiable de l'état d'esprit réel de la population. Des agressions et des meurtres ont lieu régulièrement, certaines places les plus centrales ne sont plus sûres malgré les patrouilles. Pour réduire l'influence des monarchistes, les autorités en viennent à interdire tout élément vestimentaire célébrant d'une quelconque manière la royauté, surtout la fleur de lys. Au sein de cette tourmente, l'ancien maire Antoine-Marie Bertrand, allié de Chalier et devenu babouviste, tente de monter en ville une cellule de la conjuration des égaux, notamment par la diffusion de journaux parmi les plus avancés.

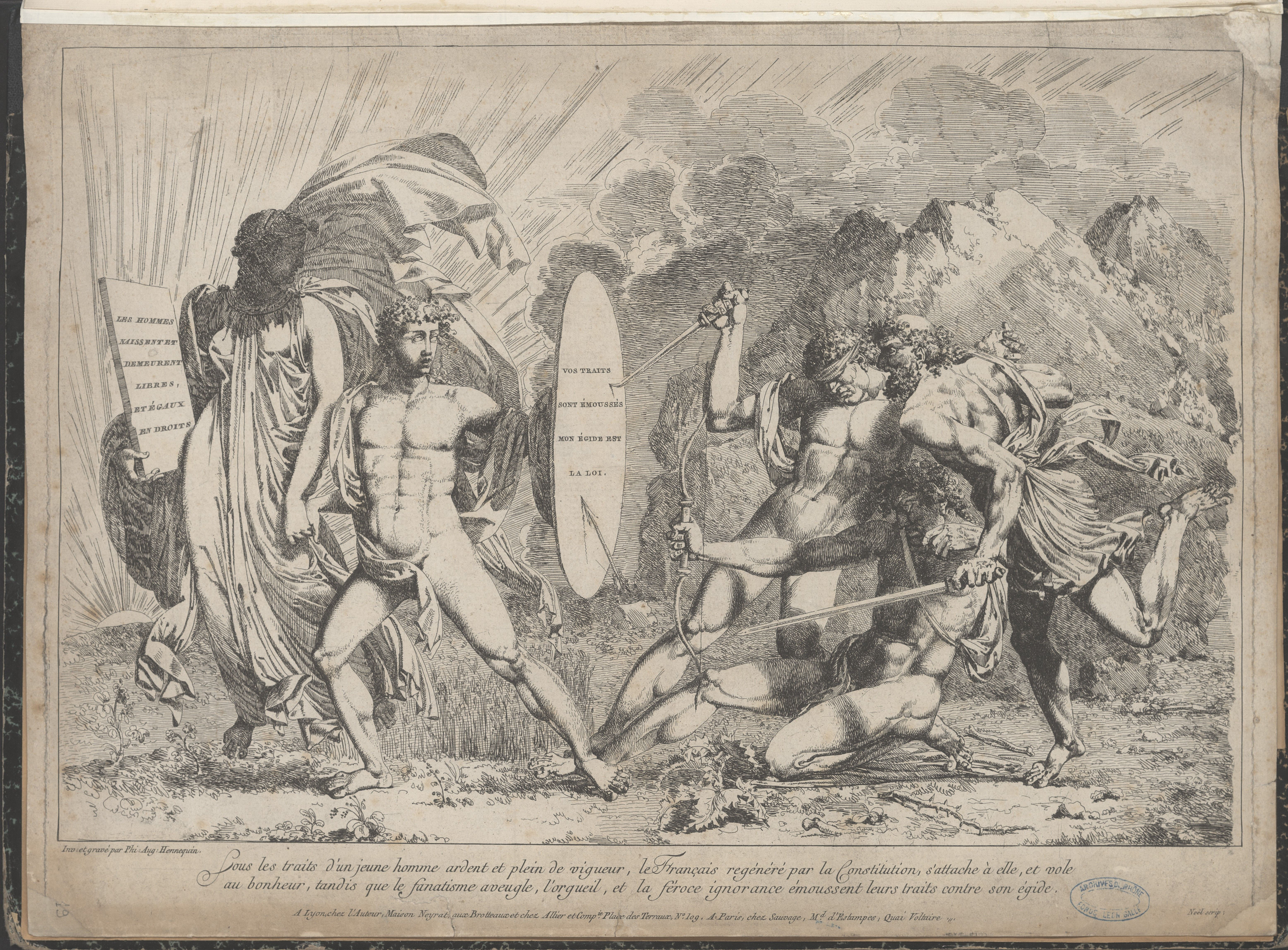
Gravure patriote, Philippe-Auguste Hennequin. ADRML.
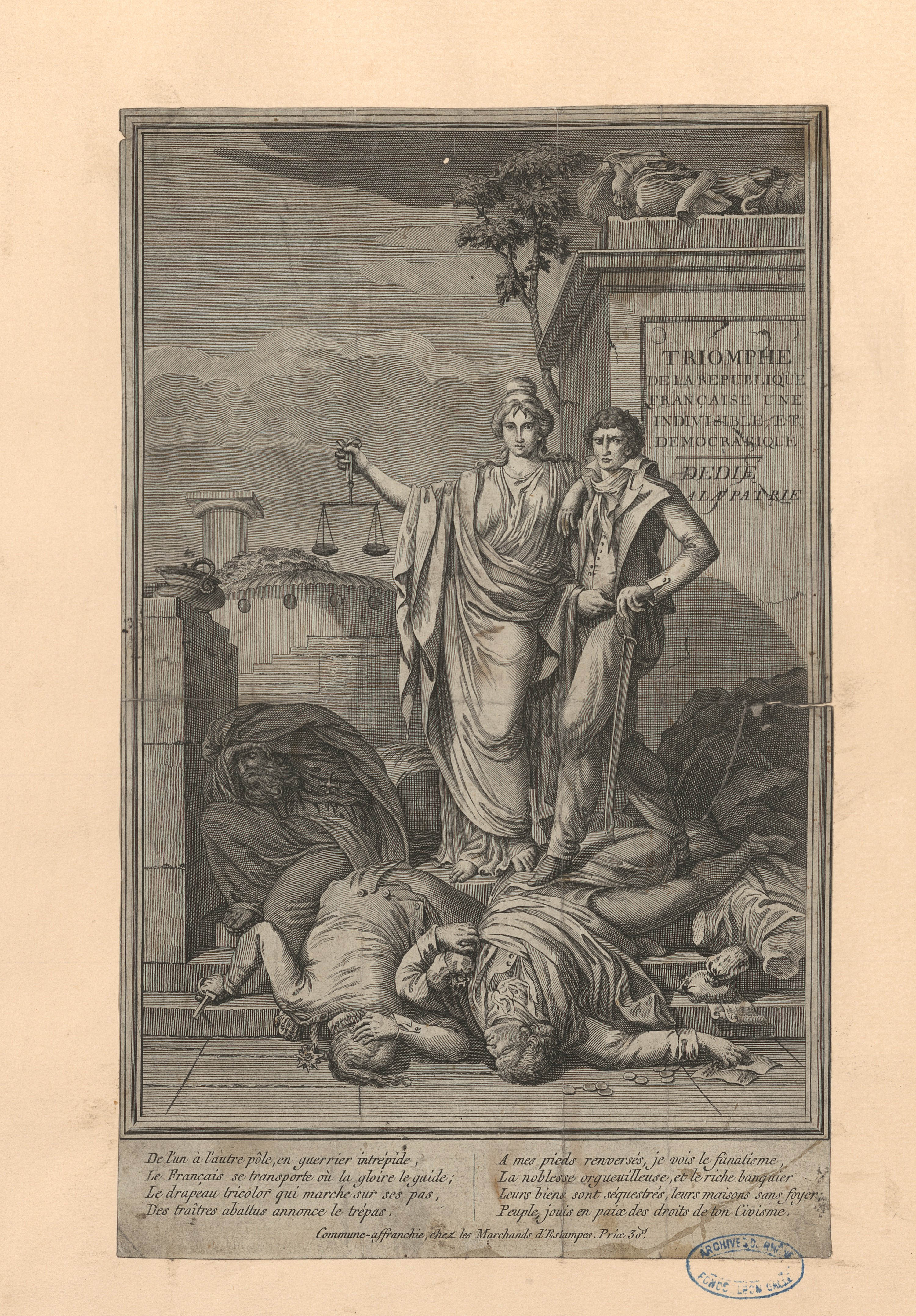
Gravure patriote, ADRML.

#### Les élections de 1797
Les agents royalistes préparent durant l'année 1797 les élections, essentiellement via un Institut philanthropique, qui sous couvert de charité organise la lutte contre les Jacobins. Il est doublé d'un réseau clandestin lié à la Coterie des fils légitimes, à l'Agence de Souabe et proche de Fontanes, Mallet du Pan et François d'Ivernois. Ils réussissent via les élections au Conseil des Cinq-Cents Jacques Imbert-Colomès et Camille Jordan,.
Ces derniers sont contraints à la fuite à la suite du coup d'État du 18 fructidor an V (le 4 septembre 1797). Les élections sont cassées dans le Rhône, des autorités énergiques remplacent les précédentes, accusées de ne pas avoir suffisamment combattu les contre-révolutionnaires Les Lyonnais qui siègent finalement au conseil des Anciens sont Jean-Marie Chasset et Pierre Allard, au conseil des Cinq-cents se retrouvent Louis Vitet, Michel Carret, Jean-Baptiste Pressavin et Paul Cayre.

#### Le Directoire essaie de réconcilier les Lyonnais - 1797 - 1799
Durant les deux dernières années de la Révolution française, les autorités s'échinent sans succès à instiller l'idéologie républicaine à une population qui n'adhère pas. Elles tentent également de contrer les libelles monarchistes et contre-révolutionnaires, sans grand succès.
Un dernier complot est ourdi en juin 1799 par l'anglais William Wickham, mais il sera arrêté par la victoire de Masséna à Zurich.

#### Sortie de la Révolution à Lyon - 1799
En définitive, les Lyonnais ne sont dans leur majorité pas des monarchistes fervents. Engagés dans l'idéal révolutionnaire des premières années, ils furent surtout traumatisés par le siège de Lyon et la répression qui s'ensuivit. Ils n'ont plus confiance dans les autorités parisiennes et veulent surtout retrouver la paix et la prospérité. Le passage du général Bonaparte dans la ville lors de son retour d'Égypte le 13 octobre 1799 donne lieu à des scènes de liesse et la population ne réagit par du tout lors du coup d'état des 18 et 19 brumaire.

### Le relèvement lent de l'économie
Malgré tout, des tentatives de reprendre un cours normal des activités ont lieu. Si en 1794, la plupart des négociants en soie ont fui et repris leurs activités en Suisse, certains reviennent dès la fin de cette année et surtout l'année suivante. Mais le travail manque et les ateliers de soie se remettent très doucement à battre. Si en 1789, les ateliers étaient peuplés de 58000 canuts, ils ne sont plus que 7000 en 1799, malgré les tentatives de redressement. Les activités bancaires et de tissage hors soie se développent néanmoins quelque peu, notamment grâce à la proximité de la Suisse et en lien avec l'approvisionnement des armées.
Entre 1794 et 1799, le monde des marchands-fabricants se reconstitue grâce à l'arrivée de maisons qui travaillent dans d'autres villes françaises. Dès 1794, de Nîmes et d'Anduze arrivent les soyeux Laguelline, Ourson et Benoit. À la fin de la même année, Guérin s'installe, venant de Saint-Chamond. Le soyeux et dessinateur Pierre Toussaint de Chazelle tente également de relancer l’économie locale, et devient ambassadeur de la scène artistique lyonnaise à Paris et favorise ainsi l’introduction dans la capitale de jeunes artistes de Lyon, tels Grobon, Révoil et Richard
Durant ces années difficiles, pour faire face au manque de main-d'œuvre, les innovations techniques sont soutenues par l'État au travers de concours et fondations d'écoles. En particulier, l'école de dessin est recréée en 1795 sous l'appellation d'« école de dessin de la fleur ». Les soyeux lyonnais vont chercher des idées auprès des ingénieurs anglais, au sein de la production de tissu en coton et cet élan participe de l'effort de mécanisation de l'outil de production qui aboutit au début du XIXe siècle à la mécanique Jacquard.

## L'Église lyonnaise sous la Révolution
Comme la plupart des diocèses de France, celui de Lyon subit sévèrement l'épisode révolutionnaire, qui divise les  consciences, affaiblit fortement les communautés religieuses de la région. L'archevêque Marbeuf refuse de quitter son poste, fuit dès les débuts de la Révolution, et organise la résistance de l'Italie avec l'aide d'hommes déterminés sur place.

### La situation de l'église à l'orée de la Révolution
Dès avant la Révolution, au début des années 1780, l'église lyonnaise possède deux sociétés secrètes destinées à défendre la foi catholique au sein des familles et du monde du travail. Organisés par Jacques Linsolas, ces réseaux sont activés dès le début des troubles révolutionnaires et seront importants dans la lutte du clergé réfractaire contre les autorités.

### Le clergé et les États généraux

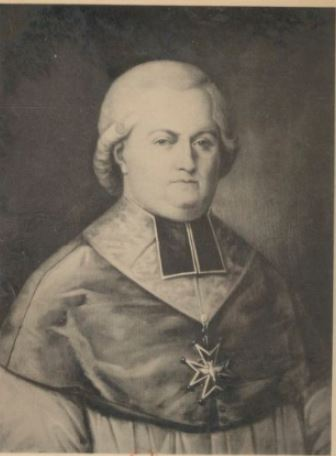
Yves Alexandre de Marbeuf, archevêque de Lyon. Gravure.

À la veille de la Révolution, Lyon voit arriver à la tête du diocèse un archevêque conservateur, Mgr de Marbeuf. Dès la préparation de la réunion des États généraux, il se fait remarquer de l'opinion lyonnaise en s'inquiétant des troubles et du désordre que cette initiative engendre. Des groupes de lyonnais le raillent alors dans une mascarade, et il n'ose pas venir dans son diocèse, craignant que sa venue provoque des émeutes. Les évènements s'aggravant, il émigre rapidement, et Lyon ne voit pas de toute la Révolution celui qui luttera férocement contre elle.
Le clergé, dès la préparation des cahiers de doléances, se divise entre le clergé de second ordre et les vicaires et autres titulaires de bénéfices ecclésiastiques. Cette division est accentuée par le refus définitif de l'archevêque de la constitution civile du clergé et des serments. À partir de ce moment, il s'engage dans une opposition systématique envers l'église constitutionnelle et organise depuis l'étranger l'Église « légitime ».
Le premier épisode de cette division a lieu pendant les débats de l'Assemblée nationale sur la place de la religion au printemps 1790. Lorsque l'Assemblée décide d'interdire les vœux monastiques et d'interdire les ordres religieux contemplatifs le 13 février 1790 et surtout lorsqu'elle décide de créer une église de fonctionnaire en adoptant la Constitution civile du clergé le 12 juillet 1790 ; de nombreuses voix s'élèvent et dénoncent un abus de pouvoir, accusant l'Assemblée d'outrepasser ses mandats. Comme la quasi totalité des archevêques, Mgr Marbeuf refuse de prêter le serment exigé et condamne la réforme. Les chanoines-contes, dont le corps est supprimé placardent également une protestation officielle dans toute la ville. Ces protestations n'émeuvent pas la population et n'inquiètent pas la municipalité.
Le 13 avril, l'Assemblée refuse dans un décret de reconnaitre la religion catholique comme religion officielle, 306 ecclésiastiques élus protestent contre celui-ci, et plus généralement contre la prétention de l'Assemblée à légiférer sur l'église, trois députés lyonnais du clergé sont au nombre des signataires, Charrier de la Roche n'y a pas pris part. A Lyon, l'assemblée des notables de Lyon s'élève contre cette protestation. Le clergé lyonnais, quant à lui, se tient en retrait de cette protestation cléricale.

### L'église lyonnaise et la constitution civile du clergé: 1791

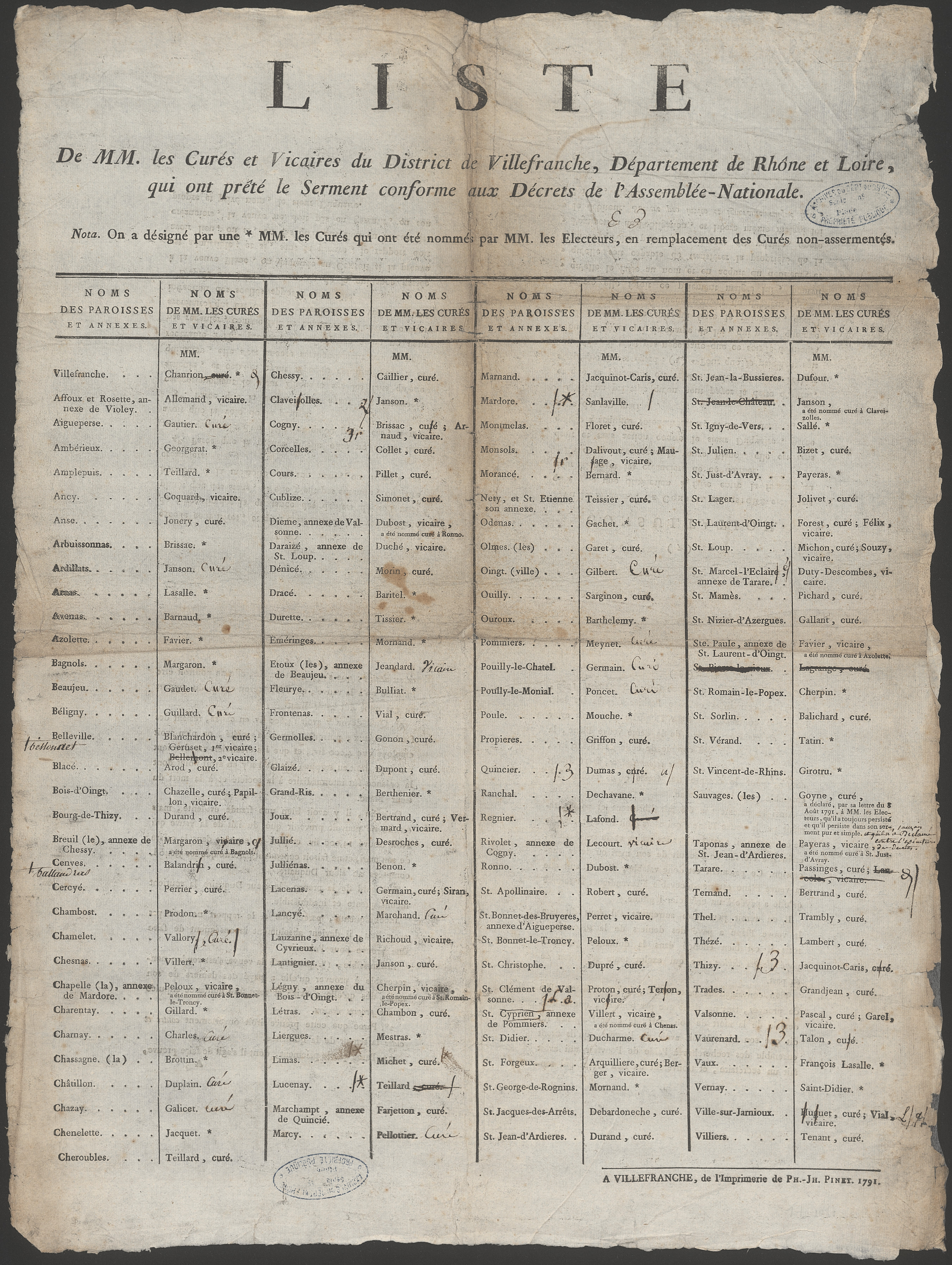
Liste des prêtres jureurs en 1791. ADRML.

Dès 1791, la division religieuse s'intensifie à Lyon car l'archevêque Marbeuf s'oppose vigoureusement et très tôt aux prétentions religieuses de l'assemblée nationale et à la constitution civile du clergé. Le 5 décembre 1790, il fait un discours solennel rappelant fermement que l'autorité sur le clergé ne vient que de lui et du Saint-Siège. Il refuse à nouveau tout serment. Cette déclaration est imprimée et diffusée à Lyon et la région. Le 7 janvier, la municipalité interdit la publication de ce texte et tente de s'en emparer.
Le clergé opposé au nouveau régime est progressivement repoussé. Le 15 janvier, les Sulpiciens qui dirigent le séminaire de Saint-Irénée et refusent le serment constitutionnel sont chassés et remplacés par des prêtres jureurs, dont les frères Jolyclerc. La municipalité organise la prestation de serment en faisant distribuer à la fin du mois de février à tous les curés un exemplaire des instructions sur la constitution du clergé décidée par l'Assemblée nationale.

#### Changement d'évêque - élection de Lamourette
Le 17 février, constatant que Mgr Marbeuf refuse de prêter serment, le directoire du département décide de convoquer les électeurs pour désigner un nouvel évêque. Immédiatement, une bataille de libelles s'engage.
Le 1er mars 1791, les électeurs du département se réunissent dans la cathédrale Saint-Jean et élisent au titre d'évêque - le titre d'archevêque a été supprimé - Adrien Lamourette, premier évêque constitutionnel de France, issu de la congrégation des Lazaristes. Cette élection a lieu alors que bon nombre de prêtres ont accepté de prêter serment à la Constitution, et les autorités estiment que l'église se réorganise convenablement.
Un premier conflit a lieu le 16 mars 1791, dans l'église Saint-Nizier. Un prêtre, Jacques Linsolas, prononce un prêche et appelle les fidèles à prier pour « l'archevêque légitime » et non Lamourette. Des militants de la société populaire des amis de la Constitution protestent et en viennent aux mains avec des fidèles de Marbeuf ; Linsolas est arrêté. Il est relâché quelques semaines après mais d'autres prennent la suite dans l'opposition à l'église officielle. Ainsi, M. Bois-Boissel, comte de l'église de Lyon, est arrêté et enfermé à Pierre Scize le 23 mars pour avoir diffusé, en qualité de grand vicaire de Marbeuf, des imprimés contraires à la Constitution civile du clergé.

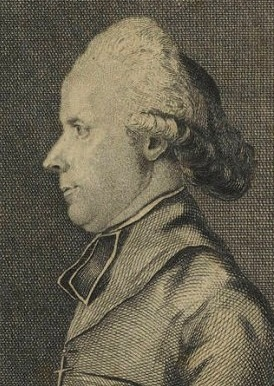
Antoine-Adrien Lamourette, prélat constitutionnel de Lyon.

Le remplaçant de Mgr Marbeuf est Antoine-Adrien Lamourette qui réside assez peu dans son diocèse, étant élu à l'Assemblée législative. Entre 1791 et 1793, un grand nombre de prêtres restent dans le giron de l'Église constitutionnelle. Mais progressivement, au fur et à mesure des anathèmes prononcés par Mgr de Marbeuf contre les différents serments, de plus en plus de prêtres les refusent ou se rétractent. Durant cette période, toutefois, les deux clergés coexistent correctement, les mesures d'exil contre les réfractaires étant appliquées très souplement. Linsolas active alors deux structures secrètes mises en œuvre avant la Révolution et lutte contre le clergé constitutionnel et organise une contre-église fidèle à Marbeuf et au Pape. Il est aidé par les deux brefs de ce dernier en mars et avril 1791 et condamnant la Constitution civile du clergé. Plusieurs prêtres ayant prêté serment se rétractent et rejoignent les rangs de l'église réfractaire.
Lamourette arrivant à Lyon le 11 avril, il est reçu par les corps administratifs et se rend en grand cortège à Saint-Nizier dans une ville illuminée et sous les applaudissements de la foule. Le 14, lors de son installation officielle prononcée avec une messe, des opposants détachent les cordons du dais et le font tomber sur le prélat.
Le premier curé élu, Marie-Thérèse Jolyclerc, s'installe dans son église, Saint-Nizier, le 17 avril. Toutefois, dès la fin de ce mois, certains curés ayant prêté le serment constitutionnel commencent à se rétracter.
Rapidement, sur cette question aussi, un conflit s'établit entre la municipalité lyonnaise et le département. Ce denier est favorable à l'église réfractaire et il ferme les yeux sur plusieurs communes des monts du Lyonnais où le curé constitutionnel est empêché de venir s'installer. Dans certains cas, la force armée impose l'installation du prélat dans sa cure, mais cette situation ne dure pas, la population étant irrémédiablement hostile, et le nouveau venu est chassé.
En 1792, l'église réfractaire est la cible d'attaques de plus en plus virulentes. Les premiers morts ont lieu le 9 septembre 1792, quand la foule allée chercher des soldats nobles enfermés à Pierre Scize pour les massacrer décide de s'en prendre à trois prêtres réfractaires. Ils sont tués et leur tête fichée sur des piques et promenées à travers la ville.

### Déchéance de l'Église constitutionnelle

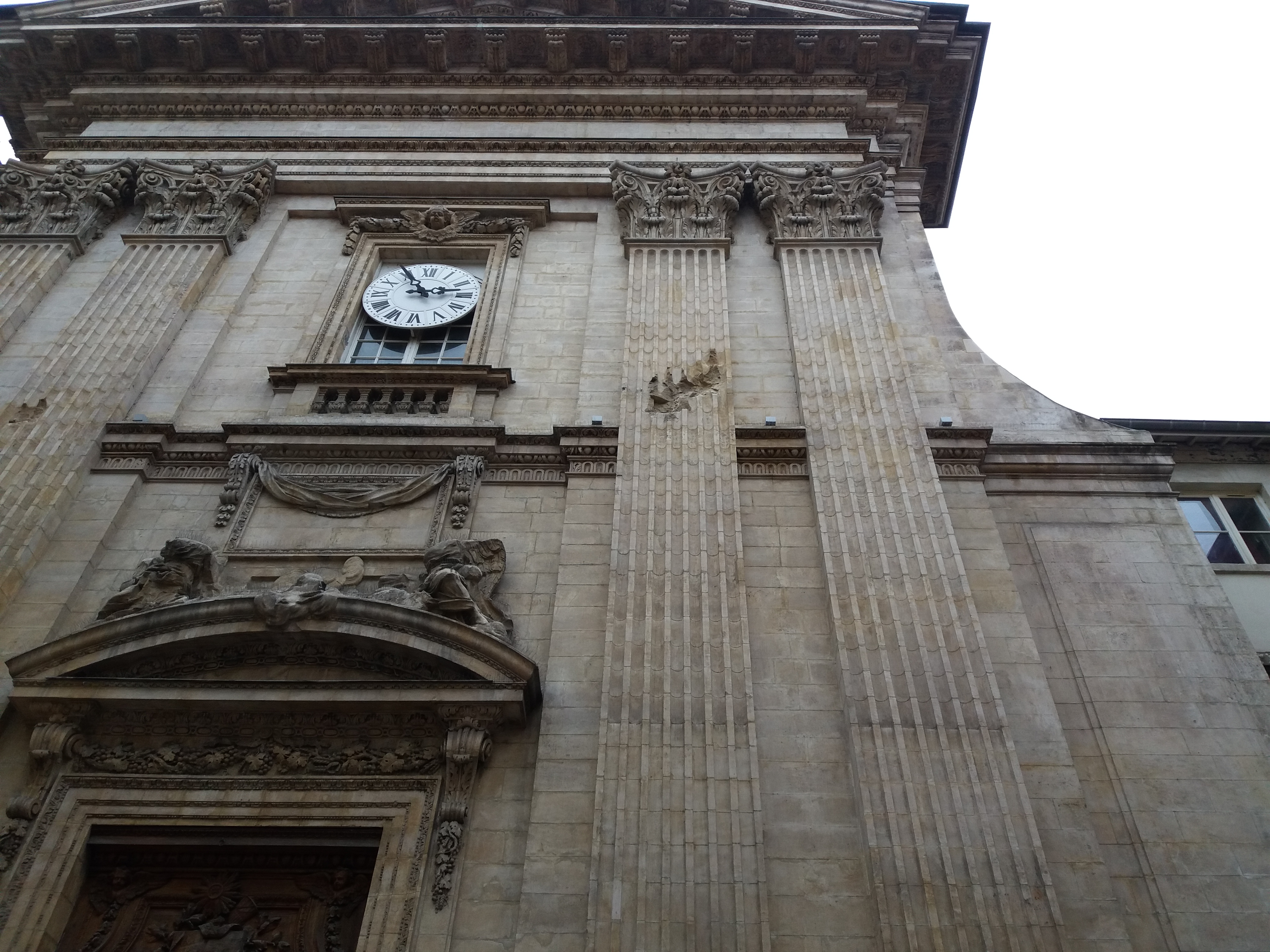
Trace du boulet de canon ayant heurté la façade de l'église Saint-Polycarpe.

Tout change avec l'opposition de Lyon à la Convention et le siège de la ville en 1793. Tombée aux mains des révolutionnaires lyonnais les plus acharnés, les mesures antireligieuses se multiplient, avec la transformation de la cathédrale Saint-Jean en temple de la Raison, des processions burlesques, la destruction de nombreux symboles publics religieux, l'arrestation de nombreux prêtres, notamment de nombreux constitutionnels. Cette première vague déstructure complètement l'Église officielle lyonnaise, qui ne s'en remet pas, et qui subit un deuxième assaut lors des persécutions de Fructidor. Après la mort de Lamourette, guillotiné en 1794, on attend 1797 pour lui élire un remplaçant, Claude François Marie Primat, qui, par crainte du climat local, ne viendra qu'en 1799.

### Résistance de l'Église réfractaire

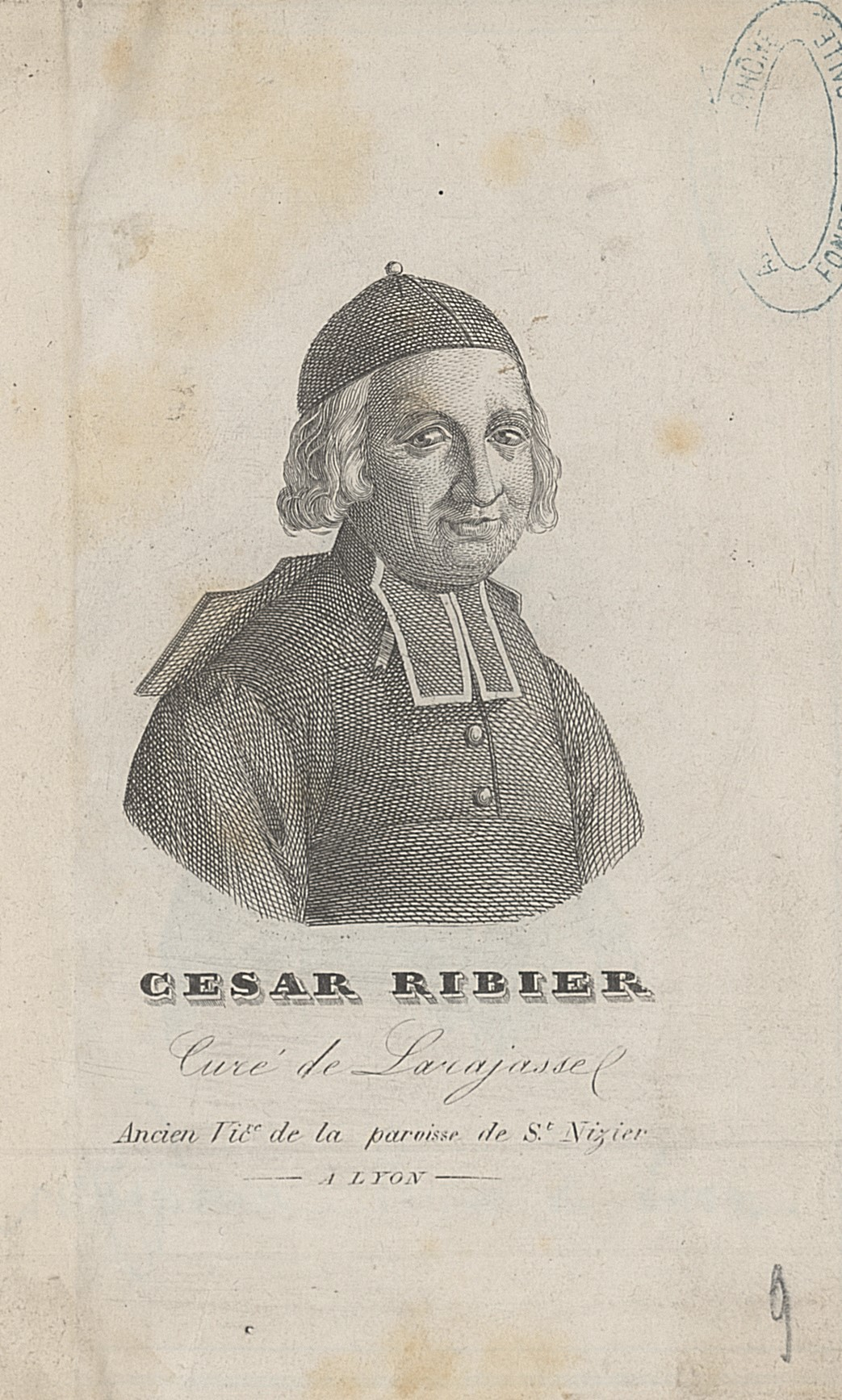
Portrait de César Ribier, ancien vicaire de Saint-Nizier, curé réfractaire de Larajasse. ADRML.

Pendant toute la Révolution, un culte caché se développe et survit, massivement soutenu par la population, surtout dans les campagnes. Dès après la journée du 10 août 1792, un vicaire de Marbeuf, De Castillon, rentre secrètement et prend contact avec l'abbé Linsolas. À eux deux, ils réorganisent secrètement le clergé légitime, entretenant une correspondance étroite et régulière avec l'archevêque resté en exil. De Castillon pris et exécuté à la fin de 1793, Linsolas tient seul jusqu'à la fin de la période révolutionnaire les rênes du clergé réfractaire lyonnais. Il développe une organisation pastorale complète, avec vingt cinq missions réparties dans tout le diocèse, parvenant à construire un petit séminaire et à jeter les bases d'un grand séminaire.
À la sortie de la période révolutionnaire, l'indifférence religieuse ou l'hostilité envers l'Église semble avoir nettement progressé. Dans les bourgs ouvriers (Roanne, Saint-Étienne, par exemple), encore très pratiquants, de larges pans de la population se sont éloignés de la religion. Très divisés, les deux clergés ne se rapprochent pas aisément, Marbeuf et Linsolas refusant toute conciliation avec les constitutionnels. Ainsi, à la mort de Marbeuf, en 1799, le diocèse est délabré et doit attendre trois ans pour retrouver un prélat qui entame le relèvement.

## Transformation urbaine de Lyon pendant la période révolutionnaire
La cité lyonnaise connait des transformations durant la période révolutionnaire. Par ailleurs, la vente des biens nationaux entraîne et prépare des modifications majeures du bâti et de la structure vinaire de la ville.

### Structure de la ville en 1789

#### Les ponts de Lyon
Depuis 1788, le consulat édifie un nouveau pont de l'archevêché sur la Saône.
Le 17 janvier 1789, la débâcle des glaces commence sur la Saône, et le pont de Serin est emporté.

#### Les quartiers lyonnais
Tout comme sous l'ancien régime, la cité lyonnaise vit en grande partie au sein de quartier de petites tailles, qui prennent une importance politique notable par les réunions politiques qui s'y déroulent, tout à la fois pour préparer les élections que pour discuter de la vie publique lyonnaise. Nommés Sections, terme qui désigne également les groupes politiques ou les gardes nationales qui y résident, ils sont réformés sous le nom de 31 "cantons" en mai 1790. Une nouvelle réforme les regroupe en mars 1794 en neuf cantons.
En 1789, les quartiers de Lyon, ou section, sont au nombre de 28.

### Évolution de la ville
La vente des biens nationaux, mais également les démolitions dues au bombardement du siège de la ville, mais aussi les dégâts dus à l'application du décret de destruction de Lyon opèrent une transformation importante de plusieurs parties de la ville. Ces transformations, réalisées au gré des opportunités n'ont aucune idées directrices et aucun but unique. Il n'est jamais question d'une opération d'urbanisme qui règlerait les nombreux problèmes de circulation de la ville.
Il faut noter également que le décret du 12 octobre 1793 de la Convention qui ordonne la destruction complète de la ville n'est pas appliqué. Le représentant en mission Collot d'Herbois commence par démolir les habitations abîmées par le bombardement, opère la destruction symbolique des façades de la place Bellecour et n'use de son pouvoir que pour déclencher la réalisation d'un quai reliant le centre de Lyon à Vaise sur la rive droite, pour faciliter la circulation des armées.

#### Rive droite de la Saône
En 1794, la décision de construire un quai le long de la Saône par destruction des maisons qui allaient jusqu'à la rivière est prise. Les quais de Bondy et Pierre-Scize sont réalisés et livrés en 1798. Il s'agit également pour les autorités, outre la nécessité de détruire des habitations menacées par les eaux de garantir une voie de circulation convenables pour les troupes.
Entre 1792 et 1796[réf. nécessaire], l'église Saint-Étienne faisant partie du chapitre cathédral est démolie, permettant de créer la rue saint-Étienne.

### Ouvrages généraux
- Denis Woronoff, La République bourgeoise : de Thermidor à Brumaire 1794-1799, Seuil, coll. « Nouvelle histoire de la France contemporaine » (no 3), 1972 (ISBN 2-02-000654-5)

1. ↑  Woronoff 1972, p. 55.
2. ↑  Woronoff 1972, p. 14 & 34-35.
3. ↑  Woronoff 1972, p. 35.
4. ↑  Woronoff 1972, p. 151-153.
5. ↑  Woronoff 1972, p. 61.

- Louis Trenard, La Révolution française dans la région Rhône-Alpes, Paris, Perrin, 1992, 819 p. (ISBN 2-262-00826-4, BNF 35529787)

1. ↑  Trenard 1992, p. 159.

- Jean Tulard, Jean-François Fayard et Alfred Fierro, Histoire et dictionnaire de la Révolution française : 1789-1799, Robert Laffont, 1987 (ISBN 2-221-04588-2)

1. 1 2  Hist. & Dict. Rév. Fr., 1987, p. 322.

### Ouvrages généraux d'histoire de Lyon
- André Pelletier, Jacques Rossiaud, Françoise Bayard et Pierre Cayez, Histoire de Lyon : des origines à nos jours, Lyon, Éditions lyonnaises d'art et d'histoire, 2007, 955 p. (ISBN 978-2-84147-190-4), présentation en ligne

1. 1 2 3  HdL, 2007, p. 621.
2. ↑  HdL, 2007, p. 621-623.
3. 1 2  HdL, 2007, p. 624.
4. ↑  HdL, 2007, p. 623.
5. 1 2  HdL, 2007, p. 625.
6. 1 2 3  HdL, 2007, p. 628.
7. 1 2  HdL, 2007, p. 629.
8. 1 2  HdL, 2007, p. 633.
9. 1 2  HdL, 2007, p. 629-630.
10. ↑  HdL, 2007, p. 642.
11. ↑  HdL, 2007, p. 643.
12. ↑  HdL, 2007, p. 648.
13. 1 2 3  HdL, 2007, p. 649.
14. 1 2 3  HdL, 2007, p. 650.
15. 1 2  HdL, 2007, p. 651.
16. ↑  HdL, 2007, p. 654.

- Paul Chopelin et Pierre-Jean Souriac, Nouvelle histoire de Lyon et de la métropole, Toulouse/22-Plérin, Privat, coll. « Histoire des villes et des régions : histoire », 2019, 958 p. (ISBN 978-2-7089-8378-6)

1. 1 2  HdL, 2019, p. 503.
2. 1 2 3 4  HdL, 2019, p. 504.
3. ↑  HdL, 2019, p. 432.
4. 1 2 3  HdL, 2019, p. 505.
5. 1 2 3  HdL, 2019, p. 508.
6. 1 2 3 4  HdL, 2019, p. 506.
7. 1 2 3  HdL, 2019, p. 507.
8. 1 2  HdL, 2019, p. 509.
9. 1 2  HdL, 2019, p. 512.
10. 1 2 3 4  HdL, 2019, p. 513.
11. 1 2 3 4 5 6  HdL, 2019, p. 514.
12. ↑  HdL, 2019, p. 518.
13. 1 2  HdL, 2019, p. 519.
14. 1 2 3 4  HdL, 2019, p. 517.
15. 1 2 3 4 5 6  HdL, 2019, p. 516.
16. 1 2  HdL, 2019, p. 522.
17. 1 2 3  HdL, 2019, p. 523.
18. 1 2 3  HdL, 2019, p. 524.
19. 1 2 3  HdL, 2019, p. 528.
20. ↑  HdL, 2019, p. 529.
21. 1 2  HdL, 2019, p. 530.
22. ↑  HdL, 2019, p. 534.
23. 1 2 3 4 5  HdL, 2019, p. 535.
24. 1 2 3  HdL, 2019, p. 536.
25. 1 2 3  HdL, 2019, p. 537.
26. 1 2  HdL, 2019, p. 538.

- Bernard Demotz, Henri Jeanblanc, Claude Sommervogel et Jean-Pierre Chevrier, Les gouverneurs à Lyon ; 1310 - 2010 : Le gouvernement militaire territorial, Lyon, Éditions lyonnaises d'art et d'histoire, 2011, 255 p. (ISBN 978-2-84147-226-0)

1. ↑  Gouverneurs de Lyon, p. 144 à 147.

- Dominique Bertin et Nathalie Mathian, Lyon - Silhouette d'une ville recomposée : Architecture et urbanisme 1789-1914, Éditions Lyonnaises d'art et d'histoire, 2008 (EAN 9782841471997)

1. ↑  Bertin et Mathian 2008, p. 16.
2. ↑  Bertin et Mathian 2008, p. 12.
3. ↑  Bertin et Mathian 2008, p. 13.

### Ouvrages et articles d'histoire de Lyon centrés sur la Révolution
- Robert Poidebard, La Vie agitée d'Imbert-Colomès : premier échevin et Commandant de la ville de Lyon en 1789, Lyon, Société des bibliophiles lyonnais / Audin, 1942 (BNF 42098352)
- Richard Cobb, L'Armée Révolutionnaire Parisienne à Lyon et dans la Région Lyonnaise (frimaire-prairial, an II), vol. 1 à 4, Lyon, Éditions de la Guillotière, coll. « Album du crocodile », 1951
- Louis Trénard, « La crise sociale lyonnaise à la veille de la Révolution », Revue d’Histoire Moderne & Contemporaine, nos 2-1,‎ 1955, p. 5-45
- Renée Fuoc, La Réaction thermidorienne à Lyon, 1795, Vaulx-en-Velin, Vive 89 Rhône, 1989, 2e éd. (1re éd. 1957), 223 p. (ISBN 2-85792-069-5, BNF 35024666)

1. ↑  Fuoc 1989, p. 24.
2. ↑  Fuoc, 1989, p. 25.

- Maurice Garden, « L'attraction de Lyon à la fin de l'Ancien Régime », Annales de Démographie Historique,‎ 1971, p. 205-222
- Takashi Koi, « Les «Chaliers» et les sans-culottes lyonnais (1792-1793) », Annales historiques de la Révolution française, no 231,‎ 1978, p. 127-131
- Marie-Madeleine Sève, « Sur la pratique jacobine : la mission de Couthon à Lyon », Annales historiques de la Révolution française, no 254,‎ 1983, p. 510-543
- Paul Feuga, L'Hôtel de ville de Lyon : l'hôtel commun et les municipalités lyonnaises, 1789-1795, Lyon, Éd. lyonnaises d'art et d'histoire, coll. « Collection du bicentenaire de la Révolution française à Lyon » (no 4), 1985 (ISBN 2-905230-03-7, BNF 36267558)
- Georges Eynard, Joseph Chalier, bourreau ou martyr : 1747-1793, Lyon, Éd. lyonnaises d'art et d'histoire, coll. « Collection du bicentenaire de la Révolution française à Lyon », 1987 (ISBN 2-905230-15-5 (édité erroné), BNF 36267561)
- Bruno Benoit, « Les fêtes révolutionnaires à Lyon », Cahiers d'histoire, no 2,‎ 1987
- Bruno Benoit et Roland Saussac, Guide historique de la Révolution à Lyon : 1789-1799, Lyon, Éditions de Trévoux, 1988, 190 p. (ISBN 2-85698-043-0, BNF 36633132)

1. 1 2  Benoit et Saussac 1988, p. 9.
2. ↑  Benoit et Saussac 1988, p. 10.
3. 1 2  Benoit et Saussac 1988, p. 53.
4. 1 2 3  Benoit et Saussac 1988, p. 52.
5. ↑  Benoit et Saussac 1988, p. 11.
6. 1 2 3 4 5 6 7 8 9 10  Benoit et Saussac 1988, p. 54.
7. 1 2 3  Benoit et Saussac 1988, p. 55.
8. 1 2  Benoit et Saussac 1988, p. 169.
9. ↑  Benoit et Saussac 1988, p. 115.
10. 1 2  Benoit et Saussac 1988, p. 56.
11. ↑  Benoit et Saussac 1988, p. 14.
12. 1 2  Benoit et Saussac 1988, p. 59.
13. ↑  Benoit et Saussac 1988, p. 65.
14. ↑  Benoit et Saussac 1988, p. 69.
15. 1 2 3  Benoit et Saussac 1988, p. 68.
16. ↑  Benoit et Saussac 1988, p. 76.
17. 1 2 3 4  Benoit et Saussac 1988, p. 67.
18. 1 2  Benoit et Saussac 1988, p. 60.
19. 1 2  Benoit et Saussac 1988, p. 66.
20. ↑  Benoit et Saussac 1988, p. 90.
21. ↑  Benoit et Saussac 1988, p. 178.

- Paul Chopelin, « Le débat sur le mariage des prêtres dans le diocèse de Rhône-et-Loire au début de la Révolution (1789-1792) », Chrétiens et sociétés, no 10,‎ 2003 (DOI https://doi.org/10.4000/chretienssocietes.3801)
- Bruno Ciotti, « Servir dans la Garde nationale de Lyon en 1792 », dans Serge Bianchi et Roger Dupuy, La Garde nationale entre Nation et peuple en armes, Presses universitaires de Rennes, 2006 (ISBN 9782753502352, DOI https://doi.org/10.4000/books.pur.16594)

1. ↑  Ciotti 2006, p. 11.

- Bruno Benoit, « Lyon rouge ou/et blanche 1789-1799 : approche historique et historiographique des minorités politiques lyonnaises », dans Christine Peyrard (dir.), Minorités politiques en Révolution, 1789-1799, Aix-en-Provence, Publications de l'Université de Provence, coll. « Le temps de l'histoire », 2007, 208 p. (ISBN 978-2-85399-675-4, lire en ligne), p. 181-195.
- Côme Simien, Les massacres de septembre 1792 à Lyon, Éditions Aléas, 2011 (ISBN 9782843013188)

1. ↑  Simien 2011.

- (en) Julie Patricia Johnson, « ‘The law must never be a game for fair and upright men in a Republic’ : revolutionary justice in Lyon 1792–3 », French History, Oxford University Press, vol. 32, no 2,‎ mai 2018, p. 182–202 (DOI 10.1093/fh/cry010).

#### Thèses et mémoires
- T Koï (thèse de 3ème cycle), Les Chalier et les sans culottes lyonnais, Lyon, 1974

### Histoire religieuse
- G. Lenotre, La compagnie de Jéhu : épisodes de la réaction lyonnaise, 1794-1800, Paris, Libr. académique Perrin, 1931 (BNF 32372915)
- Joseph Camelin, Les Prêtres de la révolution répertoire officiel du clergé schismatique de Rhône et Loire, avril 1791-octobre 1793, Lyon, Société des bibliophiles lyonnais : Badiou-Amant, 1944 (BNF 34216195)
- Jacques Linsolas et Joseph Jomand, L'Église clandestine de Lyon pendant la Révolution, Lyon, Éd. lyonnaises d'art et d'histoire, coll. « Collection du bicentenaire de la Révolution française à Lyon `bnf=36593306j », 1985
- Jacques Gadille (dir.), René Fédou, Henri Hours et Bernard de Vregille, Le diocèse de Lyon, Paris, Beauchesne, coll. « Histoire des diocèses de France » (no 16), 1983, 350 p. (ISBN 2-7010-1066-7, BNF 34728148)

1. ↑  Hist. Diocèse Lyon, 1983, p. 191.
2. ↑  Hist. Diocèse Lyon, 1983, p. 192 & 193.
3. ↑  Hist. Diocèse Lyon, 1983, p. 197.
4. ↑  Hist. Diocèse Lyon, 1983, p. 199.
5. ↑  Hist. Diocèse Lyon, 1983, p. 200.
6. ↑  Hist. Diocèse Lyon, 1983, p. 202.
7. ↑  Hist. Diocèse Lyon, 1983, p. 205.

- Agnès Boucaud-Maitre, « Église et Révolution dans le diocèse de Lyon », dans Gilles Bollenot, Religions, Eglises et Droit, 1990 (ISBN 2862720151), p. 39-80

### Histoire artistique
- Marie-Claude Chaudenneret, « L'enseignement artistique à Lyon au service de la Fabrique ? », dans Gérard Bruyère, Sylvie Ramond, Léna Widerkehr, Le temps de la peinture : Lyon 1800-1914, Lyon, Fage, 2007, 335 p. (ISBN 978-2-84975-101-5, BNF 41073771), p. 28-35

1. ↑  Chaudenneret 2007, p. 29.
2. ↑  Chaudenneret 2007, p. 30.

### Histoire économique
- Pierre Arizzoli-Clémentel et Chantal Gastinet-Coural, Soieries de Lyon : commandes royales au XVIIIe siècle, 1730-1800, Lyon, Musée historique des tissus, coll. « Les dossiers du Musée des tissus » (no 2), 1998, 143 p. (BNF 35411714)

1. 1 2  Arizzoli-Clémentel et Gastinet-Coural 1998, p. 17.
2. ↑  Arizzoli-Clémentel et Gastinet-Coural 1998, p. 17.

- Pierre Cayez, « Entreprises et entrepreneurs lyonnais sous la révolution et l'Empire », Histoire, économie et société, Armand Colin, no 1,‎ 1993, p. 17-27 (ISSN 0752-5702, DOI 10.3406/hes.1993.1657, JSTOR 23611284, lire en ligne, consulté le 31 juillet 2018)

1. ↑  Cayez 1997, p. 18.
2. 1 2  Cayez 1993, p. 19.
3. ↑  Cayez 1993, p. 22.

- Serge Chassagne, Veuve Guerin et fils : banque et soie : une affaire de famille : Saint-Chamond-Lyon, 1716-1932, Lyon, BGA Permezel, 2012, 381 p. (ISBN 978-2-909929-38-5, BNF 43521085)

1. ↑  Chassagne 2012, p. 33.

- Serge Chassagne, « L'innovation technique dans l'industrie textile pendant la Révolution », Histoire, économie et société, Armand Colin, no 1,‎ 1993, p. 51-61 (ISSN 0752-5702)

1. ↑  Chassagne 1993, p. 51.